# 2001: Odyssee im Weltraum
2001: Odyssee im Weltraum (englischer Originaltitel: 2001: A Space Odyssey) ist ein im Breitwandformat Super Panavision 70 produzierter monumentaler Science-Fiction-Film, der am 2. April 1968 uraufgeführt wurde. Produzent und Regisseur von 2001 war Stanley Kubrick. Zudem verfasste Kubrick in Zusammenarbeit mit dem Science-Fiction-Schriftsteller und Physiker Arthur C. Clarke das Drehbuch. Als Grundidee für die Drehbuchentwicklung diente Clarkes Kurzgeschichte Der Wächter.
In Kubricks Weltraumepos wird über einen Zeitraum von 4 Millionen Jahren eine mystisch-mythologische Geschichte der menschlichen Evolution erzählt. Die im Jahr 2001 angelegte Haupthandlung des Films zeigt, wie der Astronaut Bowman eine Odyssee im Weltraum erlebt, an deren metaphysisch-transzendentem Abschluss Bowman unmittelbar nach seinem Tod als astrales „Sternenkind“ wiedergeboren wird.
Der als Meisterwerk geltende Film bietet Spielraum für verschiedene allegorische und philosophische Interpretationsansätze. Noch vor der ersten bemannten Mondlandung und Jahrzehnte vor der Entwicklung digitaler Bildanimationen lieferte Kubrick mittels innovativ eingesetzter Kamera- und optischer Effekttechniken als realistisch wahrzunehmende Bilder des Weltalls. 2001: Odyssee im Weltraum wurde für die visuellen Spezialeffekte, die Kameraarbeit, das Szenenbild und den Filmton ausgezeichnet.
Bei Herstellungskosten in Höhe von etwa 10,5 Millionen US-Dollar (inflationsbereinigt 2025: ca. 95 Millionen US-Dollar) spielte der zwischen 1965 und 1968 produzierte Film an den Kinokassen in den USA und Kanada bis einschließlich Juni 1974 rund 58,5 Millionen US-Dollar (inflationsbereinigt 2025: ca. 527 Millionen US-Dollar) ein und war damit rückblickend der kommerziell erfolgreichste Kinofilm des Jahres 1968 auf dem nordamerikanischen Kinomarkt. Das American Film Institute wählte 2001: Odyssee im Weltraum als „besten Science-Fiction-Film aller Zeiten“ aus. Im Jahr 2022 wurde Kubricks Film von anderen Regisseuren im vom British Film Institute herausgegebenen Fachmagazin Sight & Sound zum „besten Film aller Zeiten“ gekürt.

## Handlung

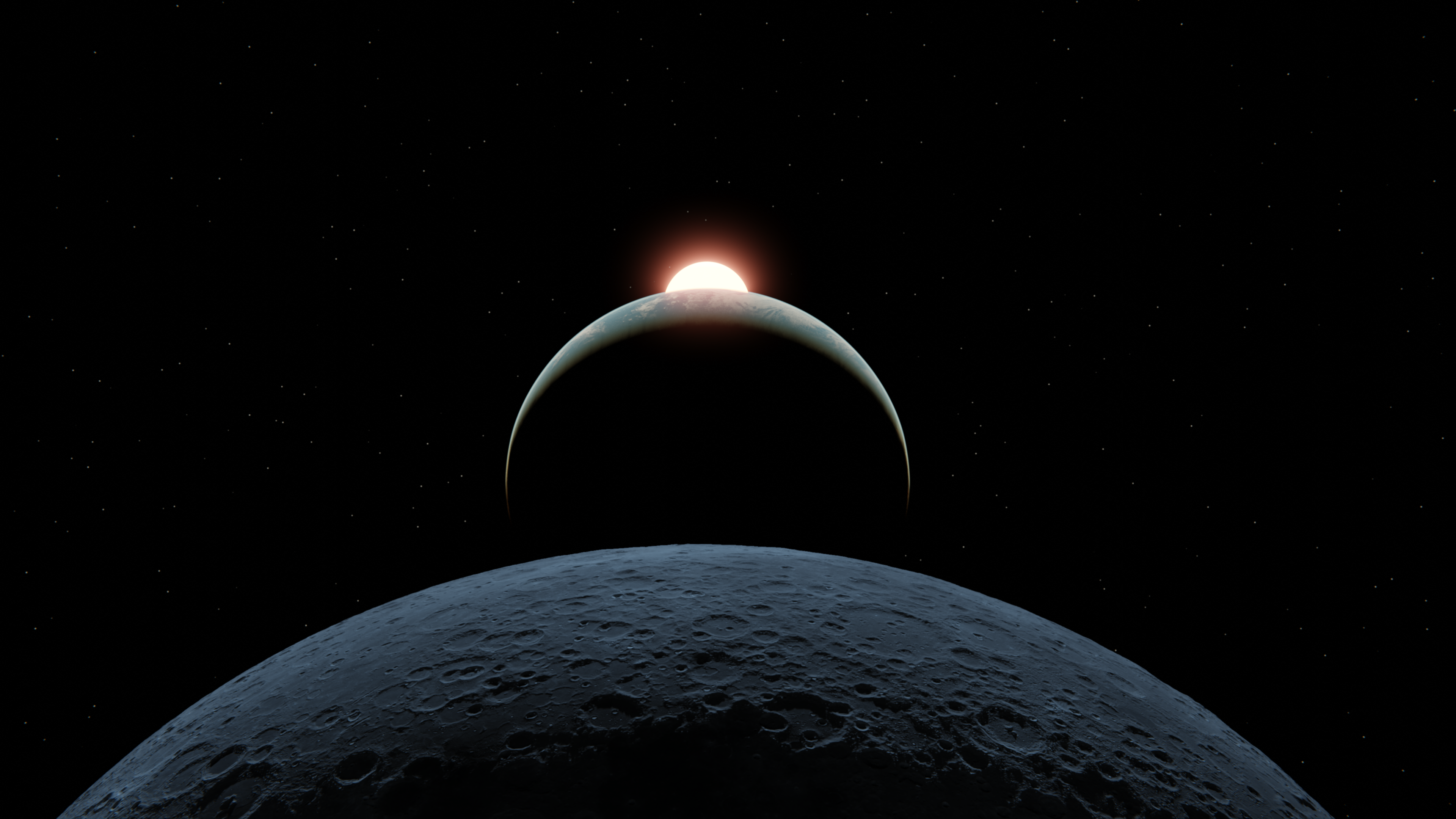
Eröffnungsbild von 2001: Mond, Erde und Sonne stehen in Konjunktion

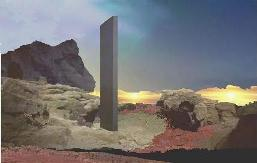
Vormenschen haben einen Monolithen entdeckt

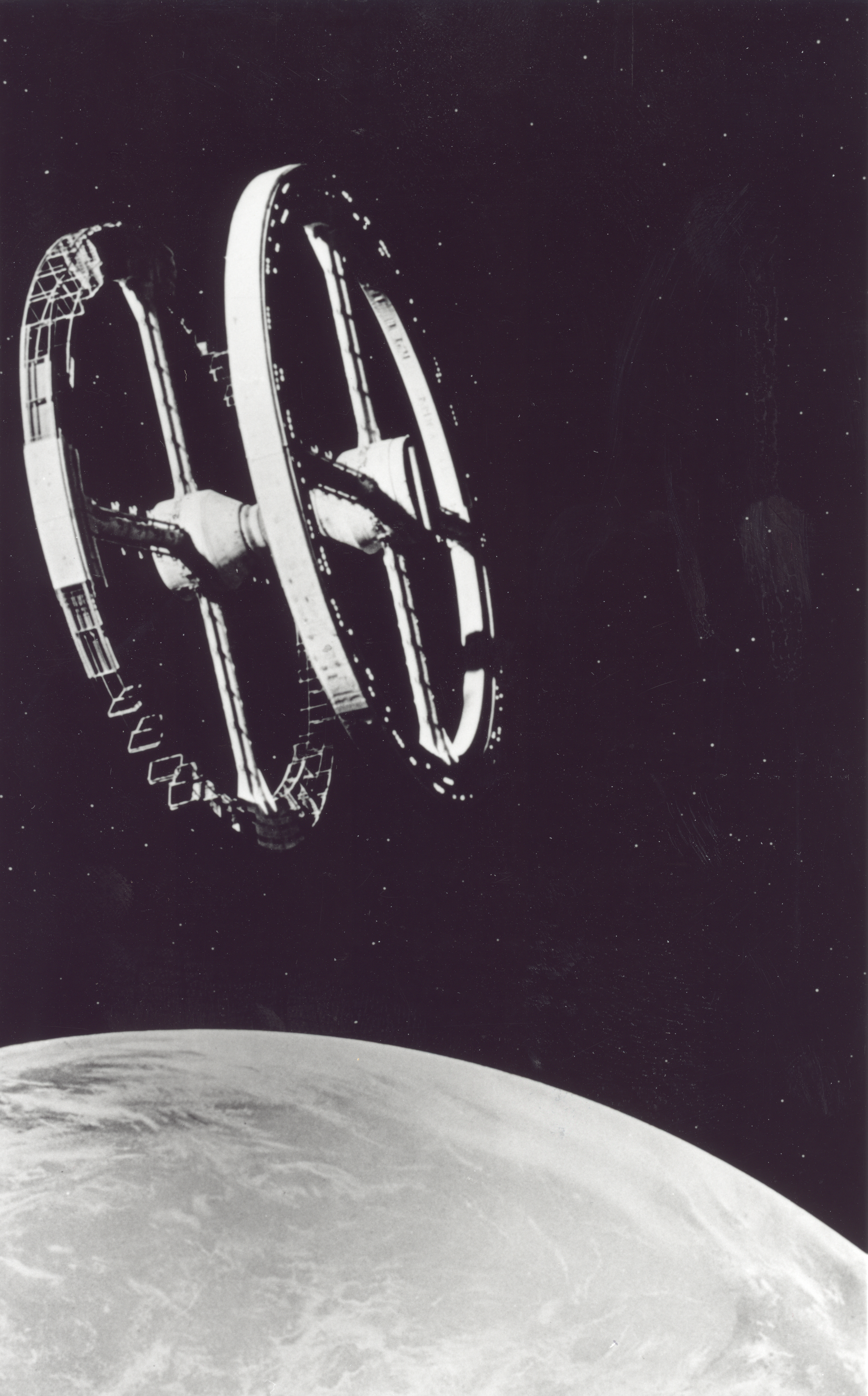
Im All rotierende Space Station 5

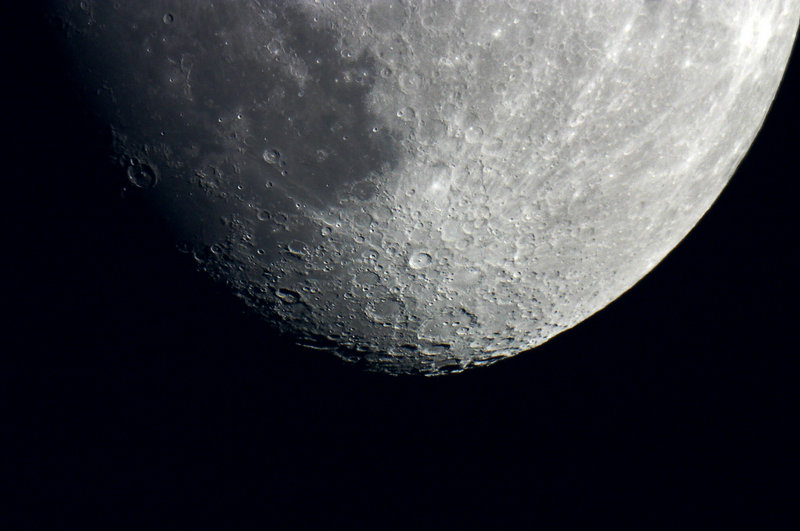
Im Mondkrater Tycho wird ein weiterer Monolith entdeckt

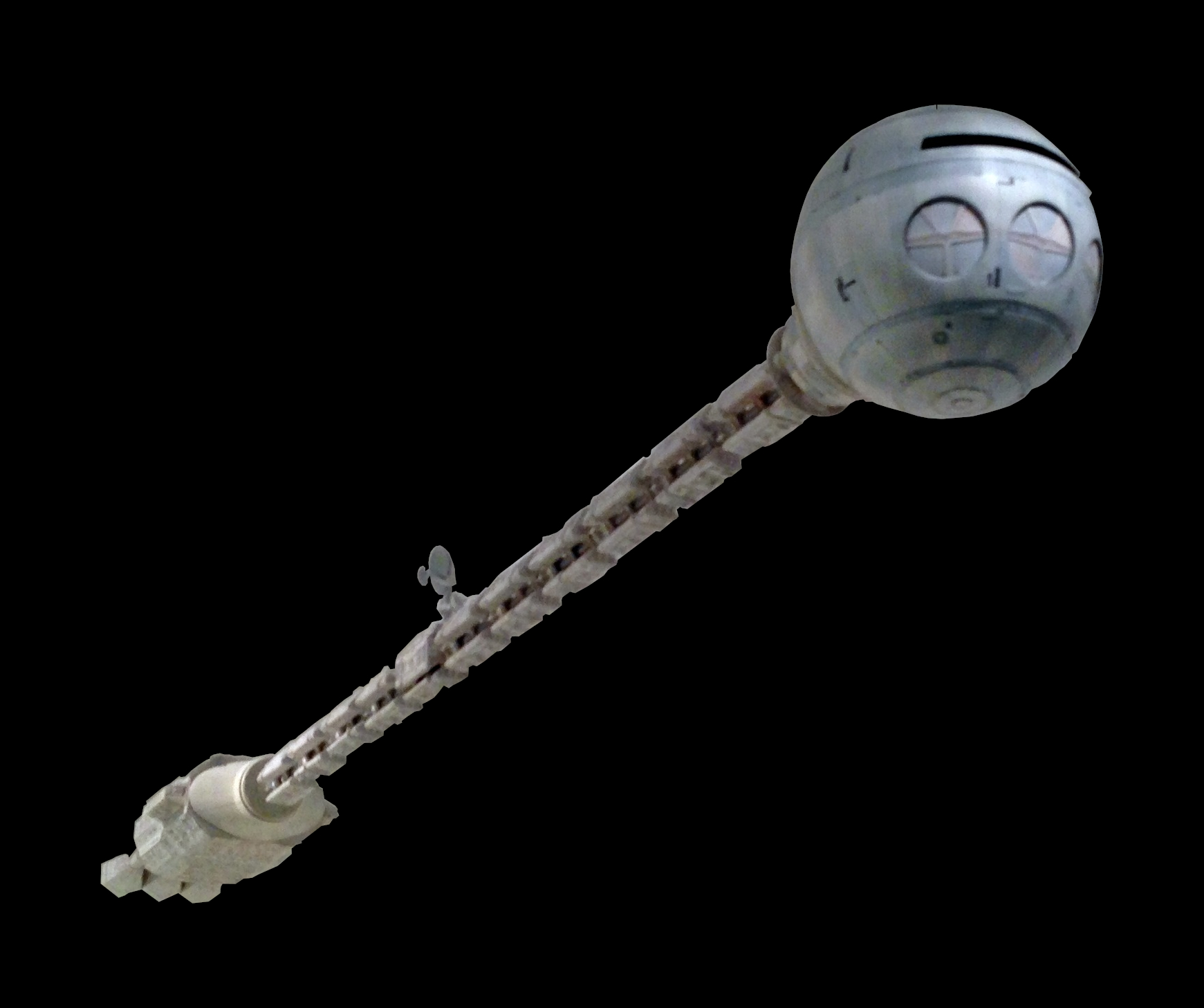
Mit der Discovery One fliegt die Crew zum Jupiter

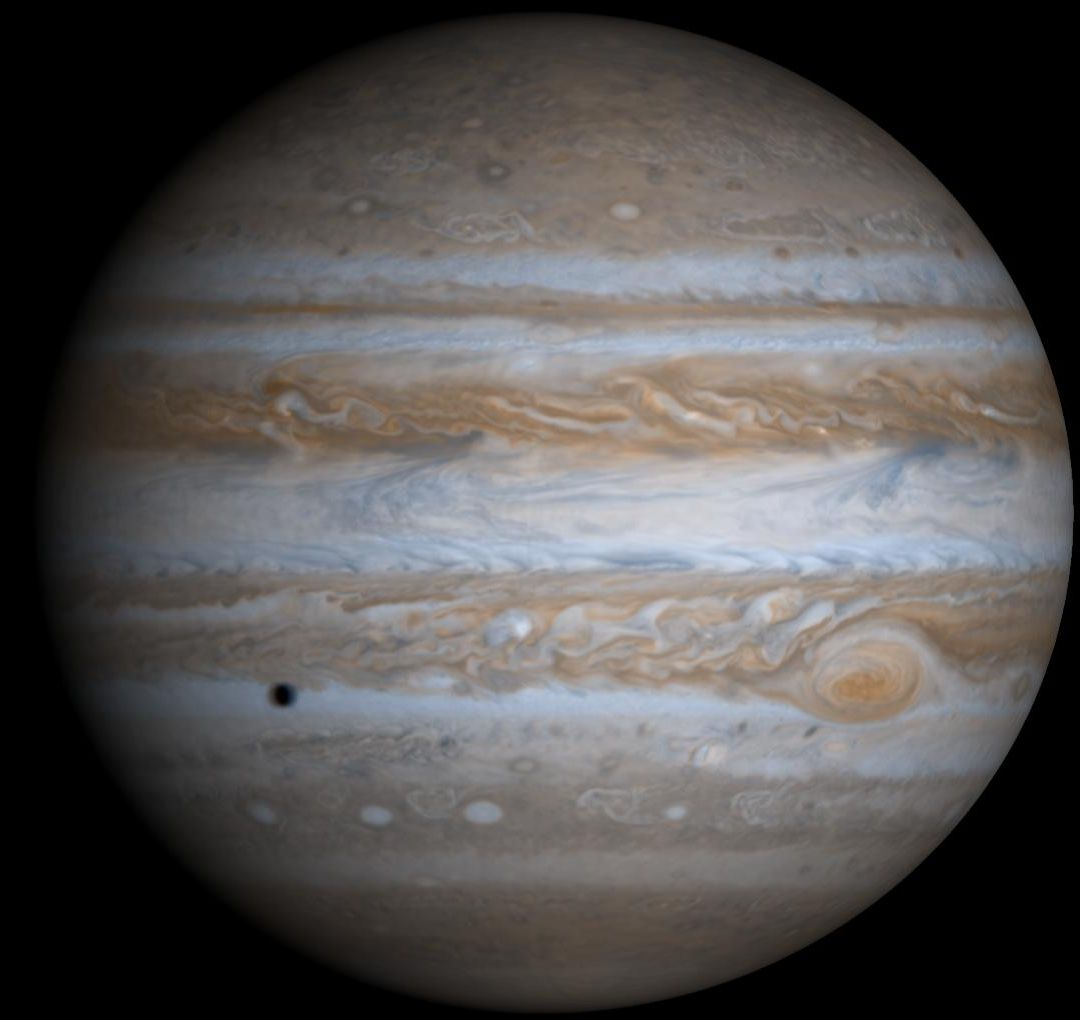
Am Jupiter stößt Bowman auf ein „Tor zu den Sternen“

2001: Odyssee im Weltraum beginnt mit einer dreiminütigen Sequenz in absoluter Finsternis, musikalisch untermalt von György Ligetis Werk Atmosphères. Mit der Einblendung des stilisierten MGM-Logos The Stylized Lion ertönt die Titelmusik Also sprach Zarathustra des Komponisten Richard Strauss. Als erstes Filmbild baut sich eine aus dem Weltraum gesehene astronomische Konstellation auf, in der sich Mond, Erde und Sonne in Konjunktion befinden. Die nachfolgende Filmhandlung wird in vier Akte eingeteilt, die – mit Ausnahme des zweiten Aktes – mit eingeblendeten Zwischentiteln eröffnet werden.

### Aufbruch der Menschheit(The Dawn of Man)
Vor drei Millionen Jahren lebt eine Horde Menschenaffen in einer Savanne. Der Alltag der Pflanzenfresser wird von Angst, Not und dem Kampf ums nackte Überleben bestimmt. Ein Leopard attackiert ein Mitglied der Sippe, Artgenossen eines rivalisierenden Stammes vertreiben die Horde von einer Wasserstelle.
Eines Morgens bemerkt die Horde, dass über Nacht scheinbar aus dem Nichts ein drei Meter hoher, glattpolierter, rechteckiger Monolith neben ihrem Lager erschienen ist. Der schwarze Monolith wird von den Vormenschen zunächst zögerlich umkreist. Einige Mitglieder der Horde überwinden schließlich ihre Angst und berühren zaghaft das mystische Artefakt, während die Oberkante des Monolithen mit der aufgehenden Sonne und dem Mond in Konjunktion steht. Die Szenerie wird durch einen mystischen, mehrstimmigen Choral des Komponisten György Ligeti begleitet. Im Verlauf der nächsten Einstellungen wird deutlich, dass seit der Begegnung mit dem Monolithen eine evolutionäre Bewusstseinsveränderung bei den Vormenschen stattgefunden hat. Der hominide Mondbetrachter kommt schließlich im Zuge dieser Bewusstseinserweiterung beim Anblick eines ausgebleichten Oberschenkelknochens auf die folgenreiche Idee, den Knochen als Werkzeug oder Waffe zu verwenden. Die bedeutende Einstellung wird musikalisch erneut von Also sprach Zarathustra untermalt.
In der nächsten Szene hat sich das Leben der Horde entscheidend verändert. Neben einem zunehmend aufrechten Gang ist der Vormensch mit der Tötung eines Tapirs mittels eines Knochens zum Jäger und Fleischfresser geworden. Er lebt fortan nicht mehr nur mit den Tieren seiner Umgebung, sondern auch von ihnen. Die Horde kehrt zur von der rivalisierenden Sippe beherrschten Wasserstelle zurück. Mit einem als Waffe eingesetzten Knochen wird der Anführer der gegnerischen Artgenossen erschlagen und der restliche Stamm vertrieben. Triumphal richtet sich der siegreiche Menschenaffe auf. Der neu entstandene Homo faber schleudert sein Tatwerkzeug gen Himmel. Die Kamera verfolgt den Flug des Knochens bis zum Umkehrpunkt seiner parabelförmigen Flugbahn und darüber hinaus.

### Mondstation Clavius(Tycho Magnetic Anomaly-1)
In einem künstlerisch oft zitierten Match Cut wird das primitive Knochenwerkzeug durch einen technisch weit fortgeschrittenen Satelliten ersetzt, der im Jahr 1999 neben weiteren Raumflugkörpern verschiedener Nationen die Erde umkreist. Äonen sind seit der Urzeitszene der Einleitung vergangen. Die Menschheit hat sich in den Weltraum ausgebreitet. Sowohl Satelliten als auch Raumstationen umkreisen die Erde. Es ist sogar möglich, ein Hotelzimmer im Weltraum zu buchen und mit Raumgleitern, die von Fluggesellschaften betrieben werden, dorthin zu fliegen.
Die Raumfähre Orion III nähert sich der im All rotierenden internationalen Raumstation Space Station 5. Die Raumfähre trägt Schriftzug und Logo der Fluggesellschaft Pan American. Zu den Klängen des Walzers An der schönen blauen Donau gleitet die Raumfähre in den internen Landeplatz der riesigen Raumstation. Einziger Passagier der Orion III ist der hauptverantwortliche Raumfahrtfunktionär Dr. Heywood Floyd vom amerikanischen National Council of Astronautics, der in geheimer Mission mit einer weiteren Raumfähre zur Mondstation Clavius weiterreisen will.
Während der Zwischenlandung auf der Raumstation trifft Floyd auf eine ihm vertraute Delegation sowjetischer Wissenschaftler. Unter ihnen kursiert das Gerücht über eine Epidemie, die vorgeblich auf Clavius ausgebrochen sein soll. Auf Fragen der Sowjetwissenschaftler reagiert Floyd höflich, kann aber aus Gründen der Geheimhaltung keine Auskunft erteilen. Mit der kugelförmigen Raumfähre Aries 1B reist Floyd weiter zum Mond.
Auf der Mondstation Clavius bedankt sich Floyd zunächst vor einer kleinen Gruppe amerikanischer Weltraumwissenschaftler für die befolgte strenge Geheimhaltung der für die Menschheit bedeutenden Entdeckung in der Nähe des Mondkraters Tycho und deutet auf die Wichtigkeit hin, dieses Versteckspiel aufrechtzuerhalten. In Begleitung zweier Wissenschaftler fliegt Floyd mit der Mondfähre Moon Bus zu einer Ausgrabungsstätte. In einer ausgehobenen Grube steht in zwölf Metern Tiefe ein zweites Exemplar des Monolithen, von dem ein abnormales Magnetfeld ausgeht und das entsprechend als Tycho Magnetic Anomaly-1 (TMA-1) benannt wird. Mit einer Mischung aus Verwunderung und Skepsis betritt Floyd mit fünf weiteren Wissenschaftlern die Grube. Floyd berührt den Monolithen und stellt fest, dass er spiegelglatt geschliffen ist. Während sich das Forschungsteam für ein Foto vor dem Monolithen aufstellt, sendet dieser in dem Moment, als die Oberkante des Monolithen mit der aufgehenden Sonne und der Erde in Konjunktion steht, ein ohrenbetäubendes Signal aus. Die Wissenschaftler sehen in diesem Monolithen den ersten Beweis für die Existenz von bewusstem intelligenten Leben außerhalb der Erde. Nach ersten Erkenntnissen ist der entdeckte Monolith vier Millionen Jahre alt, wurde absichtlich unter der Mondoberfläche vergraben und erzeugt eine elektromagnetische Strahlung, die auf den Planeten Jupiter gerichtet ist.

### Unternehmen Jupiter – 18 Monate später(Jupiter Mission 18 Months Later)
Im Jahr 2001 starten die USA mit dem Raumschiff Discovery One eine streng geheime, bemannte Weltraummission zum Jupiter. Offiziell soll am Jupiter wissenschaftliche Forschung betrieben werden. An Bord sind der Expeditionsleiter Dr. David Bowman, sein Stellvertreter Dr. Frank Poole und der mit einer künstlichen Intelligenz ausgestattete Supercomputer HAL 9000, der das Raumschiff autonom steuern kann. Zusätzlich befinden sich noch die in Dauerschlaf versetzten Forscher Dr. Charles Hunter, Dr. Jack Kimball und Dr. Victor F. Kaminsky an Bord, deren Einsatz erst am Zielplaneten Jupiter geplant ist. Als einziges Bordmitglied hat der HAL 9000 Kenntnis von der wahren Bestimmung der Raumfahrtmission – der Suche nach weiteren Spuren im Zusammenhang mit dem auf dem Mond entdeckten Monolithen. Der HAL 9000 gilt als die Krönung der Computertechnik und ist mittels im Raumschiff eingebauter Kameras, einer Spracherkennungssoftware und darauf abgestimmter Algorithmen in der Lage, mit der Raumschiffbesatzung zu kommunizieren. Der menschlich anmutende Computer gilt als absolut perfekt – unfähig, den geringsten Fehler zu verursachen oder unklare Informationen zu liefern.
Im Laufe des Raumflugs führen HAL und Bowman eine Unterhaltung über den rätselhaften Charakter der Mission. Während des Gesprächs meldet HAL den bevorstehenden Totalausfall eines elektronischen Moduls der Antennenanlage des Raumschiffs. Eine Prüfung des Bauteils ergibt jedoch, dass es uneingeschränkt funktioniert. Auch der auf der Erde stationierte Zwillingscomputer kann keinen zu erwartenden Defekt feststellen. Nach diesem erstmalig dokumentierten Fehler eines HAL 9000 ziehen sich Bowman und Poole unter einem Vorwand zur Beratung in eine abhörsichere EVA-Raumkapsel zurück. Die Astronauten erwägen HAL abzuschalten oder zumindest seine höheren Funktionen zu blockieren. Doch HAL kann ihren Plan von den Lippen ablesen und entwickelt fortan ein unberechenbares Eigenleben.
Poole begibt sich auf einen Weltraumspaziergang, um das vermeintlich fehlerhafte Modul wieder einzubauen. Während der Aktion tötet HAL Poole, indem HAL mit den Greifarmen der Raumkapsel die Atemzufuhr des Astronauten durchtrennt. Bowman besteigt eine zweite Raumkapsel und begibt sich ebenfalls in den Weltraum, um Poole zu retten. Zeitgleich schaltet HAL, der nun alle Besatzungsmitglieder als Gefahr betrachtet, die Lebenserhaltungssysteme der drei in Dauerschlaf versetzten Forscher ab. Um auch Bowman zu eliminieren, verweigert HAL Bowman die Rückkehr ins Raumschiff. Bowman bewältigt das Problem, indem er die Luftschleuse der Discovery über eine manuelle Notschaltung öffnet und sich durch ein Druckluftmanöver aus der Raumkapsel zurück ins Raumschiff katapultiert. Schließlich setzt Bowman HAL außer Gefecht, indem er relevante Funktionselemente des Computers nach und nach abschaltet. Während des Abschaltungsprozesses versucht HAL mit immer neuen Argumenten, Bowman von seinem Entschluss abzubringen, und beteuert eine Gefühlsregung zu empfinden („Ich habe Angst, Dave!“). Als HAL verstummt, erscheint als Videobotschaft eine Ansprache Floyds, in der er von der Entdeckung des vier Millionen Jahre alten Monolithen und der wahren Mission der Discovery One berichtet.

### Jupiter und jenseits der Unendlichkeit(Jupiter and Beyond the Infinite)
Als Bowman mit der Discovery One den Jupiter erreicht, schwebt ein drittes Exemplar des Monolithen im All. Bowman besteigt eine Raumkapsel, um den Monolithen zu untersuchen. In dem Moment, als der Monolith in horizontaler Position ein Kreuz mit dem vertikal im Bild stehenden Jupiter und den Jupitermonden bildet, öffnet sich über der Konstellation ein „Tor zu den Sternen“ und zur Transzendenz. Der Betrachter wird zunächst in einen psychedelischen Lichttunnel hineingesogen, der zwischen horizontal und vertikal verlaufenden Linien und geometrischen Rastern wechselt. Am Ende des Tunnels sieht der Zuschauer die Entstehung des Universums mit dem Urknall und daraus resultierenden Galaxien, Sonnen und Planeten. Es folgen Aufnahmen von Protoplasmen, Einzellern und Amöben. Als Nächstes werden falschfarbene Bilder von Wüsten, Flusstälern und Meeresoberflächen gezeigt, die mit Detailaufnahmen von Bowmans Auge wechseln.
Am Ende der transzendenten Reise findet sich Bowman in einer im Louis-seize-Stil luxuriös eingerichteten Hotelsuite wieder, die durch ihren diffus leuchtenden Boden gleichzeitig einen futuristischen Eindruck vermittelt. Inmitten dieses surrealistischen Raums steht die Raumkapsel samt einem tief atmenden Bowman. Durch das Fenster der Raumkapsel erblickt Bowman sich selbst: Eine bereits um Jahre gealterte, zweite Version Bowmans steht im Schlafzimmer der Suite. Die Kamera nimmt sodann die Perspektive dieses zweiten Bowman ein, während der erste Bowman samt der Raumkapsel im nächsten Schnittbild verschwunden ist. Die Szene wird von einem undefinierten, hintergründigen Stimmenwirrwarr begleitet. Bowman sieht sich um und entdeckt im Badezimmer der Suite einen Spiegel. Während er sich in dem Spiegel betrachtet, bemerkt Bowman die Anwesenheit einer weiteren Person im Nebenzimmer. Als er einen Blick in das Zimmer wirft, sieht er eine weitere, stark gealterte, dritte Version seiner selbst, die an einem Tisch eine Mahlzeit zu sich nimmt. Die Perspektive wechselt erneut. Der dritte Bowman stürzt versehentlich sein Weinglas um und betrachtet verhalten die Scherben. Als er langsam aufblickt, sieht er sich selbst als sterbenden Greis auf dem Bett liegen. Die Perspektive wechselt erneut und übernimmt den Blick der vierten Version Bowmans, der ein viertes Exemplar des Monolithen betrachtet, das aus dem Nichts mitten im Raum aufgetaucht ist. Der sterbende Bowman hebt seine Hand, als wolle er den Monolithen berühren, so wie ihn bereits die Urmenschen in der afrikanischen Savanne und die Wissenschaftler auf dem Mond berührten. Ein neuer Bewusstseinssprung steht bevor.
Anstelle des sterbenden Bowmans erscheint auf dem Bett eine von gleißendem Licht überstrahlte Fruchtblase, die einen ebenso hell erleuchteten Fötus mit weit geöffneten, funkelnden Augen in sich trägt. Im finalen Bild schwebt das astrale „Sternenkind“ mit Mond und Erde im Weltraum, betrachtet zunächst die Erde und wendet abschließend seinen Blick auf den Zuschauer. Wie zu Beginn des Films ertönt für die Abschlussszene Also sprach Zarathustra von Richard Strauss.

## Entstehungsgeschichte

### Regie und Drehbuch

Stanley Kubrick: Produzent, Regisseur und Drehbuchautor von 2001

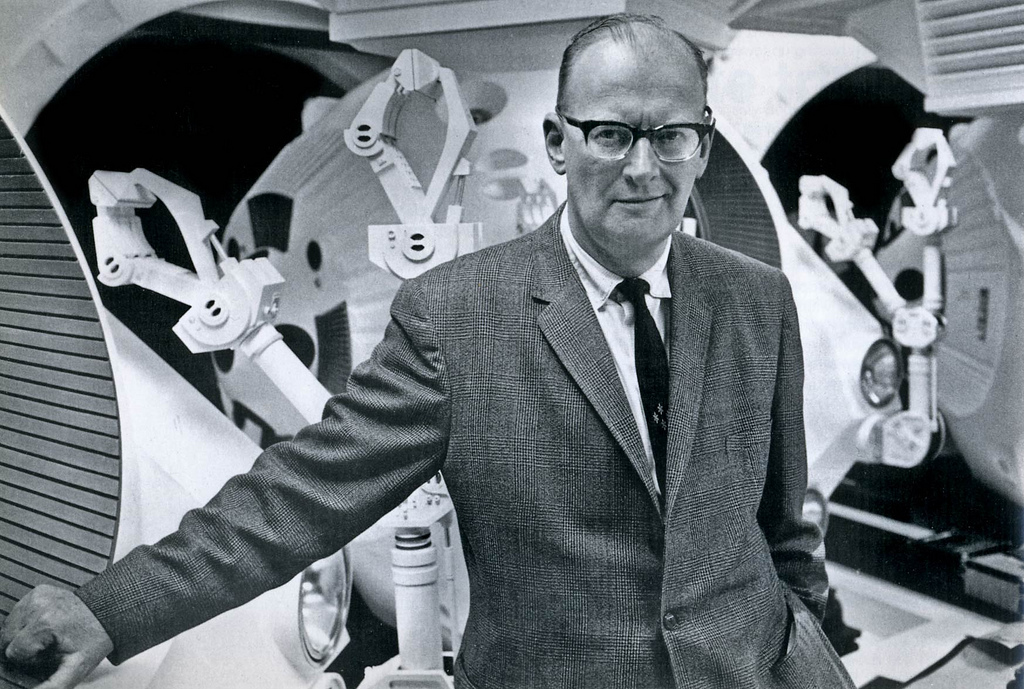
Drehbuchautor Arthur C. Clarke im Raumkapsel-Set von 2001

Im Anschluss an seinen 1964 veröffentlichten Spielfilm Dr. Seltsam plante der Regisseur Stanley Kubrick einen Science-Fiction-Film, der sich komplett von allen bisherigen, zumeist minderwertigen B-Movie-Darstellungen dieses Genres abheben sollte. Auf der Suche nach einem passenden Mitstreiter schlug Kubricks Vertrauter Roger A. Caras den auf Ceylon lebenden Futuristen und Science-Fiction-Schriftsteller Arthur C. Clarke vor. Kubrick war von Clarkes Roman Die letzte Generation beeindruckt, in dem eine überlegene außerirdische Spezies der Menschheit hilft, ihr altes Selbst zu zerstören, um auf einer höheren Evolutionsstufe wiedergeboren zu werden.
Am 31. März 1964 schrieb Kubrick einen Brief an Clarke, in dem Kubrick seinen künftigen Mitstreiter erstmals über seinen geplanten Science-Fiction-Film informierte und eine Kooperation mit Clarke in Aussicht stellte. Bei nachfolgenden Gesprächen in New York einigten sich Kubrick und Clarke darauf, dem Drehbuch die 1948 erschienene Kurzgeschichte Der Wächter zugrunde zu legen. Das zehnseitige Werk handelt von einer nichtmenschlichen Zivilisation mit unvorstellbarer Intelligenz und Technologie, die vor Jahrmillionen das Universum auf der Suche nach Leben durchstreift hat. Überall dort, wo sie sich intelligentes Leben erhoffte, hinterließ sie einen Wächter in Form einer etwa vier Meter hohen, spiegelglatten Kristallpyramide. Das Objekt meldete durch die Jahrhunderte geduldig immer wieder ein Signal, dass niemand es bisher entdeckt hatte. In der Erzählung wurde die kristallene Wächterpyramide deshalb auf dem Mond platziert, weil die Wesen erst vom Leben auf der Erde informiert werden wollten, wenn dieses in der Lage war, Raumschiffe zu bauen, um damit ebenfalls als intelligent und überlebensfähig eingeordnet zu werden. Um klarzustellen, dass die Kurzgeschichte lediglich als Grundidee für den Film diente, zog Autor Clarke den Vergleich, dass seine Erzählung „mit dem Film ungefähr so viel zu tun hat, wie eine Eichel mit der daraus entstehenden ausgewachsenen Eiche“. Außerdem verkaufte Clarke Kubrick zunächst die Rechte für fünf weitere Kurzgeschichten, die laut Clarke ebenfalls die Handlung beeinflussten. Später kaufte Clarke die Rechte wieder von Kubrick zurück.
Nach Absprache mit Kubrick schrieb Clarke von Mai bis Weihnachten 1964 zunächst eine Romanversion des Films, während Kubrick gleichzeitig an einer ersten Drehbuchversion arbeitete. Danach tauschten sie sich aus und jeder überarbeitete das Ergebnis des anderen. Obwohl Clarkes Novelle Begegnung im Morgengrauen nicht zu den von Kubrick erstandenen Kurzgeschichten gehörte, beeinflusste sie Clarkes Romanversion von 2001 nach dessen eigenem Bekunden anfangs stark.
Um die wissenschaftliche Präzision der Darstellung des Weltraumabenteuers zu erhöhen, führte Kubrick parallel zur Schreibarbeit akribische Recherchen durch bzw. ließ sie durchführen, etwa durch Frederick Ira Ordway III., einen zuvor bei der NASA beschäftigten Weltraumwissenschaftler, der im Auftrag von Kubrick rund 70 Firmen, Institutionen sowie staatliche Militär- und Flugeinrichtungen wie Aerojet, Aerospace, IBM, Boeing, Bell Laboratories, General Dynamics, Grumman, die NASA, die United States Air Force, das US-Verteidigungsministerium und das Washingtoner Smithsonian Astrophysical Observatory konsultierte. Wichtige Beratung erhielten Kubrick und Clarke während der gesamten Produktionsdauer von den Wissenschaftlern Jeremy Bernstein und Marvin Minsky. Der in den Dauerschlaf versetzte Astronaut V.F. Kaminsky an Bord der Discovery wurde nach Minsky benannt.
Das Drehbuch unterlag während der Entwicklungsphase ständigen Überarbeitungen, die sich anhand der noch erhaltenen unterschiedlichen Fassungen gut dokumentieren lassen. So sollte anfangs die Mission der Discovery statt zum Jupiter in Richtung Saturn starten. Aus einer gläsernen Dreieckspyramide entwickelte sich schließlich der Monolith. Der HAL 9000 wurde zunächst noch Athena benannt. Zeitweilig hatten Kubrick und Clarke auch die Idee einer Schlussszene, in der das „Sternenkind“ einen Atomkrieg zwischen den mit Nuklearsprengköpfen bewaffneten Satelliten verfeindeter Staaten abwendet. Die vielleicht gravierendsten stilistischen Änderungen betrafen einige Teile bereits gedrehter Dialoge. Zudem verzichtete Kubrick schließlich gänzlich auf Clarkes Idee eines erklärenden Erzählers als Stimme aus dem Off.
Die Revisionen des Drehbuchs zogen sich über 21 Monate hin; einen Abschluss fand die Arbeit erst mit dem Drehbeginn Ende 1965. Als alternative Filmtitel standen bis dahin zur Debatte „How the Universe Was Won“, „Universe“, „Tunnel to the Stars“, „Earth Escape“, „Farewell to Earth“, „Jupiter Window“ und „The Star Gate: A Space Odyssee“.
Bilanzierend äußerte Clarke später, dass es bisher an Filmen gefehlt hatte, die das Thema der außerirdischen Existenz mit der nötigen Integrität behandelten. Und genau das mache 2001: Odyssee im Weltraum so einmalig. Der Film birgt laut Clarke metaphysische, philosophische und religiöse Fragen in sich, über die sich nachzudenken lohne. Ergänzend sagte Clarke:

„Metro-Goldwyn-Mayer weiß es noch nicht, aber sie haben die Rechnung für den ersten 10,5 Millionen $ teuren, religiösen Film übernommen.“

### Finanzierung

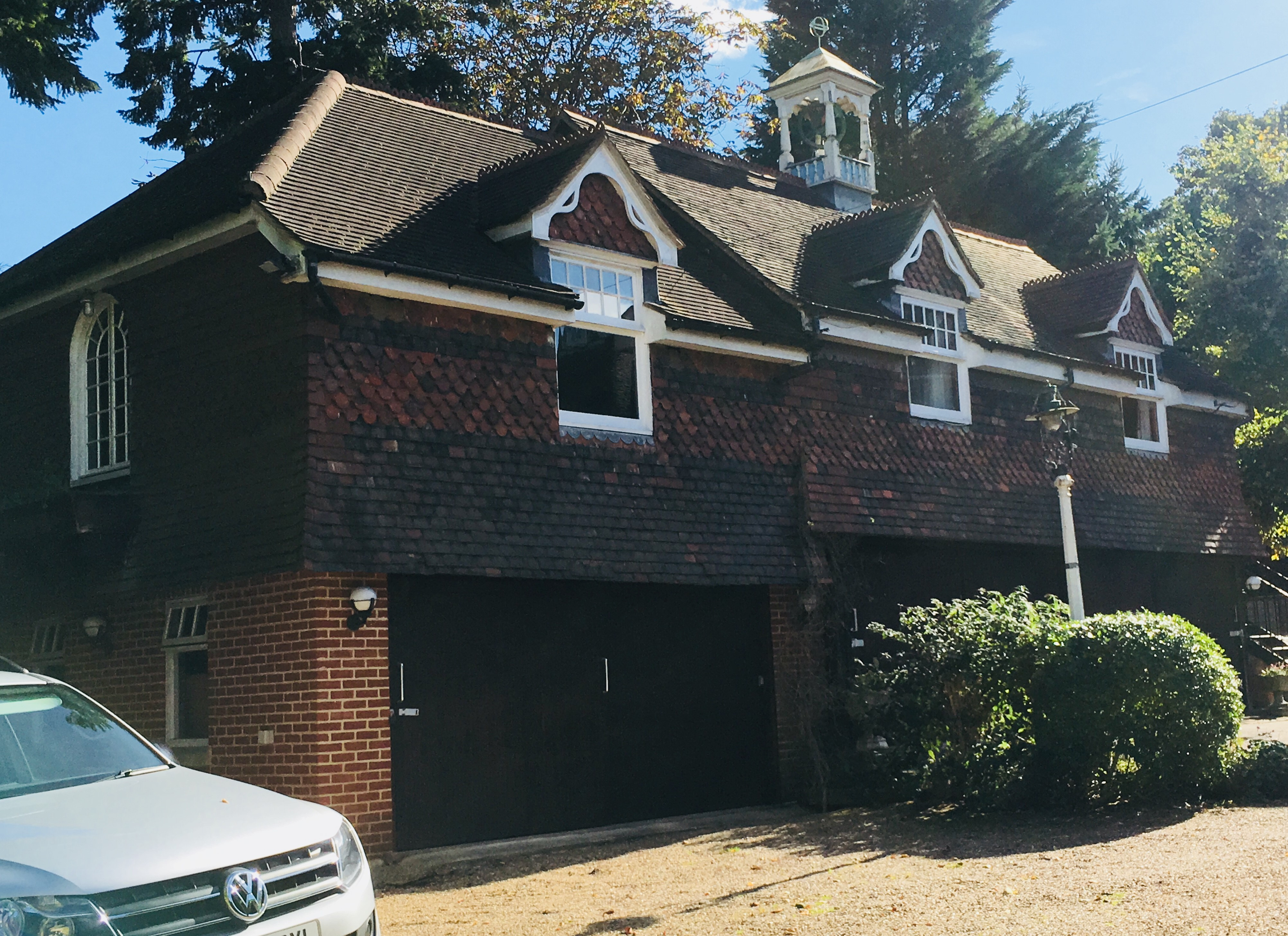
Abbots Mead, Borehamwood: Von 1965 bis 1979 Stanley Kubricks Anwesen. Das Bild zeigt einen Teil des Hauses, in dem Kubrick 2001 geschnitten hat

Am 14. Januar 1965 hatte Kubricks in Los Angeles ansässiger Rechtsvertreter Louis Blau einen Termin beim Metro-Goldwyn-Mayer-Präsidenten Robert O' Brian und präsentierte ihm das vorläufige Drehbuch. O’Brian zögerte nicht lange und erteilte Blau und seinem dank der kommerziellen Erfolge von Spartacus, Lolita und Dr. Seltsam als vielversprechend geltenden Klienten die Zusage. Am 23. Februar 1965 kündigte MGM in einer Pressemitteilung an, Kubricks Science-Fiction-Film Journey beyond the Stars mit 6 Millionen US-Dollar (2025: ca. 60 Millionen US-Dollar) zu finanzieren.
Am 22. Mai 1965 wurde das Vertragswerk zwischen MGM und Kubricks in New York ansässiger Produktionsfirma Polaris Productions Inc. ausgestellt. In diesem Kontrakt wird der Filmtitel mit 2001: A Space Odyssey benannt. Kubrick vereinbarte mit MGM eine Gage von 200.000 US-Dollar für seinen Einsatz als Regisseur und Produzent, sowie weitere 50.000 US-Dollar für seine Bemühungen als Drehbuchautor. Kubrick erhielt für seine Dienste demzufolge 250.000 US-Dollar (2025: ca. 2.500.000 US-Dollar). Aus Kinokartenverkäufen sollten, sobald MGM mit dem Film etwa das Doppelte seiner Produktionskosten wieder eingespielt hat, weitere 25 % des Gewinnes an Kubrick gehen. Arthur C. Clarke erhielt für die Filmrechte an seiner Kurzgeschichte The Sentinel (Der Wächter), die Rechte an fünf weiteren Kurzgeschichten und für seine Beteiligung am 2001-Drehbuch insgesamt 65.000 US-Dollar (2025: ca. 630.000 US-Dollar).
Vertragsgemäß wurde vereinbart, dass die Dreharbeiten in den MGM-British Studios in Borehamwood nahe Londons stattfinden. Seinerzeit erhielten amerikanische Filmproduktionen, die in England drehten, erhebliche Steuererleichterungen, um die lokale Filmindustrie zu unterstützen. Im Ergebnis war es für Kubrick und MGM deutlich günstiger in England zu produzieren. Unterstützend dazu hatte Kubrick bereits 1964 für den ebenfalls in England produzierten Film Dr. Seltsam die Filmproduktionsfirma Hawk Films Ltd. im Vereinigten Königreich gegründet. Anfang 1965 zog Kubrick samt seiner Familie von seiner Heimatstadt New York nach Borehamwood in die unmittelbare Nähe der MGM-British Studios und erwarb dort das Anwesen Abbots Mead ⊙, in dem die Familie bis 1979 und dem Umzug ins Childwickbury Manor in Hertfordshire lebte.
Das Produktionsbudget wuchs letztlich auf 10,5 Millionen US-Dollar (2025: ca. 95 Millionen US-Dollar) an. Allein die Entwicklung und Produktion der zahlreichen Spezialeffekte dauerte über 18 Monate und verschlang 6,5 Millionen US-Dollar (2025: ca. 59 Millionen US-Dollar).

### Besetzung
| Rolle                             | Darsteller        | Deutsche Stimme     |
| --------------------------------- | ----------------- | ------------------- |
| Dr. Dave Bowman                   | Keir Dullea       | Gerd Vespermann     |
| Dr. Frank Poole                   | Gary Lockwood     | Lutz Mackensy       |
| Dr. Heywood Floyd                 | William Sylvester | Rolf Schult         |
| Dr. Andrei Smyslov                | Leonard Rossiter  | Lothar Blumhagen    |
| Elena                             | Margaret Tyzack   | Tilly Lauenstein    |
| Dr. Ralph Halvorsen               | Robert Beatty     | Arnold Marquis      |
| Dr. Bill Michaels                 | Sean Sullivan     | Michael Chevalier   |
| HAL 9000 (nur Stimme)             | Douglas Rain      | Peter Schiff        |
| Bodenkontrolle (nur Stimme)       | Frank Miller      | Heinz Petruo        |
| Dr. Pooles Mutter                 | Ann Gillis        | Alice Treff         |
| Dr. Pooles Vater                  | Alan Gifford      | Wolfgang Amerbacher |
| Miss Turner, Clavius-Empfangsdame | Chela Matthison   | Christel Merian     |
| Miller, Clavius-Sicherheitschef   | Kevin Scott       | Randolf Kronberg    |
| BBC-Interviewer                   | Martin Amor       | Rainer Brandt       |
| BBC-Nachrichtensprecher           | Kenneth Kendall   | Manfred Schmidt     |

Als Hauptdarsteller und Kommandeur der Jupiter-Mission Dr. David Bowman hatte sich Kubrick frühzeitig auf den 29-jährigen Keir Dullea festgelegt. Dullea war durch seine unterkühlt und emotional gespielte Rolle als psychisch geschädigter Patient in Frank Perrys Spielfilm David and Lisa bekannt geworden. Kubrick hielt Dullea für einen der besten Schauspieler der Welt.
Als äußerst kontrolliert und ruhig agierender stellvertretender Kommandant der Jupiter-Mission Dr. Frank Poole wurde der 28-jährige Gary Lockwood besetzt.
Für den Part des Weltraumfahrtfunktionärs Dr. Heywood Floyd als Vorsitzender des amerikanischen National Council of Astronautics hatte MGM grünes Licht für die Schauspieler Robert Montgomery, Joseph Cotten, Henry Fonda und George C. Scott gegeben. Letztlich ging die Rolle jedoch an den in London lebenden Darsteller William Sylvester. Die restlichen Nebenrollen wurden von renommierten britischen Schauspielern und Schauspielerinnen übernommen. Insgesamt wirkten 48 Schauspieler und Schauspielerinnen bei dem Film mit.
Schwierig gestaltete sich die Suche nach einem geeigneten Darsteller für die Rolle des Moonwatchers, des Anführers der Menschenaffenhorde im ersten Segment des Films. In Abstimmung mit MGM hatte Kubrick zu Beginn des Castingprozesses zunächst Robert Shaw, Albert Finney, Gary Lockwood und Jean-Paul Belmondo auf der Liste. Über Arthur C. Clarkes Partner Mike Wilson kam schließlich der Kontakt zum Pantomimen und Tanztheaterleiter Daniel Richter zustande. Richter wusste eine Menge über Affen, weil er mit einem zusammengelebt hatte; zur Vorbereitung auf seine darstellerische Aufgabe studierte er die Verhaltensweisen von Affen dann auch anhand von Büchern, Filmen und Zoobesuchen. Was er dabei gelernt hatte, vermittelte er anschließend – als Choreograph der Anfangssequenz des Films – auch denjenigen seiner Schauspielkollegen, die die anderen Menschenaffen verkörperten.
Die deutsche Synchronisation wurde 1968 im MGM-Synchronisations-Atelier Berlin erstellt. Für das Buch und die Dialogregie war Michael Günther verantwortlich, der die Synchronisation in enger Abstimmung mit Stanley Kubrick realisierte. Laut dem Filmwissenschaftler Nils Daniel Peiler war Kubrick mit der deutschen Fassung überaus zufrieden.

### HAL 9000

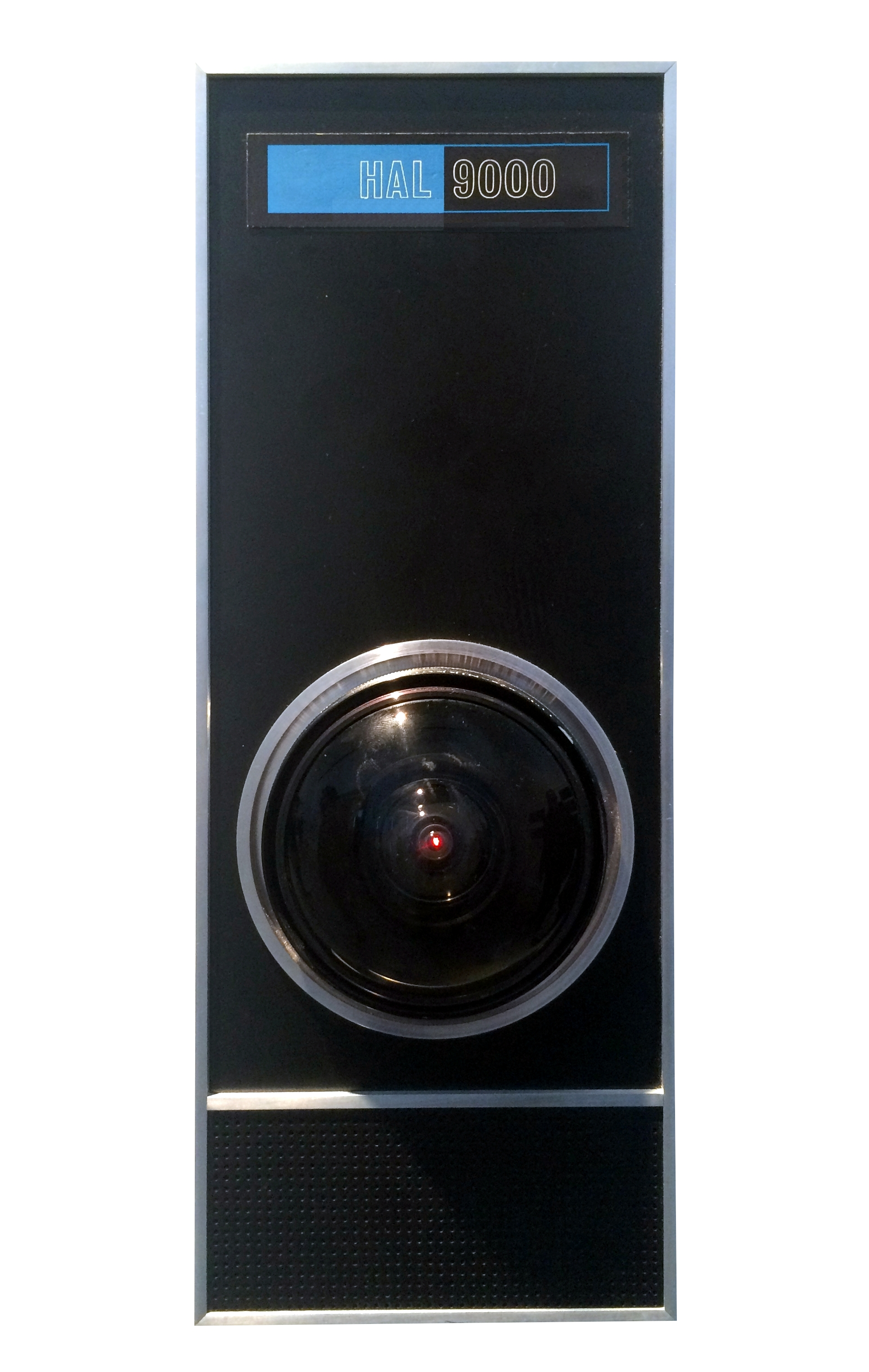
Der HAL 9000

Ein weiteres Handlungssubjekt des Films ist der omnipotente und allgegenwärtige zentrale Supercomputer HAL 9000 an Bord der Discovery One auf der Jupiter-Mission. Der mit einer Künstlichen Intelligenz ausgestattete Elektronenrechner erblickte – laut eigener fiktionaler Aussage – am 12. Januar 1992 in der HAL-Fabrik in Urbana, Illinois, das Licht der Welt. HAL ist in seinem Wissen den von ihm betreuten Astronauten der Discovery voraus. Ihm wurde vor dem Start der Mission eine geheime Videobotschaft übermittelt, die er erst kurz vor der Ankunft am Jupiter abspielt. Zuvor produziert der Computer Fehler und meldet ein nur vermeintlich defektes Bauteil, das sich bei der Überprüfung hingegen als makellos entpuppt. Durch den Zwiespalt, mehr zu wissen, aber nichts verraten zu dürfen, gerät die Maschine in einen Konflikt, der für vier Besatzungsmitglieder schließlich tödlich endet und HALs eigene Abschaltung zur Folge hat.
HAL ist ein Akronym für Heuristically programmed ALgorithmic computer. Die Buchstaben H, A und L stehen im Alphabet jeweils unmittelbar vor den Buchstaben I, B und M. Der somit naheliegenden Vermutung, HAL sei eine Verballhornung des Markennamens der US-Computerfirma IBM, wurde von Drehbuchautor Clarke stets vehement widersprochen.
In der englischsprachigen Originalversion lieh Douglas Rain dem Computer seine Stimme, in der deutschsprachigen Version war es Peter Schiff. Das American Film Institute, das eine Rangliste der „Besten Filmschurken aller Zeiten“ erstellt hat, führt HAL 9000 darin auf Platz 13.
Um am Set das „Auge“ von HAL 9000 darzustellen, wurde ein von hinten beleuchtetes Nikon-Nikkor-8-mm-Weitwinkel-Objektiv aufgebaut. Dies ist jedoch eine bloße Requisite. Um die POV-Aufnahmen zu filmen, die das Geschehen so zeigen, wie HAL 9000 es „sieht“, wurde ein Fairchild-Curtis-160-Grad-Ultraweitwinkel-Objektiv verwendet.

### Kamera
Als bildgestaltender und lichtsetzender Kameramann (Director of Photography) wurde Geoffrey Unsworth engagiert, ein bedeutender Mann des Faches, der der British Society of Cinematographers (BSC) 1964–1965 als Präsident vorstand. John Alcott assistierte ihm an der Kamera. Alcott übernahm am Ende der Dreharbeiten die Position von Unsworth für die letzte noch zu filmende Sequenz Dawn of Man, da Unsworth ausschied, um an einer anderen Filmproduktion mitzuwirken. In der Funktion des Kameraoperateurs („Schwenker“) wurde die Kamera von Kelvin Pike bedient.
Darüber hinaus teilte sich in der Praxis Unsworth seine Position mit Kubrick und beide leuchteten gemeinsam mit dem Oberbeleuchter Bill Jeffrey und seiner Lichtcrew die Sets ein. Gelegentlich nahm Kubrick bei besonders komplexen Szenen die Kamera selbst in die Hand oder auf die Schulter. Alcott war der Meinung, dass Kubrick, wenn er nicht schon Regisseur wäre, der wahrscheinlich beste lichtsetzende Kameramann der Welt wäre. Unsworth, ebenfalls tief beeindruckt von Kubricks bildgestalterischen und kameratechnischen Fähigkeiten, sagte zu Kubricks Vertrautem Roger Caras:

„Weißt du Roger, hätte mir vor einem halben Jahr jemand gesagt, dass ich über meinen Beruf noch einige wesentliche Dinge zu lernen habe, (…) hätte ich ihm gesagt, dass er nicht ganz dicht sei. Ich bin seit 25 Jahren ein britischer Kameramann der Spitzenklasse, wirklich ein top Kameramann. Tatsache ist jedoch, dass ich in den letzten sechs Monaten von diesem Jungen mehr über meinen Beruf gelernt habe, als in den gesamten letzten 25 Jahren zuvor. Er ist ein absolutes Genie. Er weiß mehr über die Mechanik der Kameraoptiken und die Chemie von Fotografie als jeder andere, der jemals gelebt hat. Bist du dir dessen bewusst?“

2001: A Space Odyssey wurde auf einem besonders hochauflösenden, analogen 65 mm breiten Filmnegativmaterial aufgenommen. Das Seitenverhältnis der Filmbilder von 2001 beträgt 2,20:1, das heißt die Bilder sind 2,2 mal so breit wie hoch. Dieses charakteristische Bildseitenverhältnis entspricht dem Format Super Panavision 70, auf dem der Film von Unsworth, Alcott und Kubrick mit speziellen Panavision-Kameras und Objektiven fotografiert wurde.
Ein Problem beim konventionellen analogen Filmen besteht darin, dass auch bei der Verwendung eines Belichtungsmessers erst nach der Entwicklung des Filmmaterials, zumeist frühestens also am Folgetag des Drehtages, erkennbar wird, ob die Belichtung gelungen ist. Um Zeit zu sparen, entwickelten und verwendeten Kubrick und Unsworth ein alternatives Verfahren der verlässlichen Lichtbestimmung. Dieses bestand darin, dass sie vor jeder Filmaufnahme, um die 65-mm-Filmaufnahmen zu simulieren, Polaroid-Fotos (Schwarzweiß, 200-ASA) schossen, auf denen Belichtungsprobleme sofort sichtbar wurden. So konnte auf traditionelle Belichtungsmesser weitgehend verzichtet werden. Kubrick und Unsworth erstellten im Verlauf der Produktion mehr als zehntausend Polaroids, um die korrekten Blenden- und Lichtverhältnisse der Sets bestimmen zu können und die Einstellungen an den Filmlampen oder der Filmkamera entsprechend anzupassen.
Geoffrey Unsworth wurde für seine Kameraarbeit bei 2001 bei den British Academy Film Awards 1969 mit einem BAFTA-Award ausgezeichnet.

### Vertonung

2001: Odyssee im Weltraum wurde im 6-Kanal-Tonaufnahmesystem des bis heute auf professionellen Filmton spezialisierten Unternehmens Todd-AO aufgenommen

Der 6-Kanal-Ton wurde im Todd-AO-Kanallayout (links/links-mittig/mittig/rechts-mittig/rechts/Mono für Effekte) aufgenommen, das für 70-mm-Breitwandfilme zu dieser Zeit Standard war. Für das Format Super Panavision 70 wurde zunächst der auf 65-mm-Film gedrehte Film auf für die Filmprojektoren benötigtes 70-mm-Filmmaterial kopiert. Auf die restlichen 5 mm des Filmmaterials wurden sechs Magnettonstreifen geklebt, das heißt pro Ton-Kanal ein Magnettonstreifen. Entsprechend wurde der Film mit „6-Track Stereo Sound“ beworben, der in den Kinosälen für entsprechend anspruchsvollen Raumklang sorgte. Zeitgenössische 70-mm-Kopien von 2001 werden mit Dolby-SR-Rauschunterdrückung versehen und stehen sowohl in der ursprünglichen Todd-AO-Kanalanordnung als auch in der modernen 5.1-Konfiguration (links/center/rechts/links-surround/rechts-surround/LFE) zur Verfügung.
Der überwiegende Teil der Tonspur von 2001 wird durch Musik oder Geräusche bestimmt. Bei 142 Minuten Spielzeit wird lediglich in 48 Minuten des Filmes gesprochen. Während der Weltraumspaziergänge von Bowman und Poole hört man aus dramaturgischen Gründen keinerlei Musik, sondern lediglich Atemgeräusche. Studio-Tonmeister J. B. Smith machte diese Tonaufnahmen nach dem Dreh im Tonstudio; die Atemgeräusche sind die von Stanley Kubrick, dem für die Aufnahmen ein Astronautenhelm aufgesetzt wurde. Um seine Atemfrequenz und -intensität aufs Filmgeschehen abstimmen zu können, schaute Kubrick während der 30-minütigen Atemtonaufnahmen auf die fertig geschnittenen Weltraumspaziergang-Szenen. Anschließend wurden die Aufnahmen vom hauptverantwortlichen Tonmeister Winston Ryder bearbeitet, der für den Ton-Schnitt verantwortlich war. Winston Ryder erhielt für seine Arbeit bei 2001 einen BAFTA-Award für den besten Ton eines Films.

### Produktionsdesign

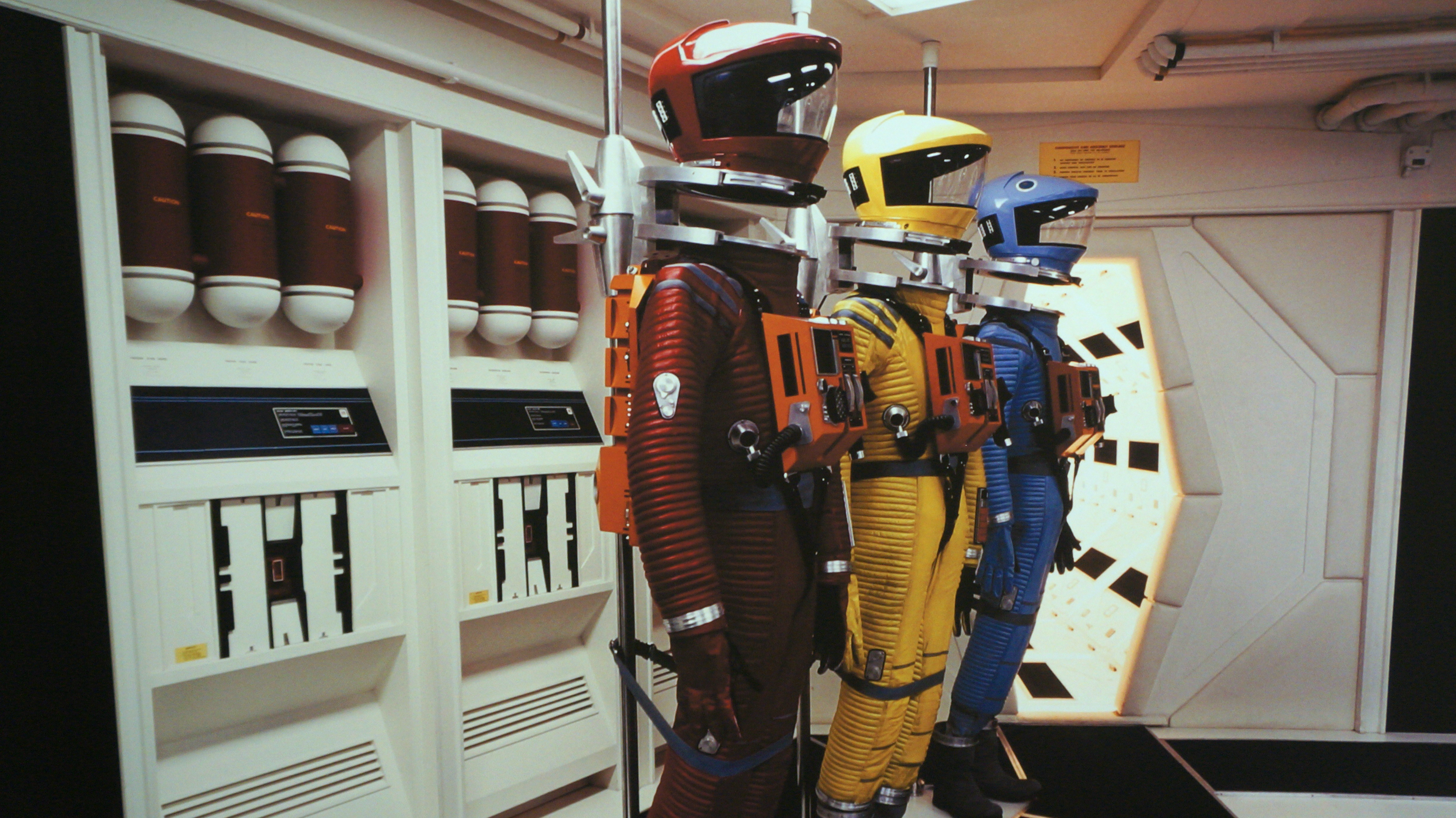
Die vom deutsch-britischen Designer Hans-Kurt Lange entworfenen Raumfahranzüge der Jupiter-Mission

Die 35-köpfige Abteilung wurde geleitet von den britischen Set-Designern Tony Masters und Ernest Archer sowie dem aus Eisenach stammenden Hans-Kurt „Harry“ Lange, der zuvor bei der NASA im Team des deutschen Raketenwissenschaftlers Wernher von Braun Designs für Raumfahrzeuge entworfen hatte. Lange entwarf die Ausgrabungsstätte des Monolithen auf dem Mond, die Raumfahrtanzüge und Helme der Astronauten der Discovery One sowie die Raumkapsel mit den Greifarmen und das Innere und Äußere der Discovery One.
Produktionsdesigner Tony Masters entwarf das Interieur der Raumschiffe und erfand die zahlreichen, mitunter sehr komplexen optischen Illusionen innerhalb der rotierenden Discovery One mit ihren scheinbar auf dem Kopf oder der Seite agierenden Protagonisten. Um den Zuschauern die Zentrifugalkraft im Innern der Discovery One vermitteln zu können, wurde eine reale Zentrifuge erbaut. Diese war aus Stahl und Holz gefertigt, 30 Tonnen schwer, 6 Meter breit und hatte einen Durchmesser von 11,60 Metern. Auch diese Zentrifuge wurde von Masters entworfen.
Tony Masters, Ernest Archer und Hans-Kurt Lange wurden für ihre gestalterischen Leistungen mit einem BAFTA-Award ausgezeichnet und erhielten eine Oscar-Nominierung.

### Dreharbeiten

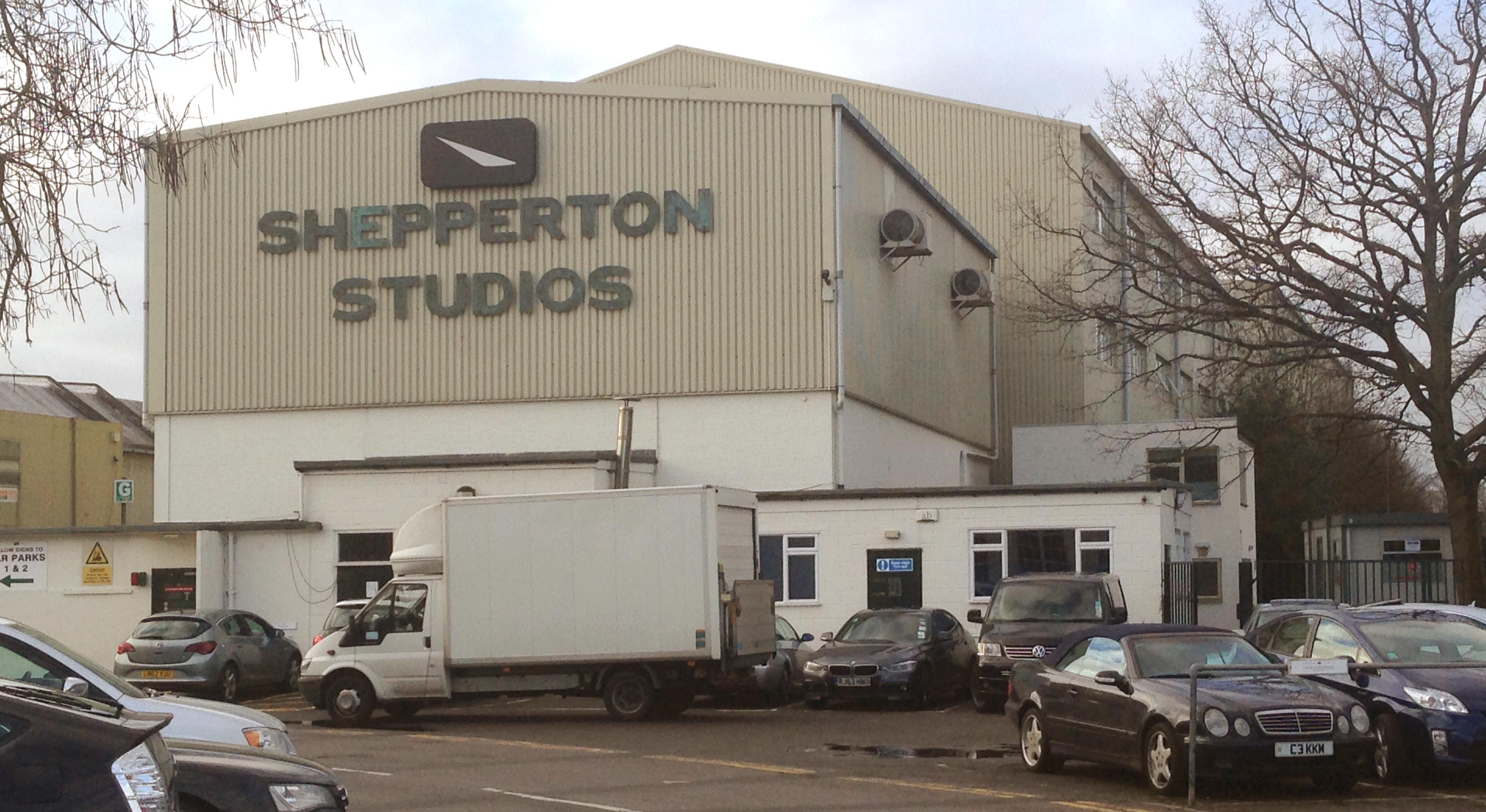
Die Shepperton Studios

Zunächst begannen am 17. Dezember 1965 die Dreharbeiten für eine Second Unit, die vor den eigentlichen Dreharbeiten bereits einige Sequenzen auf 16-mm-Film aufzeichnete. Die Aufnahmen von Autos der Zukunft, einem Judokampf und Geburtstagswünschen für den Astronauten Poole wurden während der anschließenden Dreharbeiten der Hauptcrew mittels Filmprojektoren als Rückprojektionen auf Minileinwänden abgespielt, die im Film wie Flachbildschirme oder Tablets aussahen.
Nach mehreren Drehstartverschiebungen begannen am 29. Dezember 1965 die szenischen Dreharbeiten zu 2001 und endeten nach 135 Drehtagen am 14. Juli 1966. Die Dreharbeiten für die filmeröffnende Sequenz mit den Affenmenschen in der Savanne wurden erst ein Jahr später realisiert und dauerten vom 2. August 1967 bis zum 5. September 1967. Zwischen Juni 1966 und März 1968 wurden teils parallel zu den szenischen Dreharbeiten die Spezialeffekt-Aufnahmen gedreht. Laut der British Film Fund Agency wirkten bei der Herstellung des Films 495 Produktionsmitarbeiter, 48 Schauspieler und Schauspielerinnen, 55 Künstler sowie weitere 754 Handwerker, Elektriker und sonstige Helfer mit.
Am 29. Dezember 1965 war Start der Dreharbeiten mit den Schauspielern im Studio H der Shepperton Studios im Südwesten Londons. Das Filmstudio wurde ausgewählt, weil es groß genug war, um die 18 × 36 × 18 Meter große Grube aufzunehmen, die als Set für die Tycho-Krater-Ausgrabungsszene benötigt wurde. In der Mitte der Grube stand als Monolith-Requisite ein 3,30 Meter hoher schwarzer Block aus Hartholz, den der Produktionsdesigner Tony Masters im Verhältnis von 1:4:9 anfertigen ließ. Der Drehstart verlief problemlos und die Dreharbeiten in den Shepperton Studios endeten nach drei Drehtagen am 2. Januar 1966. Von da aus zog die Produktion in den Norden Londons in die MGM-British-Studios in Borehamwood. Hier lagen zudem die Produktionsbüros von Kubricks Produktionsfirma Hawk Films Ltd. sowie die Büros und Lager aller anderen an der Produktion beteiligten Abteilungen.
Am 4. Januar 1966 begannen die Dreharbeiten im Studio 2 der MGM-British Studios. Zunächst wurde die Szene gedreht, in der eine Pan-Am-Stewardess versucht, dem schlafenden Dr. Heywood Floyd (William Sylvester) Essen an seinen Sitz zu liefern. In der folgenden Woche wurden die Szenen im Moon Bus mit Floyd, Robert Beatty als Halvorsen und Sean Sullivan als Dr. Bill Michaels gedreht. In Studio 5 wurde das Set für den von Tony Masters entworfenen Clavius-Konferenzraum auf der Space Station 5 gebaut. Die Szene bestand im Wesentlichen aus einem Monolog von Floyd, der lediglich durch einige Fragen eines weiteren Konferenzteilnehmers unterbrochen wird. Ende Januar waren die Dreharbeiten aller Sets der Space Station 5 abgedreht. Dazu gehörten die Aufnahmen mit der sowjetischen Delegation und dem in Studio 3 technisch aufwendig gestalteten Set im Hilton-Empfangs- und Wartebereich der Raumstation. Der wie eine sanft verlaufende Kurve geformte Empfangs- und Wartebereich im größten Studio des Studiokomplexes war 46 Meter lang und 9 Meter breit.
Ende Januar begannen die 14-tägigen Proben in Studio 4. Die Produktionsdesigner Tony Masters und Hans-Kurt Lange hatten hier eine riesige Zentrifuge bauen lassen, um die Zentrifugalkraft im zum Jupiter fliegenden Raumschiff Discovery One dem Zuschauer glaubhaft zu vermitteln. Die von der Firma Vickers-Armstrong aus Stahl und Holz gefertigte, 30 Tonnen schwere und 6 Meter breite Zentrifuge hatte einen Durchmesser von fast 12 Metern und kostete 250.000 US-Dollar (2025: ca. 2.500.000 US-Dollar). Rund um die beiden Naben waren zahlreiche Kunstlicht-Scheinwerfer eingebaut, die das nötige Filmlicht im Innern der Discovery One lieferten. Außen waren 15 Bell & Howell-16-mm-Filmprojektoren befestigt, die die entsprechenden Grafiken mit Abkürzungen und Animationen des visuellen Spezialeffekt-Künstlers Douglas Trumbull auf den Flachbildschirmen der Apparaturen des Raumschiffs abspielten. Bei Einstellungen, in denen die Zentrifuge rotiert, waren die Kamera, der Kameraoperator und sein Assistent in einem gyroskopischen Konstrukt am inneren Rande der Zentrifuge eingehängt. Damit Kubrick das Geschehen von außerhalb verfolgen konnte, war zumeist eine kleine Grundig-Videokamera neben der 65-mm-Filmkamera befestigt, die entsprechende Videobilder zur Kontrolle ins Studio lieferte. Die ständigen Bewegungen bei den Rotationen ließen bei fast jeder Runde einige der empfindlichen Kunstlichtbrenner der Lampen platzen, und so regnete es häufig gesprungenes Glas der Brenner ins Set. Die Brandgefahr war erheblich. Ein Team der Feuerwehr war durchgehend anwesend. Die Dreharbeiten in der Zentrifuge begannen Mitte Februar und liefen bis Ende März. Der Ende März gedrehten Schachpartie zwischen Frank Poole und HAL 9000 liegt die dokumentierte, in Hamburg gespielte Partie Roesch gegen Schlage aus dem Jahr 1910 zugrunde.

Raumkapsel aus 2001

Ende April begannen die für einige Wochen disponierten Dreharbeiten im vom Bauhaus-Stil inspirierten „Pod Bay“-Set mit den drei von Hans-Kurt Lange designten anthropomorphischen Raumkapseln. Anfang Mai 1966 wurde in 35 Takes das konspirative Gespräch in der Kapsel zwischen Bowman und Poole aufgenommen. Der dreiminütige Dialog ist der längste Dialog des gesamten Films.
Zwischen Ende Mai und Ende Juni 1966 wurden in Studio 6 an fünf Tagen die Aufnahmen gedreht, in denen Dave Bowman das Rechenzentrum des HAL 9000 nach und nach zerstört. Die Wände des Rechenzentrums waren mit Perforierungen versehene Stahlplatten, die zusammengesetzt einen quadratischen Raum ergaben. Von außen hatte die Lichtcrew insgesamt 20 Kunstlicht-Lampen à 10 kW platziert. Am letzten Tag wurden die komplizierten Aufnahmen gedreht, bei denen der Schauspieler Keir Dullea (Bowman) an einem Drahtseil von der Decke hängt, um dem Zuschauer Schwerelosigkeit bei seinen Arbeiten vorzutäuschen. Mitte Juni wurde in Studio 4 die Szene gedreht, in der Bowman von außen mit seiner angedockten Raumkapsel versucht, über die Notluftschleuse wieder in die Discovery One zu gelangen, weil der HAL 9000 ihn ausgesperrt hat.
Ab Mitte Juni wurde neben den Dreharbeiten im HAL-9000-Kontrollraum und dem „Emergency Air Lock“-Set für insgesamt acht Drehtage in Studio 4 in der hyperreal anmutenden Hotelsuite im Louis-seize-Stil mit einem futuristisch leuchtenden Boden gedreht, in die Bowman am Ende des Films nach seiner Reise durch das „Sternentor“ gelangt. Der diffuse Boden aus 90 × 90 cm großen Plexiglasplatten wurde von der Armstrong Cork Company erdacht und erstellt. Um den Boden von unten mit indirektem, weichem Licht zu beleuchten, stand der komplette Raum auf einer einige Meter hohen Konstruktion und wurde von Filmscheinwerfern mit einer Gesamtleistung von 370.000 Watt beleuchtet. Die Szenen in diesem Raum waren die letzten Einstellungen für den Kameramann Unsworth, der anschließend zu den Dreharbeiten für ein Musical wechselte. Anschließend wurden im Studio 4 die zahlreichen Weltraumspaziergänge der Astronauten gefilmt. Der 25-jährige britische Stuntman Bill Weston doubelte sowohl Keir Dullea (Bowman) als auch Gary Lockwood (Poole). Um Bewegungen in Schwerelosigkeit vorzutäuschen, wurde Weston über viele Drehtage hinweg mit dünnen Drahtseilen an eine eigens hierfür errichtete Dachkonstruktion des Studios gehängt.

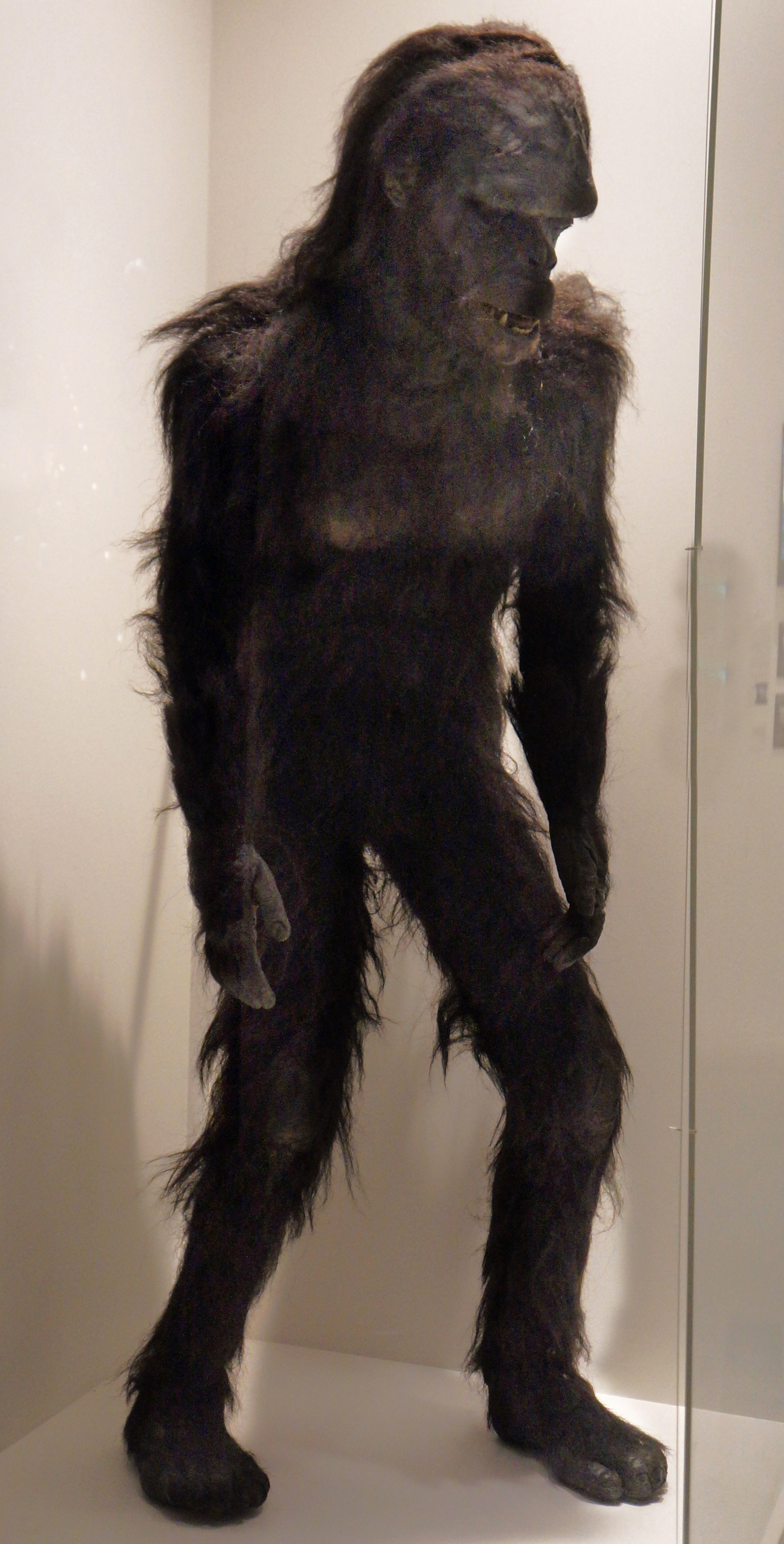
Menschenaffenkostüm aus 2001

Ein Jahr nach Abschluss der szenischen Dreharbeiten standen von Anfang August bis Anfang September 1967 mit der Sequenz „Aufbruch der Menschheit / The Dawn of Man“ die abschließenden Dreharbeiten für 2001: Odyssee im Weltraum an. Produktionsdesigner Tony Masters hatte nach dem Abriss der Bauten für den Wartebereich der Space Station 5 in Studio 3, dem größten Studio der MGM-British Studios, auf fast 1800 m² ein enormes Innenset der afrikanischen Savanne bauen lassen. Die passenden Hintergrundbilder der südwestafrikanischen Wüste rund um die Berggruppe der Spitzkoppe wurden auf eine Leinwand projiziert. Diese Spezialleinwand war 12 Meter hoch und 28 Meter breit und besaß eine hochreflektierende Oberfläche. Entwickelt hatte sie der 3M-Ingenieur Philip V. Palmquist. In wochenlanger Arbeit hatte eine Second Unit in Namibia Tausende Dia-Fotos für die Projektionen im Studio erstellt. Die Technik war so konzipiert, dass die Projektion eines Dias frontal aus der Kameraachse durch einen mit der Kamera verbundenen halbtransparenten Spiegel erfolgte. Schatten der Darsteller wurden somit immer vom Darsteller selbst wieder verdeckt. Damit das von vorne strahlende Licht der Projektionen nicht auf den Bildvordergründen und den Darstellern zu sehen war, musste die Lichtabteilung entsprechend aufwendig ausleuchten. Über die gesamte Fläche des Sets wurden insgesamt 1850 einzeln schaltbare Photoglühbirnen à 500 Watt installiert. Um die Sonnenauf- und -untergangsszenen angemessen auszuleuchten, wurden zusätzlich neun Brutes-Flächenleuchten à 25.000 Watt an der Seite aufgestellt. Die mehr als eine Million Watt der Lampen erhitzten das Studio auf fast 38 Grad Celsius. Der bei 2001 für die Projektionen verantwortliche Charles D. Staffell und der Entwickler der Spezialleinwand Philip V. Palmquist erhielten bei der Oscarverleihung 1969 für ihre Verdienste rund um die in Filmen eingesetzten Front- und Rückprojektionen den Ehrenpreis Academy Award of Merit.
Der Pantomime Daniel Richter spielte in den Szenen Moonwatcher, den „Mondschauer“, der die Vormenschen anführt. Zusätzlich war Richter Chefchoreograph für alle anderen Darsteller der Menschenaffen, die sich aus einer Gruppe junger Tänzer der Tanztruppe Young Generations formierte. Die Dreharbeiten waren eine Tortur für die Darsteller, die in den vom Masken- und Kostümbildner Stuart Freeborn entworfenen Kostümen stark schwitzten und in den speziell angefertigten Masken kaum Luft bekamen und kaum ausatmen konnten. Ab Mitte September wurde die Szene mit dem Leoparden gedreht. Der Leopard gehörte Terry Duggan, einem Dompteur und Tiertrainer, der für den berühmten britischen Chipperfield’s Circus arbeitete. Der Chipperfield’s Circus pflegte eine langjährige Zusammenarbeit mit dem Londoner Southampton Zoo, wo die Tiere zunächst aufwuchsen und temporär von Duggan an ihre Arbeit für den Zirkus herangeführt wurden. Die Schimpansenbabys und Tapire, die ebenfalls in der Sequenz zu sehen sind, stammten ebenfalls aus dem Southampton Zoo. Für die Szene mit einem toten Zebra wurde ein totes Pferd genommen und lediglich wie ein Zebra angemalt. Die berühmte Szene, in der Moonwatcher einen Knochen in die Luft wirft und dieser sich nach einem Bildschnitt in ein Raumschiff transformiert, wurde Anfang September am Rande des Außengeländes der British-MGM-Studios unter freiem Himmel gedreht.

### Spezialeffekte

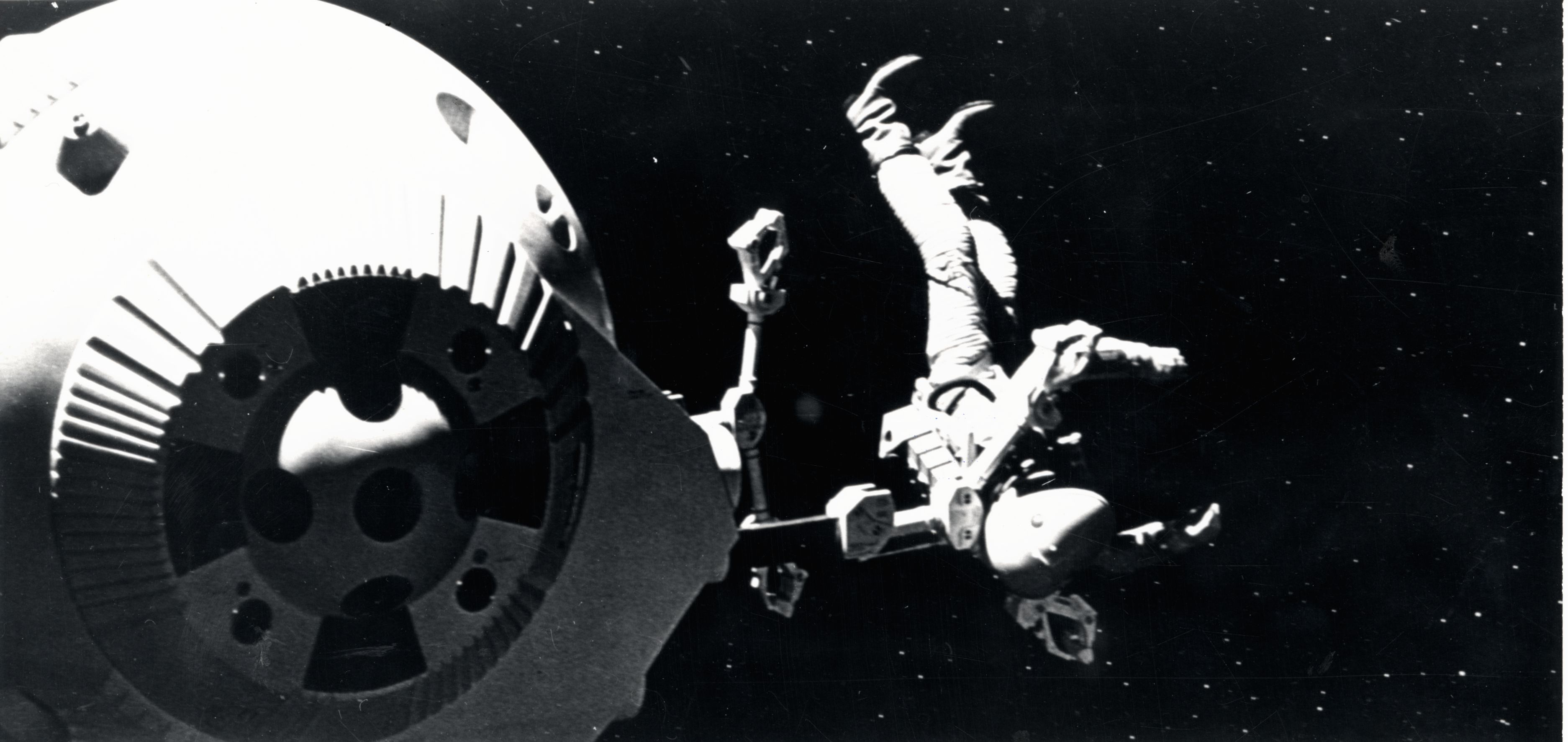
Einer der Spezialeffekte des Films

Nach Abschluss der Hauptdreharbeiten konnten Kubrick und sein Spezialeffekt-Team sich auf die Dreharbeiten für die Aufnahmen der Raumschiff-Modelle konzentrieren. Zudem standen die Dreharbeiten für das mit leuchtenden Sternen und Planeten ausgefüllte Weltall sowie die bereits seit einigen Monaten laufenden Slitscan-Bearbeitungen für die Sternentor-Sequenz an. Dem Spezialeffekt-Team, das zeitweilig rund um die Uhr drehte, standen sechs Kameras zur Verfügung.
Die größte Herausforderung war für Kubrick, Dinge im Weltall und der Raumfahrt sichtbar zu machen, die zuvor so noch nie zu sehen gewesen waren. Dafür stellte er ein 106 Personen umfassendes Team zusammen, das aus den weltweit besten Experten für visuelle Spezialeffekte bestand. Bei der New Yorker Weltausstellung 1964 hatte Kubrick den für die NASA im Cinerama-Format produzierten Film To the Moon and Beyond gesehen. Diese Arbeit hatte ihn so beeindruckt, dass er die Firma Graphic Films aus Los Angeles engagierte, die To the Moon and Beyond produziert hatte. Graphic Films-Gründer Con Pederson und dessen 23-jähriger Mitarbeiter Douglas Trumbull wurden als Special Photographic Effect Supervisors verpflichtet und das gesamte Unternehmen Graphic Films zog von Los Angeles nach London um.
Inspiriert war Kubrick auch von dem 1960 uraufgeführten Dokumentarfilm Universe. In diesem preisgekrönten Werk waren realistisch wirkende Bildhintergründe von Sternnebeln und Sternhaufen und ebenso glaubwürdige Darstellungen des Mondes zu sehen gewesen, eine Leistung von Wally Gentlemen, den Kubrick nun ebenfalls engagierte. Als weitere Special Photographic Effect Supervisors holte er Wally Veveers und Tom Howard ins Team. Veveers hatte die Spezialeffekte für Kubricks Film Dr. Seltsam (1964) geschaffen. Howard, ein Veteran des Fachs, war für seine Arbeit in vergangenen Jahrzehnten zweimal mit einem Oscar ausgezeichnet worden (Geisterkomödie, 1945; Der kleine Däumling, 1958).
Das Verdienst für die Spezialeffekte in 2001 liegt tatsächlich bei den vier Special Photographic Effect Supervisors: Pederson, Trumbull, Veevers und Howard. Da er den Film produziert hatte, oblag die Anmeldung für dessen Teilnahme bei der Oscar-Verleihung Kubrick. Als dieser die Unterlagen bei der Academy of Motion Picture Arts and Sciences einreichte, gab er sich darin jedoch selbst nicht nur als Regisseur an, sondern auch als hauptverantwortlichen Designer der Spezialeffekte. Kubrick erhielt für die „Best Visual Effects“ bei der Oscarverleihung 1969 schließlich den einzigen Oscar seiner gesamten Karriere. Kritik brachte ihm dies insbesondere von Seiten Trumbulls ein, der darauf hinwies, dass Kubrick beim Dreh der Spezialeffekte zwar Regie geführt, diese Effekte selbst aber nicht designt hatte.

#### Außenaufnahmen der Raumfahrzeuge

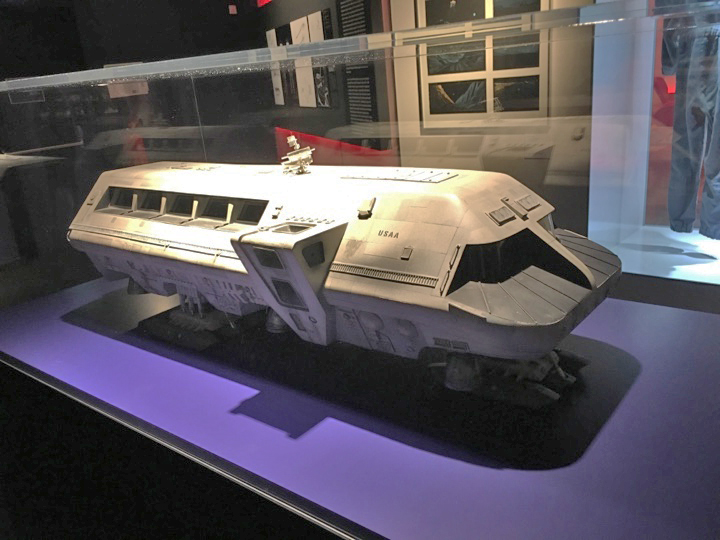
Modell Moon Bus

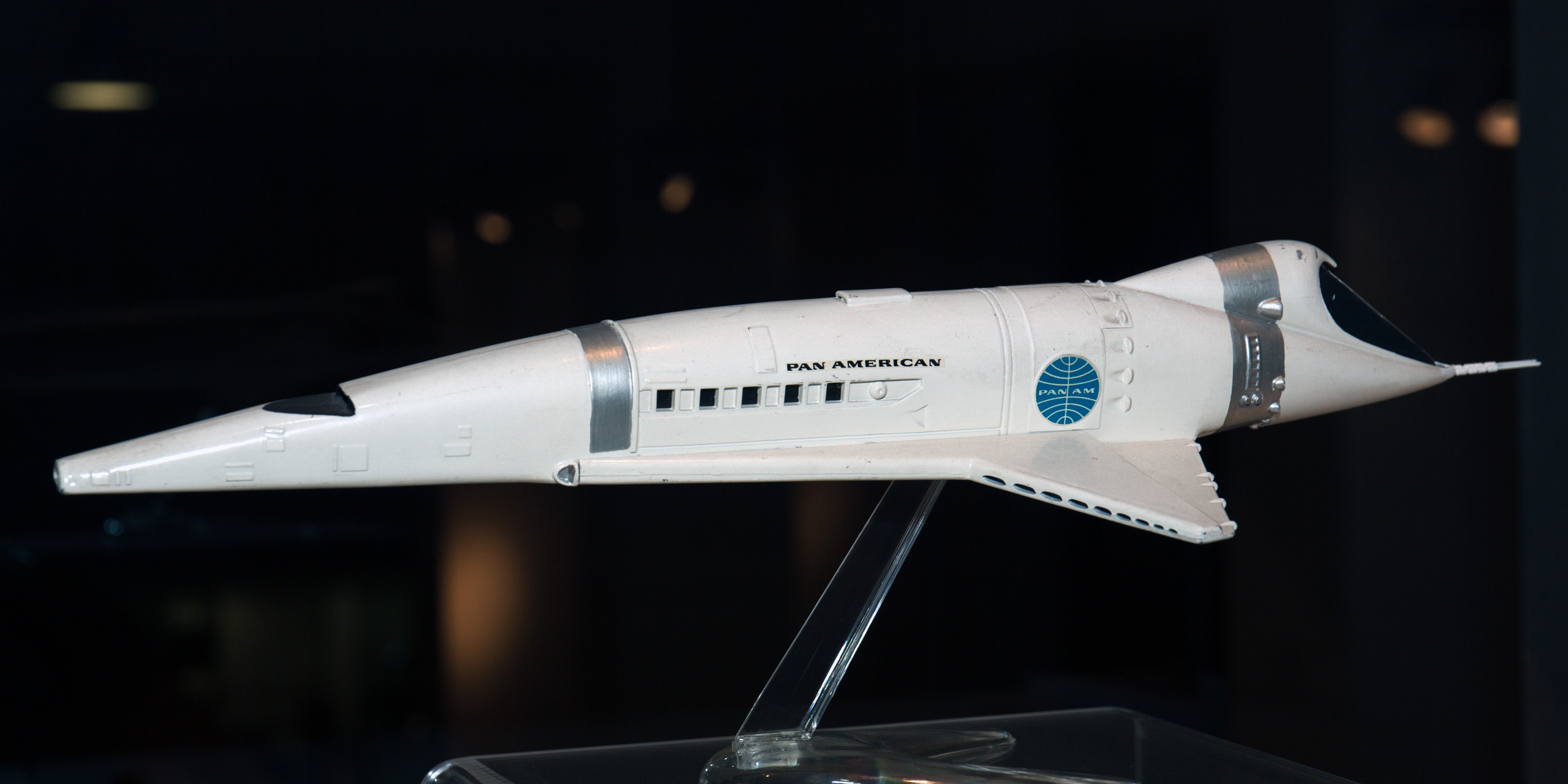
Modell Orion III

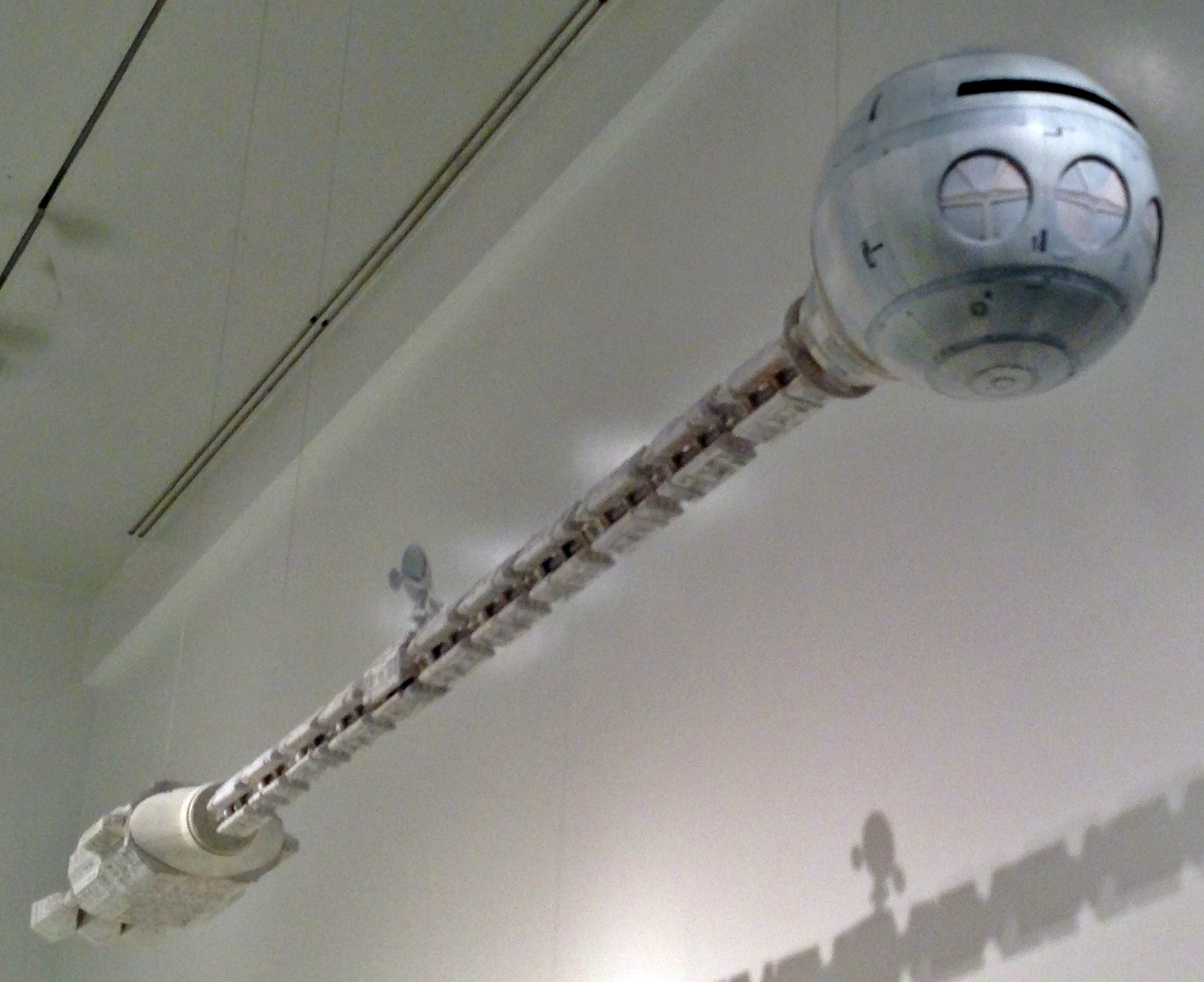
Modell Discovery One

Um Filmaufnahmen vom Äußeren der Raumfahrzeuge erstellen zu können, mussten verkleinerte, maßstabsgetreue Modelle gebaut werden. Viele davon wurden von der Londoner Firma Mastermodels bereitgestellt, darunter Modelle der Discovery One (17 Meter lang), der Space Station 5 (Durchmesser: 180 cm), des Orion III-Shuttle (90 cm lang) und der Raumkapsel (Durchmesser von 40 cm), sowie weitere Modelle der Erdsatelliten und Raumschiffe, die speziell für Stop-Motion-Aufnahmen benötigt wurden.
Für die Filmarbeiten an Einstellungen, in denen Raumfahrzeuge zu sehen waren, waren Con Pederson und Douglas Trumbull von Graphic Films zuständig. Die Modelle der Raumschiffe oder Bilder von Planeten und Raumschiffmodellen wurden mit einem von Graphic Films entwickelten Vorläufersystem der Motion-Control-Technik im Stop-Motion-Verfahren gefilmt. Für jedes Einzelbild wurde das jeweilige Modell oder ein Foto vom Modell um einen halben Millimeter bewegt. Modelle und Fotos liefen auf Schienen und waren über Motoren beweglich, damit die Kamera extrem langsam und stark abgeblendet an den Objekten entlangfahren konnte. Die Abblendung vermied Tiefen-Unschärfen, die die Modelle als solche entlarvt hätten.
„Es war, als würde man den Stundenzeiger einer Uhr beobachten“, sagt Kubrick über die Stop-Motion-Dreharbeiten. „Wir drehten die meisten dieser Szenen mit Langzeitbelichtungen von 4 Sekunden pro Bild. Während man im Studio stand, sah man nicht, dass sich etwas bewegte. Sogar die riesige Raumstation, die sich auf der Leinwand mit einer relativ hohen Geschwindigkeit drehte, schien während der eigentlichen Aufnahme ihrer Szenen stillzustehen. Bei einigen Aufnahmen, wenn sich die Türen der Raumschiffe öffneten und schlossen, bewegte sich eine Tür im Laufe der Szene nur etwa 10 Zentimeter, aber es dauerte fünf Stunden, diese Bewegung zu filmen. Man konnte eine unruhige Bewegung, wenn überhaupt, erst dann erkennen, wenn man die Szene auf dem Bildschirm sah. Und selbst dann konnten sich die Ingenieure nie sicher sein, wo genau die Unruhe entstanden war. Sie konnten nur raten, indem sie sich die Szene ansahen. Diese Art von Dingen erforderte endloses Ausprobieren, aber das Endergebnis ist ein Zeugnis der großartigen Präzisionsmaschinenwerkstatt von MGM in England.“

#### Aufnahmen von Himmelskörpern
Die Bildhintergründe vom mit leuchtenden Sternen ausgefüllten Weltall sowie die Darstellungen des Mondes und anderer Planeten wurden in ähnlicher Weise bereits im Oscar-nominierten Dokumentarfilm Universe aus dem Jahre 1960 gezeigt. Der für diese Spezialeffekte des Filmes verantwortliche Wally Gentleman wurde von Kubrick auch für 2001 angeheuert, um erneut entsprechende Bilder des Weltraums und der Planeten herzustellen.
Die Hintergründe wurden unter der Leitung von Douglas Trumbull erstellt. Als Basishintergrund diente schwarzes Hochglanzpapier mit einer Größe zwischen 20 und 60 cm. Mit einem Airbrush sprühte Trumbull die Sterne auf das Papier. Mit Hilfe genau zu bestimmender Belichtung wurden die Hintergründe schließlich abgefilmt und in den Film eingefügt. Sowohl die Sternenhintergründe als auch die teils rotierenden Bilder von Erde, Jupiter und Mond wurden von einer 65-mm-Mitchell-Kamera gedreht, die an einem für Trickaufnahmen dieser Art konzipierten Oxford Animation Stand montiert war. Die Hintergründe der Erde, des Jupiters, der Jupitermonde und anderer Objekte waren hinterleuchtete 35-mm-Dias, die zuvor von weitaus größer gemalten Vorlagen aufgenommen wurden. Die zahlreichen verschiedenen Bilder des Mondes waren hingegen vom Goethe-Link-Observatorium aufgenommene Originalaufnahmen, die anschließend auf Glasplatten gedruckt wurden. Diese Platten wurden erst verwendet, nachdem im Studio fast ein Jahr lang versucht worden war, ein überzeugendes Mondmodell zu bauen. Mehrere Versuche von verschiedenen Künstlern blieben allesamt erfolglos.

#### Aufnahmen von Bildschirmgrafiken und -animationen im Raumschiffinneren
Die Animationen und Grafiken, die in der Discovery One und den anderen Raumschiffen auf den Bildschirmen zu sehen sind, wurden von Douglas Trumbull und seinem Assistenten Bruce Logan entworfen, auf 16-mm-Film kopiert und dann mittels 16-mm-Filmprojektoren eingespielt, die hinter „Bildschirmen“ platziert waren, die lediglich aus Projektionsstoff bestanden. Die von Trumbull und Logan erfundenen dreistelligen Kürzel bezeichnen verschiedene Funktionsbereiche an Bord der Discovery. So werden beispielsweise folgende Abkürzungen gebraucht: NAV für Navigation, COM für Communications, LIF für Life Support, VEH für Vehicle Status, FLX für Flight Dynamics, NUC für Nuclear Reactor Status, HIB für Hibernation, DMG für System Damage, CNT für Control, MEM für Memory, TEL für Telemetry, GDE für Guidance Data Extension und ATM für Spacecraft Atmosphere Monitoring.

#### Aufnahmen der „Sternentor“-Sequenz
Um Bowmans Transzendenz-Erfahrung im Sternentor zu visualisieren, wurden Aufnahmen verwendet, die auf einer von Douglas Trumbull weiterentwickelten Slitscan-VFX-Technik basieren. Dabei fährt die Kamera bei offenem Verschluss auf einen in schwarzes Papier geschnittenen Schlitz zu, hinter dem sich eine Lichtquelle und transparente oder farbige Scheiben befinden. Durch die gewählte lange Belichtungszeit ergeben sich farbige Streifen, ähnlich dem Effekt, der bei Langzeitbelichtung vorbeifahrender Autos entsteht, deren Scheinwerfer als verzerrte Striche abgebildet werden. Daneben wurden für diese Sequenz auch Landschaftsaufnahmen verarbeitet, die eine Second Unit zuvor aufgenommen hatte. Diese Crew war mit einer Kamera teils im Hubschrauber, teils in einer Cessna über die Stadt Page (Arizona) und durchs Monument Valley sowie rund um die schottische Insel Harris und den Berg Ben Nevis geflogen.

### Produktplatzierungen

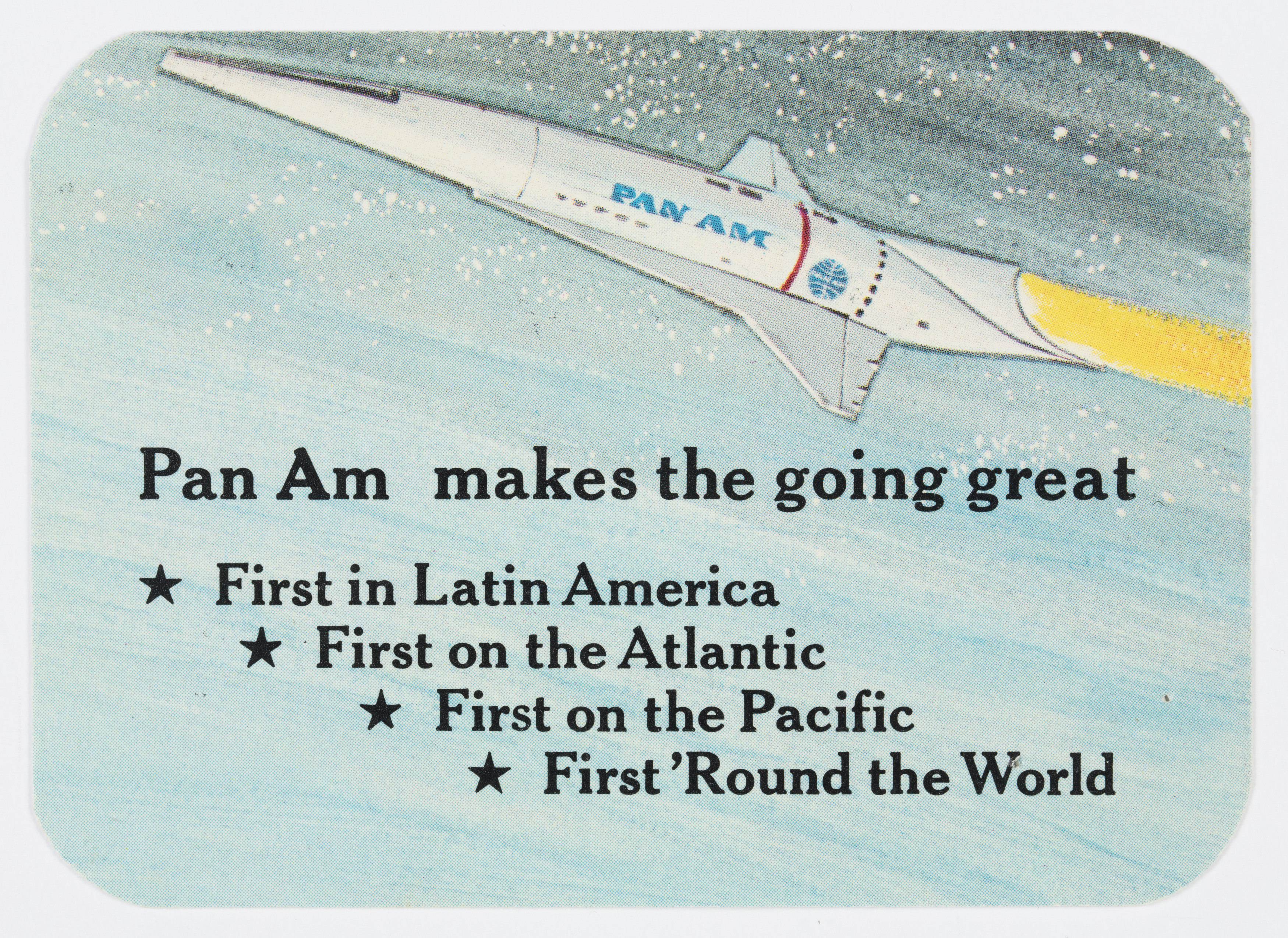
Werbekampagne von Pan Am mit der Orion III

2001: Odyssee im Weltraum wurde bereits bei den Dreharbeiten in einem bis dato ungekannten Maße durch zahlreiche Kooperationen mit namhaften Marken in der Bewerbung unterstützt. In die Werbung für den Film wurden schließlich Firmen einbezogen, die bereits für dessen Ausstattung futuristische Objekte geliefert hatten. Beispielsweise der fliegende Stift der Parker Pen Company oder die Küchengeräte der Firmen Honeywell und Whirlpool. Der Uhrenhersteller Hamilton pries eine eigene 2001-Uhr an, die im Film von den Astronauten Frank Poole und Dave Bowman gut sichtbar getragen wird. Pan American Airlines warb damit, fortan ins All abzuheben, und begann den Vorverkauf für Reisen zum Mond. Die heute nicht mehr existierende amerikanische Restaurantkette Howard Johnson’s, die im Film das Restaurant auf der Space Station 5 in Nachbarschaft zur Lounge der Hotelkette Hilton unterhält, bot ein spezielles Kindermenü zu 2001 an, das mit einem Comic über den Kinobesuch zum Film reich illustriert wurde.
Der Schmuckhersteller Wells verlegte ein eigenes Produktsortiment zum Film, die Bell Company stellte als Filmrequisite das Videotelefon bereit, mit dem Dr. Floyd seine Tochter auf der Erde anruft, wobei er mit einer Kreditkarte von American Express bezahlt. Dass darin populäre Marken der Entstehungszeit mit ihren Logos abgebildet wurden, verlieh dem Film, als er 1968 in die Kinos kam, eine hohe Authentizität. Gleichzeitig erreichte die Produktplatzierung damit ein Ausmaß, wie man sie in Kinofilmen bis dahin kaum gekannt hatte.

### Filmmusik

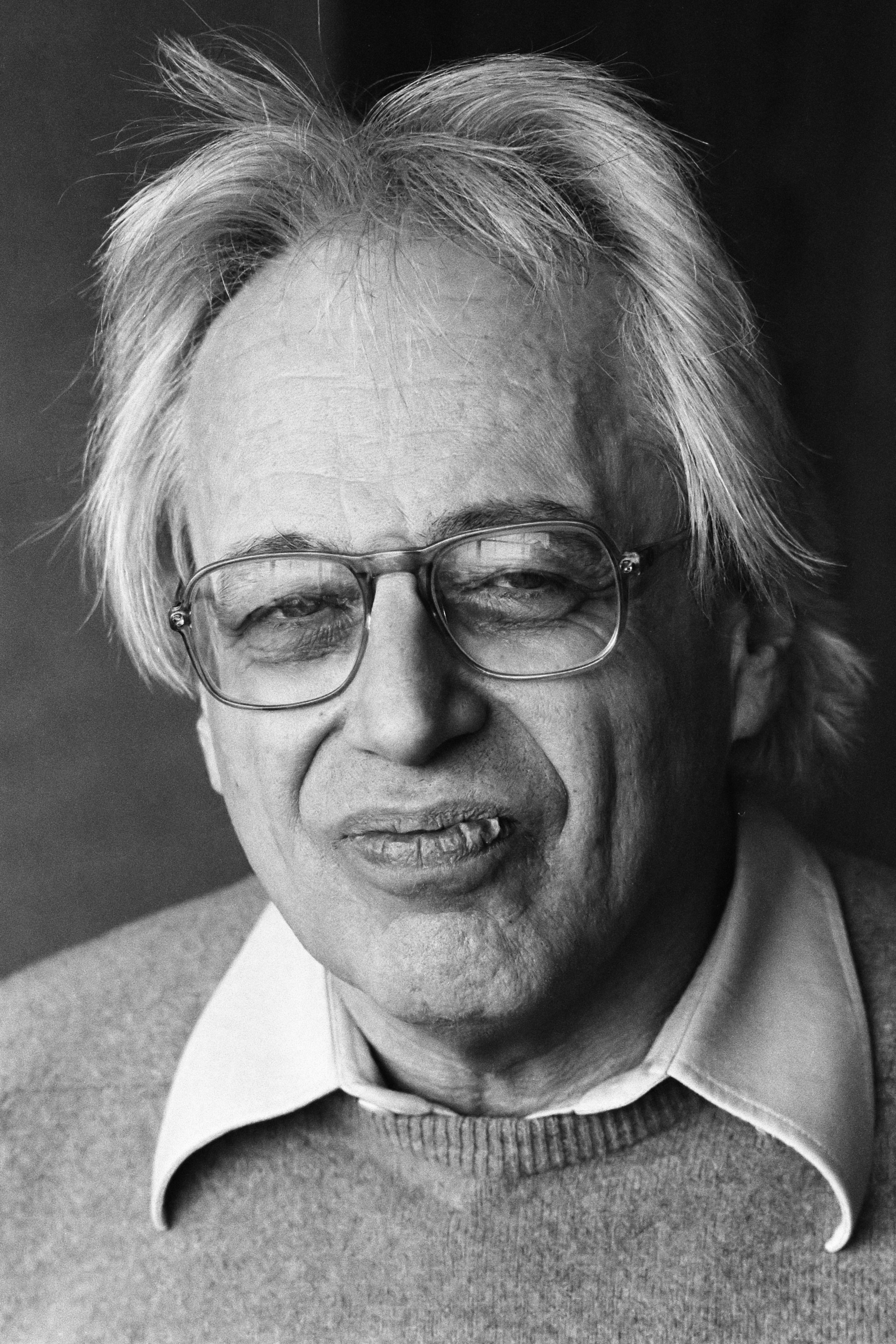
Der Komponist György Ligeti steuerte drei der sechs im Film verwendeten Musikstücke bei

Kubrick hielt Herbert von Karajan für den besten Dirigenten der Welt

Ursprünglich wollte Kubrick den deutschen Komponisten Carl Orff für die Erstellung der Filmmusik beauftragen. Der zum Zeitpunkt der Anfrage im Frühling 1966 bereits 70-jährige Orff lehnte jedoch aus Altersgründen ab, da er sich nicht mehr in der Lage sah, ein derart großes Projekt bewältigen zu können. Eine Absage bekam Kubrick auch von Bernard Herrmann, der die Soundtracks für einige der erfolgreichsten Filme von Alfred Hitchcock komponiert hatte.
Der Filmkritiker Roger Ebert berichtete, dass Kubrick die klassische und zeitgenössische E-Musik, die noch heute in den Schlüsselszenen zu hören ist (Werke von Johann Strauss, Richard Strauss, Aram Chatschaturjan und György Ligeti), zunächst nur als temporäre Tonspur verwendete, „während er den Film bearbeitete. Doch sie funktionierten so gut, dass er sie behielt.“ Kubrick entschied, nur ein Minimum an Originalmusik komponieren zu lassen und hauptsächlich die während der ersten Schnittversuche benutzte E-Musik einzusetzen. MGM wollte davon nichts wissen, denn das Unternehmen war insbesondere bei den aufwendigen Cinerama-Produktionen gewöhnt, für neue Filmmusik viel Geld auszugeben. MGM war überzeugt, dass Filme bzw. Werbetrailer ohne neue Originalmusik keine ausreichende Wirkung entfalten würden. Ende November 1967, nur wenige Monate vor der Uraufführung, gab Kubrick dem Druck der MGM-Verantwortlichen nach und erklärte sich einverstanden, mit Alex North zusammenzuarbeiten, einem der renommiertesten Komponisten Hollywoods, der bereits zuvor für Kubrick gearbeitet hatte (Spartacus, 1960). MGM nahm North Mitte Dezember 1967 unter Vertrag und kompensierte ihn für seine Arbeit mit 25.000 US-Dollar (2025: ca. 200.000 US-Dollar). North schrieb einige Stücke der Filmmusik von 40 Minuten Gesamtlänge, die am 15. und 16. Januar 1968 in den Denham Film Studios bei London von einem 91-köpfigen Orchester unter dem Dirigenten Henry Brant eingespielt wurde. Kubrick, der dabei anwesend war, hielt die eingespielte Musik jedoch für ungeeignet („It’s shit“). Während North immer mehr Musik schrieb, waren Ray Lovejoys Schneidearbeiten noch so im Fluss, dass vorerst keine weiteren Aufnahmesessions anberaumt wurden. Kubrick ließ North dann mitteilen, dass keine weitere Musik mehr von ihm gebraucht werde, da er den Rest des Films mit Atemgeräuschen vertonen wolle.
Am Ende blieb Kubrick bei der Auswahl der Musikstücke, die er für den Film von vornherein hatte verwenden wollen, und hat von Norths Musik überhaupt nichts verwendet. Eine alternative Nutzung für Teile seines Musikmaterials fand North bei der Produktion von Michael Andersons Kuriendrama In den Schuhen des Fischers (1968). Der Filmkomponist Jerry Goldsmith hat Norths Komposition für 2001: A Space Odyssey später zu rekonstruieren versucht und 1993 mit dem National Philharmonic Orchestra neu eingespielt.
Der Soundtrack wurde 1968 von MGM-Records auf einer Vinyl-LP veröffentlicht und enthält folgende Titel:
1. Titelmusik: Also sprach Zarathustra (Richard Strauss) – Berliner Philharmoniker, Leitung: Karl Böhm

Anm.: Auf dem Soundtrack-Album ist aus lizenzrechtlichen Gründen die Einspielung unter der Leitung von Karl Böhm zu hören, obwohl im Film selbst die von Kubrick bevorzugte Aufnahme mit den Wiener Philharmonikern unter dem Dirigat von Herbert von Karajan verwendet wurde. Das britische Plattenlabel Decca Records, bei der Karajans Aufnahme erschienen war, stellte als Bedingung für die Freigabe des Bandes an Kubrick, dass weder Decca noch Karajan im Film genannt werden durften. Sehr zum Ärger von Karajan, der drohte, Decca und MGM deswegen zu verklagen. Obwohl Karajan letztlich im 2001-Filmabspann zum Titel Also sprach Zarathustra ungenannt blieb, gelang es Decca-Manager Maurice Rosengarten Karajan zu besänftigen. Aus welchen Gründen Decca sich gegen die Nennung ihres und Karajans Namens sträubte, bleibt ungeklärt, zumal andere Labels hocherfreut über eine Nennung ihres Namens im Abspann waren. Zu guter Letzt musste MGM für die Schallplattenveröffentlichung auf eine alternative Aufnahme zurückgreifen – in diesem Fall die Version mit Karl Böhm als Dirigent.
1. Sternentor I: Requiem for Soprano, Mezzo Soprano, Two Mixed Choirs & Orchestra (György Ligeti) – Chor und Symphonieorchester des Bayerischen Rundfunks, Leitung: Francis Travis
2. TMA-1: Lux Aeterna (György Ligeti) – Schola Cantorum Stuttgart, Leitung: Clytus Gottwald
3. Von der Erde zum Mond: An der schönen blauen Donau (Johann Strauß) – Berliner Philharmoniker, Leitung Herbert von Karajan

Anm.: Diesen Walzer hat Kubrick in einer der ersten Sequenzen des Films eingesetzt, in der die Raumstation in die Handlung eingeführt wird. Editor Ray Lovejoy hat die Bilder der sich drehenden Raumstation und der sich ebenso in Bewegung befindlichen Raumschiffe und Satelliten in genauer Abstimmung mit dem Rhythmus der Musik zu einem Ballett zusammengefügt. Kubrick hielt Karajan für den weltweit besten Dirigenten und hat großen Wert darauf gelegt, gerade seine Interpretation des Strauß-Walzers zu verwenden.
1. Discovery One: Adagio aus der Gayaneh-Ballett-Suite (Aram Chatschaturjan) – Leningrader Philharmoniker, Leitung: Gennadi Roschdestwenski
2. Sternentor II: Atmosphères (György Ligeti) – Sinfonieorchester des Südwestfunks Baden-Baden, Leitung: Ernest Bour
3. Abspann: An der schönen blauen Donau (Johann Strauß) – Berliner Philharmoniker, Leitung Herbert von Karajan (Kurzversion)

Anm.: Auf der LP-Vinyl-Version wurde die Kurzversion von An der schönen blauen Donau für den Abspann vor Also sprach Zarathustra platziert, der mit der Transformation vom sterbenden Bowman zum Starchild die eigentliche Handlung des Films abschließt.
1. Transformation: Also sprach Zarathustra (Richard Strauss) – Berliner Philharmoniker, Leitung: Karl Böhm.

Weitere Veröffentlichungen folgten auf Compact Disc im Jahre 1990 von CBS-Records und 2010 von Sony Music.

## Veröffentlichung

### Kinovorführung

#### Technische Daten

2001 wurde zunächst exklusiv in Cinerama-Filmtheatern aufgeführt

2001: A Space Odyssey war einer der wenigen jemals im Breitwandfilmformat Super Panavision 70 produzierten Filme. Die Endversion eines auf 65-mm-Film gedrehten Super Panavision 70-Spielfilms wurde auf für die Filmprojektoren benötigtes 70-mm-Filmmaterial kopiert. Auf die restlichen 5 mm des Filmmaterials wurden anschließend sechs Magnettonstreifen geklebt, die in den Kinosälen für den entsprechenden Raumklang sorgen. Der Vorteil des 65-mm-Formats gegenüber dem ansonsten üblichen 35-mm-Filmformat liegt darin, dass das etwa vier Mal größere Filmnegativ einen bedeutend größeren Schärfenumfang bietet und das Bild damit deutlich realistischer aussieht. Der 6-Kanal-Ton wurde im Todd-AO-Kanallayout (links/links-mittig/mittig/rechts-mittig/rechts/Mono für Effekte) aufgenommen, das für 70-mm-Breitwandfilme zu dieser Zeit Standard war. Entsprechend wurde der Film mit „6-Track Stereo Sound“ beworben, der in den Kinosälen für anspruchsvollen Raumklang sorgte.
Die auf 65-mm-Film gedrehten Spielfilme wurden in erster Linie für Filmtheater produziert, die mit Cinerama-Leinwänden und 70-mm-Projektoren ausgestattet sind. Trotz der deutlich höheren Produktionskosten waren die Filme für große Hollywoodstudios wie Metro-Goldwyn-Mayer zumeist ein gutes Geschäft, da die Eintrittskarten deutlich teurer verkauft werden konnten als Karten für Filme im konventionellen 35-mm-Format. Die Erstauswertung der Filme wurde zunächst im Rahmen einer auf wenige Filmtheater beschränkten Tournee („Roadshow Theatrical Release“) als exklusives kulturelles Ereignis in wenigen Großstädten präsentiert. Nach einigen Monaten folgte die großflächige nationale und internationale Zweitauswertung auf 35-mm-Film in den mit den üblichen 35-mm-Projektoren ausgestatteten Kinos. Dafür musste die ursprüngliche 65-mm-Version aufs 35-mm-Format herunterkopiert werden, ein Verfahren, bei dem immer Bildqualität verloren geht. Die flächendeckende nationale und internationale Vermarktung von 2001 mit 35-mm-Filmkopien begann im Herbst 1968. Mit der heute dominierenden Blockbusterstrategie, den Film am Startwochenende in möglichst vielen Kinos und Kinosälen zu zeigen, hatte diese für Hollywood-Großproduktionen der 1960er Jahre übliche Vertriebsart nichts gemein.

#### Premiere

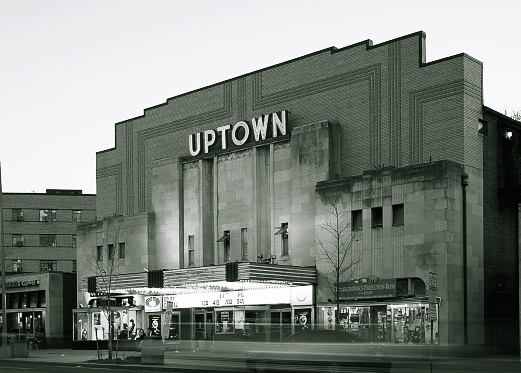
Am 2. April 1968 fand im Uptown Theater in Washington, D.C. die enttäuschende Weltpremiere von 2001: A Space Odyssey statt

Die Welturaufführung fand am 2. April 1968 im Uptown Theater in Washington, D.C. statt. 2001: A Space Odyssey wurde dem Premierenpublikum in seiner ursprünglichen Lauflänge von 161 Minuten in Anwesenheit der Hauptdarsteller Keir Dullea und Gary Lockwood gezeigt. Das Publikum bestand mehrheitlich aus älteren Personen und nahm den Film kühl auf. Die Premiere wurde allgemein als Katastrophe wahrgenommen. Am 3. April folgte die New-York-Premiere vor über 5000 geladenen, erneut zumeist älteren Gästen über 50 Jahren im riesigen Loews Capitol Theatre am Broadway in Anwesenheit von Stanley Kubrick, Arthur C. Clarke und den beiden Hauptdarstellern. Obwohl der Film hier auf einer fast 11 Meter hohen und 30 Meter breiten Cinerama-Leinwand gezeigt wurde, gefiel er auch diesem Publikum nicht; 241 Zuschauer verließen sogar vorzeitig das Kino.
Stanley Kubrick war am Boden zerstört und glaubte, dass das Publikum seinen Film hasste. Während die Presse in anderen Städten sich über den Film zumeist anerkennend geäußert hatte, rezensierten die einflussreichen New Yorker Filmkritiker der New York Times, Village Voice und The New Republic ihn durchweg ablehnend. Nach dem Erscheinen der Presseartikel am 4. April standen die Verantwortlichen bei MGM unter dem Eindruck, einen gewaltigen Flop produziert zu haben. Im Anschluss an eine in der New Yorker MGM-Zentrale mit Kubrick und sämtlichen MGM-Hauptverantwortlichen anberaumte Krisensitzung schnitten Kubrick und sein Chefcutter Ray Lovejoy den Film zwischen dem 5. und 8. April um und kürzten ihn um 19 Minuten auf die heutige Lauflänge von 142 Minuten. Herausgeschnitten wurden einige Szenen aus der einleitenden Dawn of Man-Sequenz, einige Szenen mit dem Orion III-Raumtransporter sowie einige Einstellungen, die Poole in der Raumkapsel und Poole und Bowman bei sportlichen Übungen in der Zentrifuge zeigen. Zudem wurden die Titeleinblendungen „Jupiter Mission 18 Months Later“ und „Jupiter and Beyond the Infinite“ dem Film hinzugefügt. Zu diesem Zeitpunkt befanden sich jedoch bereits acht Filmkopien mit der 161-minütigen Originalversion im Umlauf: eine Kopie beim Uptown Theater in Washington, eine Kopie im New Yorker Loews Capitol Theatre und eine im Warners Theatre in Los Angeles. In diesen Kinos lief der Film bereits. Fünf weitere Filmkopien mit der Originalversion wurden bereits an Filmtheater in Boston, Detroit, Houston, Denver und Chicago geliefert, die 2001 ab dem 10. April aufführen wollten. Kubrick schickte den Filmvorführern dieser acht Kinos eine Liste, an exakt welchen Stellen sie den Film vor Ort zu schneiden hatten, damit alle Kinos die neue, 142 Minuten lange Version vorführen konnten.

#### Entwicklung zum Kultfilm
Die Befürchtungen, die die Reaktionen der ersten Zuschauer und der New Yorker Filmkritiker bei Kubrick und MGM geweckt hatten, wurden im Folgenden nicht bestätigt. Bereits in der ersten Woche nach der Uraufführung erwies 2001 sich als Kinohit; vor den Kassen bildeten sich lange Schlangen und die Kinosäle waren voll. Obwohl 2001 landesweit weiterhin nur in den bereits genannten acht Kinos lief, wurden bereits nach einem Monat Einnahmen aus Ticketverkäufen in Höhe von einer Million US-Dollar (2025: ca. 9 Millionen US-Dollar) registriert. Auch die Kritiken, die jetzt publiziert wurden, hatten für den Film mehrheitlich Lob. Für 2001 wurden letztlich 30 % mehr Eintrittskarten verkauft als für den drei Jahre zuvor veröffentlichten MGM-Kassenschlager Doktor Schiwago.
Vor allem Zuschauer unter 35 Jahren fühlten sich von dem Film stark angesprochen; viele sahen ihn gleich mehrmals. Als Erklärung für diese altersgruppenabhängige Selektivität findet sich in der Fachliteratur die These, dass die jüngeren Generationen – insbesondere die von der 68er-Bewegung geprägten Baby-Boomer – medienaffiner, also stärker audiovisuell orientiert waren als die älteren, die es noch gewohnt waren, sich ausschließlich mit Worten auszudrücken. Für viele Jugendliche und junge Erwachsene wurde der Besuch des Films zum Ritual, einzelne Szenen – insbesondere die transzendentale Sequenz des „Sternentors“ – wurden als „psychedelisch“ gedeutet und unter dem Einfluss halluzinogener Substanzen (besonders LSD) konsumiert. Das Erscheinen von 2001 wurde zu einem „Happening der Sixties“, schreibt Kubricks Biograf LoBrutto. Als MGM 1970 ein groß angelegtes Re-Release des Films veranstaltete, geschah die Vermarktung im konsequenten Zuschnitt auf die neu entdeckte Zielgruppe unter dem Slogan „Der ultimative Trip“ („The Ultimate Trip“).

#### Roadshow
Von April 1968 bis April 1970 wurde der Film im Rahmen einer „Roadshow“ in 161 Kinos im In- und Ausland gezeigt, beginnend mit dem Kino Uptown in Washington, D.C. und endend mit dem Berliner Royal Palast. 97 der Kinos lagen in den USA, 64 im Ausland (darunter 13 in Westdeutschland, 9 in Kanada, 8 im Vereinigten Königreich, 5 in Lateinamerika, 4 in Asien, 3 in Neuseeland und je 2 in Australien und Afrika). Alle beteiligten Kinos verfügten entweder über Cinerama-Leinwände oder über Abspielmöglichkeiten für 70 mm. Am 1. Mai 1968 lief 2001 erstmals im London Casino, dem profitabelsten Cinerama-Kino außerhalb der USA. Aufgrund des großen Publikumserfolgs zeigte das London Casino den Film über die nächsten 47 Wochen.

#### Veröffentlichung im deutschsprachigen Raum
Das erste Land im deutschsprachigen Raum, in dem 2001 aufgeführt wurde, war Österreich (24. August 1968, Gartenbaukino, Wien).

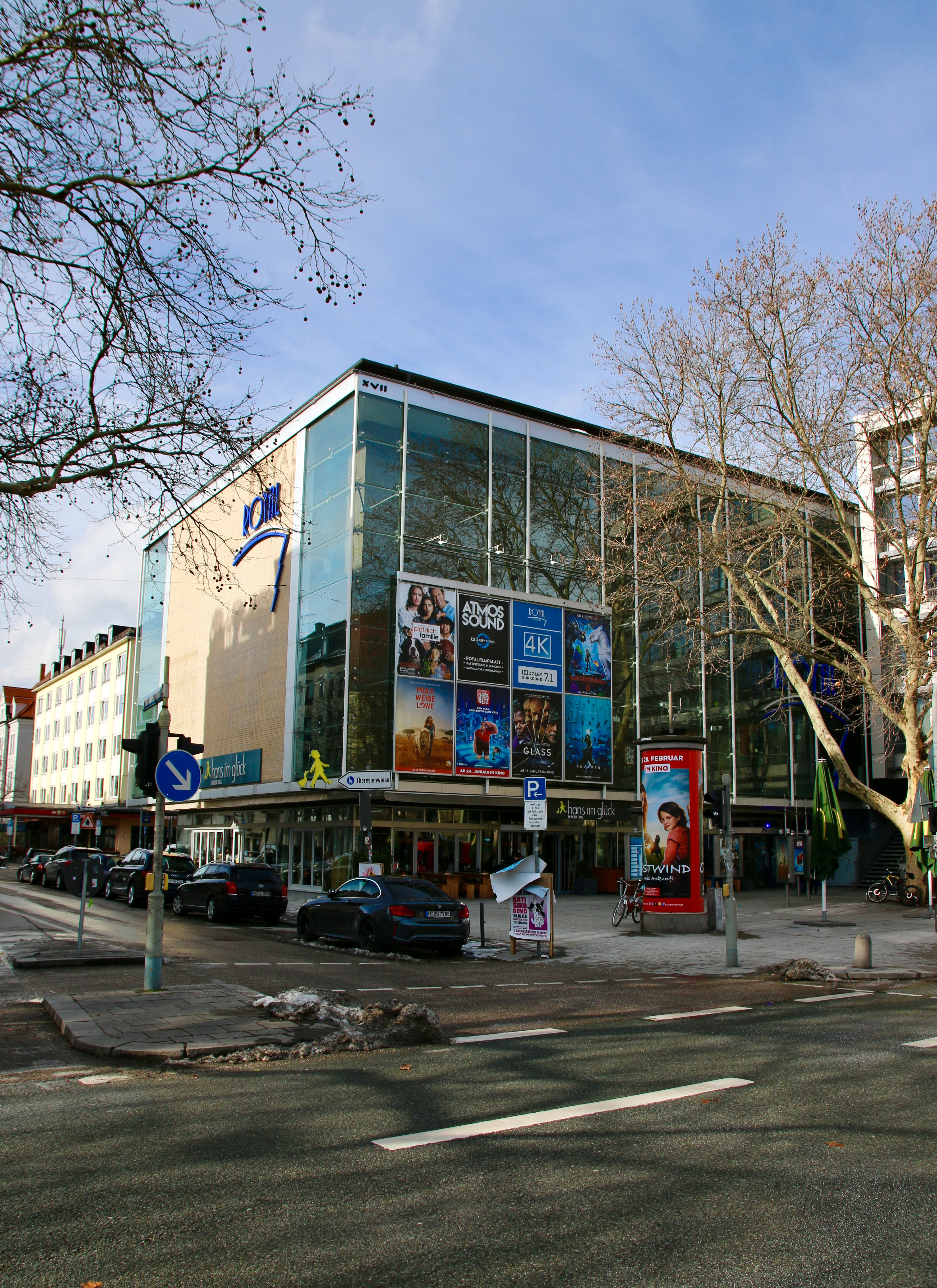
Der Münchner Royal Filmpalast

Die deutsche Uraufführung fand am 11. September 1968 im Royal Filmpalast in München statt. Die Roadshow umfasste in der Bundesrepublik mehr Spielorte als in irgendeinem anderen Land außer den USA und führte danach auch über Köln, Karlsruhe, Stuttgart, Düsseldorf, Essen, Nürnberg, Frankfurt, Münster, Augsburg, Mannheim, Hannover und Berlin. Obwohl in Deutschland nur 26 Kopien im Umlauf waren, wurde die Zahl der Kinobesucher, die 2001 im Erscheinungsjahr 1968 gesehen haben, auf 550.000 geschätzt. 1978 wurde der Film in den deutschen Kinos erneut aufgeführt; gezählt wurden in diesem Jahr 1.450.000 Zuschauer.
In der Deutschen Demokratischen Republik fand eine Kinoauswertung nicht statt. Hintergrund war, dass dort – teils aus ideologischen, teils aus finanziellen Gründen – nur wenige Filme aus dem westlichen Ausland importiert wurden; meist waren diese auch nicht mehr ganz aktuell. So wurden 1968 aus den USA lediglich fünf Filme (Durchschnittsalter: 4,2 Jahre) und aus dem Vereinigten Königreich 22 Filme importiert (Durchschnittsalter: 8,1 Jahre; vgl. Liste in der DDR gezeigter US-amerikanischer Filme, Liste in der DDR gezeigter britischer Filme). Die DEFA sichtete Kubricks Werk aber und produzierte mit Signale – Ein Weltraumabenteuer (1970) von Gottfried Kolditz einen erkennbar an 2001 angelehnten Science-Fiction-Film.
In der Schweiz wurden gemäß Angaben des Schweizerischen Verbands für Kino und Filmverleih 17.784 Kinobesucher gezählt. Die Schweizerische Erstaufführung fand im Rahmen der Roadshow am 25. September 1968 im Züricher Kino Apollo Cinerama statt.

#### Einspielergebnisse
In den ersten neun Wochen spielte der Film an 22 Standorten in den Vereinigten Staaten und Kanada 2 Millionen US-Dollar ein – das entspricht 20,74 Millionen US-Dollar in 2025. Der Film spielte 1968 durch Spezialvorführungen 8,5 Millionen Dollar an Kinokassen ein, was zu einem Einspielergebnis von 16,4 Millionen Dollar in Nordamerika und 21,9 Millionen Dollar weltweit während seiner ursprünglichen Aufführung beitrug. Die hohen Kosten des Films von etwa 10,5 Millionen Dollar führten dazu, dass die ersten Einnahmen aus dem Kinostart von 1968 einen Verlust von 800.000 Dollar bedeuteten; aber die erfolgreiche Wiederaufführung im Jahr 1971 machte ihn profitabel.
Bei letztlich benötigten Herstellungskosten von etwa 10,5 Millionen US-Dollar (2025: ca. 95 Millionen US-Dollar) spielte der Film rund 58,5 Millionen US-Dollar (2025: ca. 527 Millionen US-Dollar) an den Kinokassen in den USA und Kanada ein und war damit unter Einbezug der Wiederaufführung der kommerziell erfolgreichste Kinofilm des Jahres 1968 auf dem nordamerikanischen Kinomarkt.

### Auszeichnungen
| Preisveranstaltung                                               | Kategorie                        | Kandidat                                       | Ergebnis  |
| ---------------------------------------------------------------- | -------------------------------- | ---------------------------------------------- | --------- |
| Oscarverleihung                                                  | Beste Regie                      | Stanley Kubrick                                | Nominiert |
| Oscarverleihung                                                  | Bestes Original-Drehbuch         | Stanley Kubrick und Arthur C. Clarke           | Nominiert |
| Oscarverleihung                                                  | Bestes Szenenbild                | Anthony Masters, Harry Lange und Ernest Archer | Nominiert |
| Oscarverleihung                                                  | Beste visuelle Effekte           | Stanley Kubrick                                | Gewonnen  |
| British Academy Film Awards                                      | Bester Film                      | Stanley Kubrick                                | Nominiert |
| British Academy Film Awards                                      | Bestes Szenenbild                | Anthony Masters, Harry Lange und Ernest Archer | Gewonnen  |
| British Academy Film Awards                                      | Beste Kamera                     | Geoffrey Unsworth                              | Gewonnen  |
| British Academy Film Awards                                      | Bester Ton                       | Winston Ryder                                  | Gewonnen  |
| CEC Awards (Medallas del Círculo de Escritores Cinematográficos) | Bester ausländischer Film        | 2001: A Space Odyssey                          | Gewonnen  |
| David di Donatello Awards                                        | Bester ausländischer Film        | 2001: A Space Odyssey                          | Gewonnen  |
| Directors Guild of America Awards                                | Herausragende Regieleistung      | Stanley Kubrick                                | Nominiert |
| Hugo Awards                                                      | Beste dramaturgische Darstellung | 2001: A Space Odyssey                          | Gewonnen  |
| Kansas City Film Critics Circle Awards                           | Bester Film                      | 2001: A Space Odyssey                          | Gewonnen  |
| Kansas City Film Critics Circle Awards                           | Beste Regie                      | Stanley Kubrick                                | Gewonnen  |
| Laurel Awards                                                    | Beste Road Show                  | 2001: A Space Odyssey                          | Gewonnen  |

Weitere Auszeichnungen
- 1991: Aufnahme in das National Film Registry der Vereinigten Staaten[156]
- 2008: Der Film schaffte es auf Platz 1 der Top 10 Science-Fiction-Filme aller Zeiten (American Film Institute)[157]
- Die „Figur“ des HAL 9000 erreichte Platz 13 der Top 50 Schurken aller Zeiten (American Film Institute)[158]
- 2016: Aufnahme in die Science Fiction and Fantasy Hall of Fame (Kansas City)[159]
- 2022: Platz 1 in der „Liste der 100 besten Filme aller Zeiten“ (British Film Institute)[160]

### Kritiken

#### Vereinigte Staaten
Der Schriftsteller Stephen King lobte Kubrick dafür, dass es ihm regelmäßig gelang, „den Punkt, wo das Land des Horrorfilms ans Land der schwarzen Komödie angrenzt“ zu beschreiten und diese Grauzone zu besetzen. Als Beispiele führt er dabei Szenen der Filme Dr. Seltsam oder: Wie ich lernte, die Bombe zu lieben, Uhrwerk Orange und 2001: Odyssee im Weltraum an. 2001: Odyssee im Weltraum könne man nach seiner Darstellung als „politischen Horrorfilm mit einem nichtmenschlichen Monster“ betrachten und die Szene, bei der der letzte Überlebende der Mission nach und nach die Erinnerungsmodule des HAL 9000 herauszieht und dieser „sein kybernetisches Leben aushaucht, während er das Lied vom Tandem A Bicycle Built for Two singt“, gehöre zu den Szenen, die „ebenso oft wildes Gelächter wie Entsetzen auslösen kann, wenn man die Grenze zu Tabuland überschreitet.“

##### Befremden über Dramaturgie und Tempo des Films
Der Beginn der Kinoauswertung des Films war von den sehr ablehnenden Rezensionen der Filmkritiker einiger einflussreicher Zeitungen und Zeitschriften in New York City begleitet, besonders in den New York Times, in Village Voice und in The New Republic. So fand Renata Adler (New York Times, 4. April 1968) den Film zwar visuell extrem ansprechend und bezeichnete insbesondere die Spezialeffekte als die besten, die sie je gesehen habe. Darüber hinaus aber hatte sie größte Probleme, in dem Werk Sinn und Bedeutung zu entdecken. Die drei Handlungsstränge (Entdeckung der Monolithen; Bowmans Auseinandersetzung mit HAL; Bowmans Altern, Tod und Wiedergeburt) erschienen ihr zusammenhanglos, „wie ein Rorschach-Test mit trüben Implikationen von Theologie“; durch das sehr langsame Erzähltempo (bis zum ersten gesprochenen Wort vergehe eine halbe, bis zum eigentlichen Handlungsbeginn gar eine volle Stunde; die Rezension bezog sich auf die 3-Stunden-Version des Films) sei ihre Geduld unerträglich auf die Probe gestellt worden.
Eine Woche später pflichtete Andrew Sarris ihr bei, als er in der einflussreichen Wochenzeitschrift Village Voice urteilte, der Film sei „die bisher schlagendste Demonstration für Kubricks Unfähigkeit, eine Geschichte zusammenhängend und mit konsequentem Autorenstandort zu erzählen“.
Einen Monat nach Adlers Rezension erschien im Politikmagazin The New Republic eine Kritik von Stanley Kauffmann. Kauffmann sah in dem Film gleich mehrere Probleme. Erstens erschien ihm Kubricks Versuch, eine Kurzgeschichte zu einem drei Stunden langen Film aufzublähen, schon vom Ansatz her bedenklich. Zweitens missbilligte er, wie zuvor Adler und Sarris, den fehlenden Zusammenhang der verschiedenen Erzählhandlungen, wobei er vermutete, dass Kubrick den Bowman-HAL-Konflikt nur aus einem einzigen Grunde eingeführt hatte, nämlich um in die Narration der mehrjährigen Reise zum Jupiter, die ohne diesen Subplot maximal langweilig gewesen wäre, irgendwie mit Suspense anzureichern. Drittens vermochte Kauffmann nicht nachzuvollziehen, welche Funktion die Spezialeffekte und die exzessive Präsentation futuristischer Technologien in Bezug auf die Entwicklung der Handlung haben sollten; diese Elemente stellten sich ihm als selbstzweckhafte Spielerei ohne nachvollziehbare Verankerung im Sinngefüge des Films dar. Vorgezogen hätte er dem Übermaß an visuellen Schauwerten viertens mehr und bessere Dialoge, in Verbindung mit anspruchsvollerer Schauspielkunst.

##### Porträt einer Conditio humana
Einen der ersten Versuche, zwischen den (nach Adlers Meinung disparaten) Handlungssträngen einen Sinnzusammenhang aufzuweisen, hat am 13. April 1968 Penelope Gilliatt im Kulturmagazin The New Yorker unternommen. Sie fand den Film nicht nur überaus witzig und poetisch, sondern las ihn als grimmiges Porträt der Conditio humana einer gar nicht so weit entfernten Zukunft. Kubrick zeige in 2001 eine Menschheit, die sich gegenüber der Gegenwart technologisch stark fortentwickelt habe, geistig aber stehengeblieben und sozial sogar verkümmert sei: „Die Bewohner von 2001 haben es verlernt zu scherzen oder sich zu wehren, ebenso wie sie es verlernt haben zu plaudern, zu spekulieren, intim zu werden oder sich füreinander zu interessieren. […] Die Charaktere wirken fast unerträglich isoliert.“ Dass die Figuren auf ihrer Weltraummission einer vier Millionen Jahre alten Zivilisation (deren Zeugnis die Monolithen sind; erster Handlungsstrang) hinterherjagen, „macht die Aufnahmen von inhaltsleeren, komischen, lächerlich entmenschlichten Menschen zu etwas noch Ergreifenderem“. Die „Figur“ des HAL (zweiter Handlungsstrang) habe Kubrick eingeführt, weil HALs anprogrammierte Menschlichkeit – bis hin zu seinem quengeligen Bedürfnis nach Bestätigung und seinen Schwindeleien – augenscheinlicher sei als die der menschlichen Figuren. Der dritte Handlungsstrang (Bowmans Tod und Wiedergeburt) stehe für die Hoffnung, dass jenseits des Unendlichen womöglich eine bessere Welt gefunden werden kann: „Vielleicht ist er [Bowman] der Erste der benötigten neuen Spezies.“

##### Philosophisches Nachdenken über den Platz des Menschen im Universum
Roger Ebert, einer der namhaftesten Filmkritiker der USA, hat den Film erst 1997 rezensiert. Ebert las ihn als „eine philosophische Aussage über den Platz des Menschen im Universum“, die er dann so zusammenfasste: „Wir wurden Menschen, als wir denken lernten. Unser Verstand hat uns die Werkzeuge gegeben, um zu verstehen, wo wir leben und wer wir sind. Jetzt ist es an der Zeit, zum nächsten Schritt überzugehen, zu wissen, dass wir nicht auf einem Planeten leben, sondern zwischen den Sternen, und dass wir nicht Fleisch, sondern Intelligenz sind.“ Das sehr langsame Erzähltempo, das bei Adler noch zu Langeweile geführt hatte, hat Ebert als bewusst gewähltes Mittel erklärt: „Dies ist das Werk eines Künstlers, der so selbstbewusst ist, dass er keine einzige Einstellung einfügt, nur um unsere Aufmerksamkeit zu erhalten. Er reduziert jede Szene auf ihre Essenz und lässt sie lange genug auf dem Bildschirm, damit wir sie betrachten und in unserer Vorstellung bewohnen können.“ Ebert wies weiterhin auf, dass der visuelle Thrill, der für 2001 so prägend ist, nicht (wie Adler gemutmaßt hatte) eine defiziente Dramaturgie vertuschen, sondern im Gegenteil die Aufmerksamkeit des Publikums auf die Aussagen des Films richten sollte: „[…] ich stelle mir vor, dass sogar die Unruhigen im Publikum durch das bloße Wunder der Visuals zum Schweigen gebracht werden.“

#### Deutschland
Uwe Nettelbeck konstatierte am 20. September 1968 in der Zeit, dass Kubrick seine Geschichte erzähle, „ohne sie mit Erklärungen zu kommentieren.“ Die Handlungsstränge seien nicht offensichtlich kausal miteinander verknüpft, sondern bilden eine „Anthologie“. „Jede dieser Geschichten lädt zu einer Fülle von Spekulationen ein […].“ Nettelbeck war über 2001 begeistert – nicht, weil er wie Gilliatt oder später Ebert einen tiefen Sinn darin gelesen hätte, sondern weil er die ästhetischen Konventionsbrüche mochte, etwa die extrem langen Einstellungen, in denen fast nichts passiert: „‚2001: A Space Odyssey‘ ist der erste Multimillionendollaruntergrundfilm.“
Karl Korn (13. Dezember 1968, FAZ) sah in Kubricks Film McLuhans berühmtes Statement von 1964 am Werke: „Das Medium ist die Botschaft“. Die Handlungsstränge seien hier schlichtweg ohne Gewicht: „Sie fallen gleichsam ins Bodenlose des Weltraums. Der eigentliche Inhalt ist die Suggestion des Schwebens und Fahrens, der Verlust des normalen Sensoriums von Oben und Unten, im Unendlichen, die Entrückung.“ Wie Gilliatt hatte Korn in dem Film eine Grundstimmung von Einsamkeit und Melancholie beobachtet; während Gilliatt hier eine soziologische Analyse sah, war Korn jedoch überzeugt, dass es Kubrick strikt darum gegangen sei, das Publikum „in einen Wachtraum oder eine Halluzination [zu versetzen]. Das Technologische wird zum Vehikel der Verwandlung des Sensoriums.“
Der Evangelische Film-Beobachter urteilte im Jahr der deutschen Erstaufführung lakonisch: „Stanley Kubricks Raumfahrtschau, die anhand einer Fahrt zum Jupiter eine überwältigende Szenerie und bisher nicht dagewesene technische Perfektion zeigt. Beeinträchtigt wird sie dadurch, daß die Autoren ihre Ideen nicht nur der Technik widmeten, sondern auch verworrener Anthropologie und Symbolik. Etwas zu langatmig, aber für Freunde des Genres sehenswert.“
Das Lexikon des internationalen Films befand, dass Kubricks Film ein fantastisches Abenteuer sei und dabei technische Utopien und kulturphilosophische Spekulationen zu einer Weltraumoper von überwältigendem Ausmaß vereine. Der kühne gedankliche Entwurf des Films sei zudem mit nicht minder kühnen optischen Effekten und einer revolutionären Tricktechnik realisiert worden, die das Genre Science Fiction in den folgenden Jahren entscheidend prägen werden.

### Fernsehausstrahlung
Der weltweit erste Sender, der den Film im Fernsehen ausgestrahlt hat, war am 13. Februar 1977 die Sendeanstalt NBC, die in den USA landesweit operiert. Die deutsche Fernseherstausstrahlung erfolgte am 1. Januar 1989 im Zweiten Deutschen Fernsehen.

### Heimkino
DVD
- 2001: Odyssee im Weltraum. Warner Home Video 2001 (Synchronfassung in Dolby Digital 5.1, Bildformat: 16:9 – 1.77:1)
- 2001: Odyssee im Weltraum. Warner Home Video 2007, Special Edition (Synchronfassung in Dolby Digital 5.1, Bildformat: 16:9 – 1.77:1, 16:9 – 2.20:1)
- 2001: Odyssee im Weltraum. Warner Home Video 2008 (Synchronfassung in Dolby Digital 5.1, Bildformat: 16:9 – 1.77:1, 16:9 – 2.20:1)

Blu-ray
- 2001: Odyssee im Weltraum – 50th Anniversary Edition. Warner Bros. / Universal Pictures 2018 (Synchronfassung in Dolby Digital 5.1, Bildformat: 16:9 – 2.20:1)

4K Ultra HD
- 2001: Odyssee im Weltraum. Warner Bros. / Universal Pictures 2018 (Synchronfassung in Dolby Digital 5.1, Bildformat: 16:9 – 2.20:1)

8K Ultra HD
Am 3. Dezember 2018 wurde von einer 8K Ultra High Definition Television Version des Films berichtet, die als 8K Demomaterial in Japan dienen soll.

### Soundtrack
- 2001: A Space Odyssey. (Music From The Motion Picture Soundtrack) MGM Records (#8078), 1968, Vinyl
- 2001: A Space Odyssey. (Original Motion Picture Soundtrack), CBS Records (#45439), 1990, CD
- 2001: A Space Odyssey. (Original Motion Picture Soundtrack), Sony Music (#763797), 2010, CD

## Analyse und Interpretation

### Form und Stil
2001: Odyssee im Weltraum wird dem Genre des Science-Fiction-Films zugeordnet. Der achte Spielfilm von Stanley Kubrick gilt laut dem Film- und Literaturwissenschaftler Bernd Kiefer von der Johannes-Gutenberg-Universität zahlreichen Filmhistorikern nicht nur als der Science-Fiction-Film schlechthin, sondern als „das“ Meisterwerk des Mediums Film.
Kubricks Film stelle laut dem Literaturwissenschaftler und Philosophen Siegfried König die existenziellen Fragen des Lebens, woher der Mensch kommt und wohin der Mensch geht. Letztlich gehe es bei 2001 um die Frage, was die Stellung des Menschen im Universum sei. Zudem zeige der Film die Irrfahrt des Menschen in den Dimensionen Raum und Zeit und die Verwandlungen, die er dabei vollzieht oder vollziehen muss. Der Film überschreite damit die Grenze bloßer Science Fiction, und überschreite zudem die Grenze des im Kino Erzählbaren. König ergänzt, dass 2001: Odyssee im Weltraum der Film mit der größten zeitlichen und räumlichen Ausdehnung der Filmgeschichte sei.
Bernd Kiefer meint, Kubrick sprenge mit 2001 die klassischen anthropozentrisch ausgerichteten Science-Fiction-Geschichten und zugleich die Formen des ebenso anthropozentrischen narrativen Films. Die Dekonstruktion von Raum, Zeit und menschlicher Individualität sei wie in zahlreichen anderen Kubrick-Filmen das zentrale Thema und gleichzeitig Form von 2001. Der Filmwissenschaftler Peter Krämer von der De Montfort University in Leicester schreibt, dass entgegen den in Hollywood-Filmen üblichen Konventionen, die Handlungen eines einzelnen Protagonisten oder einer Gruppe von Protagonisten zu folgen, die ein klar definiertes Ziel vor Augen haben, 2001 stattdessen gleich drei verschiedene Geschichten erzählt. Jede wiederum mit ihren eigenen Protagonisten, deren Ziele nicht immer offensichtlich seien: 1.) Affenähnliche Hominiden, die schwer voneinander zu unterscheiden sind; 2.) Ein Wissenschaftler, der in geheimer Mission zum Mond reist und dessen Beweggründe erst am Ende der Reise offenbart werden; und 3.) Zwei Astronauten auf einem Raumschiff reisen zum Jupiter, von denen einer nach der Ankunft eine weitere, völlig rätselhafte Geschichte erlebt. Anstatt klar darzustellen, wie eine Geschichte zur anderen führt, sei es laut Krämer bei 2001 schwierig zu bestimmen, wie die drei Geschichten miteinander verbunden sind. Es sei zudem oft unklar, wie die gezeigte Handlung kausal mit den in vorherigen Einstellungen gezeigten Ereignissen zusammenhängen. Das Gesamtkunstwerk von 2001 erklärt sich gemäß Bernd Kiefer nicht selbst. Vielmehr gebe es dem Rezipienten auf, die dargestellten Raum- und Zeitsprünge als „Odyssee der Wahrnehmung“ anzunehmen und diese filmische Form als eine Geschichte der Menschheit zu verstehen, deren Sinn immer noch ausstehe.
Als bedeutende literarische Inspirationen für den Film gelten das Sachbuch African Genesis (1960) des Anthropologen Robert Ardrey über die frühgeschichtliche Entwicklung des Menschen, der Bildungsroman Der Heros in tausend Gestalten des Schriftstellers Joseph Campbell über eine mythologische Heldenreise, sowie The Prospect of Immortality von Robert Ettinger, dem Vater der Kryonik. Zudem war Homers Odyssee laut beiden Drehbuchautoren eine klar erkennbare Parallele in den Ausführungen des Drehbuchs und sollte sich letztlich im Filmtitel widerspiegeln.
Als filmische Einflüsse dienten der Oscar-nominierte Dokumentarfilm Universe (1960), der sowjetische Science-Fiction-Dokumentarspielfilm Der Weg zu den Sternen (1957) von Pawel Kluschanzew und der für die New Yorker Weltausstellung 1964 im Cinerama-Format produzierte Film To the Moon and Beyond.

#### Dramaturgie und visueller Stil
Der kanadische Film- und Literaturwissenschaftler Barry Keith Grant von der Brock University in Ontario ist der Meinung, dass im Gegensatz zur Dramaturgie der klassischen Filmerzählung 2001 übermäßig undurchsichtig sei und zahlreiche Rätsel enthält, die auch am Ende des Films nicht aufgelöst werden. Es bleibe unklar, ob es sich bei den Monolithen um eine außerirdische Technologie, eine übernatürliche Kraft oder gar die Gegenwart Gottes handelt. Grant führt weiter aus, dass auch nicht klar ist, ob die Monolithen tatsächlich die menschliche Evolution und Geschichte bestimmen, oder die Menschheit lediglich inspirieren oder beobachten. Und der Film erkläre nicht, was mit Bowman passiert, wenn die Discovery One ihr Ziel erreicht hat und die abschließende „Jupiter and Beyond the Infinite“-Sequenz beginnt. Der britische Filmkritiker und Kubrick-Biograf Alexander Walker bemerkt, dass „der erste hörbare und unmissverständliche Hinweis für den Zuschauer, worum es in dem Film erzählerisch geht“, in der aufgezeichneten Nachricht von Dr. Floyd stecke. Bowman wurde die Nachricht vorgespielt, nachdem er HAL zum Ende des Films stillgelegt hat. Floyds aufgezeichnete Nachricht sei erstaunlicherweise „auch die letzte Äußerung im Film“ und zudem zweideutig. Barry Keith Grant merkt zusätzlich an, dass nur HAL die Details der Mission kenne. Daraus ergeben sich die Fragen: Erfolgt die automatische Wiedergabe seiner Nachricht erst dann, wenn die Discovery One den Jupiter erreicht? Oder wird die aufgezeichnete Nachricht automatisch abgespielt, wenn Bowman die Verbindung zu HAL trennt? Oder ist die Wiedergabe HALs letzte Geste? Letztlich scheint die Geschichte des Films laut Grant ein „totales Rätsel“ zu bleiben und kommt zum Ergebnis: So wie wir das Universum nicht beherrschen sollten, sind wir auch nicht in der Lage, die Erzählung dieses Films zu beherrschen.
Der Literaturwissenschaftler Suparno Banerjee von der Texas State University kommt zur Erkenntnis, dass eine durch den Psychoanalytiker Carl Gustav Jung beeinflusste visuelle Symbolik bedeutend für die formalistische Interpretation des Films sei. Er erklärt, dass in der Ordnung der gezeigten Symbole „ein in vier Quadraten unterteilter Kreis die innere Ganzheit und eine rechteckige Form die bewusste Verwirklichung dieser Ganzheit“, sprich „höhere Intelligenz“, dargestellt wird. Das erkläre die wiederholte Gegenüberstellung der rechteckigen Formen (Monolithen) mit den runden Kugelformen (Himmelskörper, Fruchtblase). Für Banerjee fungiert der Monolith als zentrales Symbol des Films und sieht in dem Monolith das Symbol einer höheren Intelligenz und einer möglichen höheren Ordnung der menschlichen Existenz. Diese Symbolik wird zudem immer wieder durch eine entsprechende musikalische Untermalung verstärkt. Der Monolith erscheint in vier kritischen Momenten des Films und bedeutet jedes Mal eine signifikante Veränderung. Das erste Mal erscheint der Monolith den Menschenaffen und entfacht in ihnen die ersten Funken Intelligenz. Banerjee sieht darin die erste Stufe eines außerirdischen Experiments auf der Erde. Er folgert, dass das zweite Erscheinen auf dem Mond den Eintritt der Menschheit in das Weltraumzeitalter einläutet. Beim dritten Auftauchen fungiere der Monolith als „Sternentor“, um Bowman als Vertreter der Menschheit über die Grenzen von Zeit und Raum hinauszuführen. Der vierte Monolith begleite die Geburt des „Sternenkindes“. Jedes Erscheinen eines Monolithen wird gemäß Banerjee von einer „magischen Anordnung der Himmelskörper“ begleitet. Im ersten Fall geht die Sonne genau über der Spitze des Monolithen auf und die Menschenaffen laufen verwirrt umher. Beim zweiten Mal löst die aufgehende Sonne bei dem auf dem Mond platzierten Monolithen ein Signal aus. Die Positionen von Sonne und Monolith sind dieselben wie Millionen Jahre zuvor, Erde und Mond haben hingegen ihre Positionen getauscht. Beim dritten Mal stellen sich laut Banerjee Jupiter und die Jupitermonde in Erwartung von Bowmans Ankunft und seinem Durchgang durch das „Sternentor“ auf. Auf das Erscheinen des letzten Monolithen im Zentrum der Louis-XVI.-Hotelsuite, wird unmittelbar nach Bowmans Tod das von einer Kugel umhüllte „Sternenkind“ wiedergeboren. Abschließend wird der Zuschauer gemäß Banerjee wieder auf die allererste Einstellung des Films zurückverwiesen: die Ausrichtung von Mond, Erde und Sonne. Nur dass jetzt die Sonne durch das „Sternenkind“ ersetzt wurde und damit laut Banerjee einen neuen Aufbruch der Menschheit andeutet. Diese sich wiederholende Struktur des Films könne als Grundlage für die Themen Evolution und Transzendenz gesehen werden.
Barry Keith Grant führt aus, dass Kubrick im ersten Abschnitt „Aufbruch der Menschheit / The Dawn of Man“ eine darwinistische Welt schildert, in der nur die Stärksten überleben. Das Gleichgewicht der Kräfte innerhalb der rivalisierenden Menschenaffenhorden kippt, als ein Menschenaffe (Moonwatcher) den ersten technologischen Fortschritt vollzieht, indem er einen Knochen in ein Werkzeug zum Töten seiner Beute und als Waffe im Kampf gegen artgenössische Konkurrenten anderer Sippen einsetzt. Grant meint zudem, dass es im Zusammenspiel zwischen visuellen Spezialeffekten und dem Produktionsdesign gelungen sei, auch heute noch als realistisch wahrgenommene Bilder des Weltraums und der Raumfahrt zu erzeugen. Die sterile Umgebung der bereits als gewöhnlich dargestellten Raumfahrt würden im Film eine „kalte“ Stimmung erzeugen.
Des Weiteren interpretiert Grant, dass in der auf die Eröffnungssequenz folgenden Geschichte der Verzicht auf namhafte Schauspieler in einer hochbudgetierten Produktion wie 2001 ein bewusster Versuch zu sein scheint, das überlebensgroße Image von Filmstars aus Respekt vor der Größe der natürlichen „Stars“ (Sterne) am Himmel zu vermeiden. Wenn 2001 einen Helden habe, dann sei es die Menschheit selbst und nicht ein bestimmtes Individuum. Mit Bowman wird laut Grant jedoch ein klar erkennbarer zentraler Protagonist des Films etabliert, der, stellvertretend für die Menschheit, die in der Spielfilmdramaturgie übliche Heldenreise durchsteht. Vergleichbar epische Science-Fiction-Geschichten, wie Olaf Stapledons Roman Die letzten und die ersten Menschen (1930) oder H. G. Wells’ Werk The Shape of Things to Come (1933) würden diesbezüglich im gleichen Stile erzählt.
Gemäß Grant arbeitet 2001 konsequent daran, dem Zuschauer mittels visueller Tricktechniken die Orientierung zu nehmen. Die erste Einstellung im Inneren der Discovery One zeigt Poole beim Joggen in der rotierenden Zentrifuge. Auf die laut Grant desorientierende Anfangsszene im Raumschiff folgen zahlreiche Einstellungen, in der die Schwerelosigkeit mitunter dafür sorgt, dass Stewardessen an der Decke laufen und ein Astronaut seitwärts eine Leiter hinabsteigt. Die Welt im Weltraum stehe auf dem Kopf. Demzufolge wird laut dem Kunstwissenschaftler Ralf Michael Fischer von der Universität Tübingen die geozentrisch-anthropozentrische Raumwahrnehmung aufgehoben.
Laut dem auf Künstliche Intelligenz spezialisierten Wissenschaftler Michael Mateas von der University of California in Santa Cruz besitzt der an Bord des Raumschiffs befindliche Supercomputer HAL 9000 die filmdramaturgisch wichtige Fähigkeit sehen zu können. Diese Eigenschaft wird im Film durch häufige Schnitte auf HALs Kameraauge herausgestellt. Zudem erhält der Zuschauer gelegentlich einen subjektiven Blick durch HALs Kameraauge. Bernd Kiefer merkt an, dass die nachts leuchtenden Augen des neben seiner Beute liegenden Leoparden aus der Eröffnungssequenz sich im Auge des allsehenden Computers HAL wiederkehrt – die Zukunft ist die Wiederholung und „ewige Wiederkehr“ (Nietzsche) der Vergangenheit. Gemäß Fabian Gumbrechts Essay über amerikanische Science-Fiction-Filme lässt sich der antagonistische Status von HAL aus der Position von Bowman als Protagonist ableiten, der während der abschließenden Konfrontation in HALs Speicherzentrum betont wird. Gumbrecht hält fest, dass der subjektive Blick des Computers während des Showdowns vollständig aufgegeben wird. Stattdessen konzentriert sich HAL in seinem „Todeskampf“ ausschließlich auf den Einsatz seiner Stimme.
Barry Keith Grant schreibt in einem Essay über 2001, dass sich die ohnehin reduzierte Dramaturgie des Films als obsolet erweist, als Bowman nach der Begegnung mit dem dritten Exemplar des Monolithen das „Tor zu den Sternen“ betritt. Der letzte Teil des Films ist laut Grant ein filmisches Vexierspiel mit Formen, Licht und Farben. Ein Ritus, der Bowman als wahrnehmendes Subjekt auflöst und den Zuschauer an seine Stelle setze. Grant deutet weiterhin, dass der Zuschauer zusammen mit dem Astronauten mit abstrakten Bildern konfrontiert wird, die eher aus einem Experimentalfilm, als aus einem Mainstream-Film zu entspringen scheinen. Kubrick, so Grant, lässt im Rausch der vorbeifliegenden psychedelischen Bilder dem Zuschauer keine Orientierung mehr. Die Länge der Sequenz scheine zudem durch Kubricks Wunsch motiviert zu sein, den Zuseher in eine visuelle Erfahrung einzutauchen und nicht, um dramaturgisch relevante Informationen zu vermitteln und die Geschichte voranzutreiben.
Vollends desorientiert werden Zuschauererwartung und Zuschauerwahrnehmung am Ende des Films in der umrätselten im Louis-seize-Stil eingerichteten Hotelsuite, schreibt Bernd Kiefer. Die Szene beinhalte eine artifizielle Darstellung für das Ende und den Neubeginn von Raum und Zeit sowie Tod und Neugeburt. Bei der abschließenden Szene sei nie klar, ob es sich bei dem, was der Zuschauer sieht, um eine Reise durch den Weltraum oder dem inneren Raum des Astronauten handelt. In einer detaillierten formalistischen Analyse dieser Sequenz hat der Filmwissenschaftler Mario Falsetto von der Concordia University gezeigt, wie Kubricks Schnitt das Verständnis des Zuschauers von narrativem Raum-und-Zeit-Gefühls untergräbt, indem er gegen unantastbare Filmregeln wie konventionelle Schuss-Gegenschuss-Einstellungen verstößt, um ein Gefühl für Bowmans transzendente Erfahrung zu vermitteln. Barry Keith Grant ergänzt, dass jedes Mal, wenn Bowman eine andere, ältere Version von sich selbst sieht, der Zuschauer den neuen, älteren Bowman zunächst aus der physischen Sicht des jüngeren Bowman sieht. Dem entgegen zeigt die folgende Einstellung, dass der frühere Bowman nicht mehr da ist. So hören diese scheinbaren Point-of-View-Aufnahmen ebenso auf zu sein. Die Perspektive verliert ihren Körper, so wie Bowman abschließend seinen menschlichen Körper verliert, wenn er sich in das „Sternenkind“ verwandelt.

#### Musik
Bernd Kiefer meinte, dass 2001 wie kein anderer Film Musik als Sprache einsetze, „um einen totalen Zeit-Traum zu schaffen“, wobei die langsamen Bewegungen der Menschen in den ungeheuer beschleunigten Objekten als Revolution der Zeit zu verstehen seien, als Rückführung auf die archaisch ersten Bewegungen, auf ein Ertasten, Erfühlen des Fremden. Jetzt aber in einem Raum, den der Mensch sich nicht mehr, wie die Erde, untertan machen könne, sondern in dem er Untertan sei.
Im Film werden insgesamt drei Stücke von György Ligeti aus dem Genre der Neuen Musik und drei Stücke aus der Klassischen Musik verwendet.
Der Film beginnt mit Ligetis Atmosphères zu einer dreiminütigen Ouvertüre in absoluter Finsternis. Mit der Einblendung des MGM-Logos und der darauf folgenden Sequenz, die Mond, Erde und Sonne in Konjunktion zeigt, ertönt für den Gründungsakt der Spezies Mensch Richard Strauss’ Tondichtung nach Nietzsches Also sprach Zarathustra. Mit dem Stück wecke Kubrick laut Kiefer die Assoziation vom Menschen als Verbindung zwischen Tier und Nietzsches Lehren vom „Übermensch“ und der „ewigen Wiederkehr.“ Der Beginn sei wie jede Ursprungsgeschichte der Menschheit mythisch-assoziativ überformt und enthalte in Strauss’ Musikstück das Ende bereits in sich: Alles kehrt wieder in der Wiedergeburt Bowmans als „Sternenkind“.
Für das Auftauchen des Monolithen in der Anfangssequenz und den beiden weiteren Erscheinungen des mystischen Quaders legte Kubrick als musikalisches Leitmotiv aus Ligetis choralem Requiem den Part Kyrie fest. Der Walzer An der schönen blauen Donau des Walzerkönigs Johann Strauss erklingt, als erstmals die Weltraumbilder der Erde gezeigt werden, und sich der Raumtransporter Orion III der Raumstation Space Station 5 nähert und im Angleichen an deren Rotation zu den Walzerklängen von Strauss eine Art Tanz vollführt.
Der Aufbruch zum Jupiter wird unterlegt mit dem Adagio für Solo-Cello und Streicher aus der ersten Gayaneh-Suite von Aram Chatschaturjan. Zu hören ist ferner Ligetis Lux Aeterna, eine Komposition für einen 16-stimmigen gemischten Chor a cappella.

### Themen

#### Menschliche Evolution
Laut Filmwissenschaftler Bernd Kiefer von der Johannes-Gutenberg-Universität hat 2001: Odyssee im Weltraum die Evolution des Menschen vom Primaten über den Homo sapiens bis zu dessen Überwindung am Ende der Zeiten in einer kosmischen Apokalypse als Thema. Nach Dr. Seltsam und vor Clockwork Orange sei gemäß Kiefer 2001 der Mittelteil einer Zukunftstrilogie von Kubrick. Filmhistorisch sei die Trilogie der erste Gesamtentwurf der conditio humana überhaupt.
2001 ist laut der Filmwissenschaftlerin Marcia Landy von der University of Pittsburgh eine Allegorie auf die Evolution der menschlichen Intelligenz, die mit der Entdeckung des Werkzeugs durch einen Affen begann und mit der Schaffung eines Computers gipfelte, der scheinbar keine Fehler macht.
Laut Nathan Abrams, Professor für Filmwissenschaften an der Bangor University, war Kubricks Intention, die Menschen anzuregen, über die Menschheit nachzudenken; dazu zitiert er den Regisseur: „Ich denke, wenn 2001 überhaupt erfolgreich ist, dann, weil er ein breites Spektrum von Menschen erreicht, die sich sonst nicht oft Gedanken über das Schicksal des Menschen, seine Rolle im Universum und seine Beziehung zu höheren Lebensformen machen würden.“ Kubrick lässt in 2001 seinen Intellekt einfließen und erkundet in seinem Film die Evolution der Menschheit von ihren Ursprüngen bis zu ihrem ultimativen Ende, dem „Superman“, dem „Übermenschen“.

#### Mythologie
Der Titel des Films spielt laut Bernd Kiefer auf das von Homer verfasste Epos von der mythologischen Irrfahrt des Odysseus an. Die Philosophen Adorno und Horkheimer nennen Homers Werk in ihrer Essay-Sammlung Dialektik der Aufklärung den „Grundtext der europäischen Zivilisation“, in dem sich unendlich viele Mythen niederschlagen, um immer wieder neu ausgelegt zu werden. 2001 sei laut Kiefer eine filmische Umsetzung dieses Mythos in einer Science-Fiction-Version. In Bowman (dem „Bogenmann“) ließe sich Odysseus erkennen, der in Homers Epos als Held mit einem Bogen ausgestattet ist. In HAL kann man den einäugigen Zyklopen wiedererkennen, den Bowman/Odysseus blendet. Odysseus erlebt seine zehnjährige Heimreise als Odyssee. Gemäß Bernd Kiefer kann die Louis-XVI.-Hotelsuite als Ziel und Heimat von Bowman interpretiert werden, die im Anschluss seiner Irrfahrt im Weltraum auf ihn warte.
Abgesehen von den Parallelen zu Homers Geschichte, empfahl Kubrick den Zuschauern laut eigener Aussage in einem New-York-Times-Interview, sich am Ende des Films in die Welt der Träume und der Mythologie zu begeben. Kubrick beschrieb, dass Bowman nach seiner Reise durch das „Sternentor“ in eine andere Dimension gelangt, in der die Naturgesetze nicht mehr zählen und gottgleiche Wesen aus reiner Energie existieren. Nachdem Bowman gestorben ist, wird er laut Kubrick als verbessertes Wesen, als „Sternenkind“, wiedergeboren und der Aufstieg vom Affen zum Engel ist vollendet.
In einem 2018 posthum aufgetauchten Interview des Regisseurs aus dem Jahre 1980 erklärte Kubrick während eines Interviews im Zuge der Dreharbeiten seines Films Shining das Ende von 2001 aus seiner Sicht:

„Die Idee ist, dass Dave Bowman von gottgleichen Wesen entführt wurde. Von Kreaturen ohne Form oder Körper, die aus purer Energie und Intelligenz bestehen. Um Bowman zu studieren, stecken sie ihn in etwas, was man auf der Erde Zoo nennen würde. Von dem Punkt an, als er in dem Raum ist, zieht sein Leben an ihm vorbei. Er hat keinerlei Gefühl mehr für Zeit. Sie wählten diesen Raum, der eine absichtlich sehr ungenaue Nachbildung französischer Architektur ist, weil einer von ihnen diese Idee hatte, die er für schön hielt, sich aber nicht ganz sicher war. Genauso, wie wir uns nicht ganz sicher sind, was wir in Zoos mit Tieren machen, um zu versuchen, ihnen das zu geben, was wir für ihre natürliche Umgebung halten. Wie auch immer. Als sie mit ihm fertig sind, passierte das, was in so vielen Mythen aller Kulturen geschieht: Er wurde so etwas wie ein Superwesen, das zur Erde zurückgeschickt wurde, als eine Form von Superman. Wir können nur erahnen, was passiert, wenn er zurückkehrt. Das ist das typische Muster großartiger Mythologien – und exakt das wollten wir ausdrücken.“

#### Mystik
Der Literaturwissenschaftler Armin Klumpp erkundet in seiner Filmanalyse das laut Stanley Kubrick zugrundeliegende mystische „Gotteskonzept“ von 2001. Mit Hilfe der Zahlenmystik stellt Klumpp dar, dass im formalen Aufbau des Films die Zahl Drei in allen erdenklichen Variationen in Erscheinung tritt. In der ersten Einstellung des Films werden die drei Himmelskörper Mond, Erde und Sonne übereinander aufgereiht. Dreimal erscheint im Film diese Konjunktions-Einstellung. Die 18 Stimmenerkennungsdienst-Terminals der Raumstation sind zu je drei Einheiten zusammengefasst und haben drei Durchgänge. Im zweiten Teil des Films sind drei komplizierte Landemanöver zu sehen. Der Zuschauer erlebt drei Geburtstage (von Floyds Tochter, von Dr. Poole sowie den Geburtstag des „Sternenkinds“ am Ende des Films). Dreimal gleitet die Discovery One an der Kamera vorbei. Die Besatzung der Discovery One besteht aus drei aktiven (HAL, Poole, Bowman) und drei passiven Mitgliedern. Der Bug der Discovery One birgt drei Raumgondeln in sich. Obwohl die Besatzung der Discovery One aus fünf Menschen besteht, sind nur drei Raumanzüge zu sehen. Die AE-35-Einheit, die sich aus drei Parabolantennen zusammensetzt, fällt angeblich in 72 Stunden aus, sprich in drei Tagen. HAL trägt in seinem Emblem drei Nullen (die Bodenkontrolle bezeichnet ihn als „neun-dreimal-null-Bordcomputer“). Bevor sich Bowman in die Notluftschleuse katapultiert, drückt er zuerst drei Knöpfe und betätigt anschließend drei Schalter. Dreimal tritt Bowman seiner gealterten Inkarnation gegenüber. Im Badezimmer hängen zwischen Waschbecken und Badewanne drei Handtücher. Drei biblische Gebote kommen im Laufe des Films zum Vorschein: „Du sollst nicht töten.“ (Deut 5,17 ) „Du sollst Dir kein Bildnis machen.“ (Deut 5,8 ) und „Du sollst keine anderen Götter neben mir haben.“ (Deut 5,7 ) Der letzte Teil des Films besteht aus drei Sequenzen. In der letzten Szene sind drei Himmelskörper (Mond, Erde, überdimensionales Neugeborenes) zu sehen. Die Zahl drei entspricht nicht nur jenen drei Dimensionen, die Stanley Kubricks Kameramann auf der zweidimensionalen Leinwand vor Augen führt, sondern sie verweist auch auf die Dreifaltigkeit. Der Kamera-Blick zu Beginn des Films kann laut Klumpp folgendermaßen gedeutet werden: Gott blickt auf die verfinsterte Erde: „Gott sprach: Es werde Licht. Und es wurde Licht.“ (Gen 1,3 ) Genau dies geschieht während der ersten Einstellung von 2001: Odyssee im Weltraum.
Des Weiteren führt Armin Klumpp aus, dass sich darüber hinaus die „göttliche“ Zahl Sieben in zahlreichen Variationen im Film wiederfindet. Gott erschuf die Erde in sieben Tagen – Kubrick erschuf den ersten Akt seines Films in sieben Sequenzen. In der letzten Einstellung der ersten Sequenz fällt ein Leopard über einen der sieben Menschenaffen her. In der ersten Einstellung der fünften Sequenz kommt Moonwatcher als siebter Menschenaffe (im Hintergrund suchen sechs Menschenaffen nach Nahrung) genau an der Stelle ins Bild, wo der Leopard zuvor den siebten Menschenaffen angegriffen hat. In der Schlusssequenz des zweiten Aktes schreiten sechs in Raumanzügen gehüllte Wissenschaftler zur Ausgrabungsstätte hinab, die zusammen mit dem mysteriösen Monolithen die Zahl sieben ergeben. Die Raumhelme haben auf ihrer Rückseite sieben Reflektoren. Während Poole die Geburtstagsgrüße seiner Eltern entgegennimmt, leuchten unten rechts neben dem Bildschirm sieben der 12 Segmente. Gegen Ende der ersten Sequenz des vierten Aktes mischt sich der im All schwebende Monolith als siebtes Element unter sechs vertikal aufgereihten Planeten und dreht der Kamera seine schmale Längsseite zu, so dass sich für einen Augenblick ein Kreuz bildet. In der zweiten Sequenz des vierten Aktes erscheinen sieben schillernde Gebilde. Klumpp fährt mit dem Zahlenspiel fort: 3 × 7 = 21. In der aus 21 Einstellungen bestehenden fünften Sequenz des ersten Aktes liegen die beiden entscheidenden Zwischenschnitte (Konjunktions-Einstellung – zusammenbrechender Tapir) genau auf jenen beiden Zahlen, deren mystische Bedeutung laut Klumpp offensichtlich geworden sein dürfte. Moon-Watchers Gedankenblitz (Schnittbild 7) muss gemäß Klumpp als „göttliche Eingebung“ verstanden werden, da exakt davor in Schnittbild 6 mit der Dreifach-Konstellation aus Monolith, Sonne und Mond das „Unaussprechliche“ gezeigt wird.
Die Autorin Carolyn Geduld mutmaßt in ihrem 1973 publizierten Buch Filmguide to 2001: A Space Odyssey, dass Kubrick ebenso von der Zahl Vier fasziniert sei. Der Film sei in vier Teile gegliedert, habe vier Helden (Moonwatcher, Floyd, Bowman, „Sternenkind“) und würde von dem vierseitigen Monolithen dominiert, der viermal im Film auftaucht und für vier Sprünge in der menschlichen Evolution stehe. Armin Klumpp ergänzt dazu, dass sich der Monolith erstmalig in der vierten Sequenz des ersten Aktes offenbart und auf dem Mond ein vier Millionen Jahre altes Exemplar entdeckt wird. Klumpp schlussfolgert, dass Kubrick damit andeutet, dass der Monolith als Tor zu einer anderen Dimension fungiert, die jenseits unserer empirischen Realität liegt.

#### Künstliche Intelligenz
Die Geschichte vom bösartigen Computer basiert laut mehrerer Filmwissenschaftler auf einem alten Mythos: Der Mensch erschafft einen künstlichen Assistenten, der ihm dienen soll. Doch der Assistent übertrifft seinen Schöpfer, indem er „lernt zu lernen“. Schließlich entwickelt das Geschöpf eigene Interessen und verfolgt eigene Ziele. HAL ist demnach eine Version des mittelalterlichen Golem oder des von Frankenstein erschaffenen Monsters. Frankensteins Monster war wie HAL als Werkzeug konzipiert und entwickelte sich wie HAL zum Feind seiner Schöpfer.
Der Supercomputer HAL 9000 bietet laut dem auf KI spezialisierten Wissenschaftler Michael Mateas von der University of California in Santa Cruz eine eindrucksvolle filmische Darstellung Künstlicher Intelligenz. HAL besitze demgemäß eine allgemeine Intelligenz und individuelle Fähigkeiten. Gleichzeitig mache er Probleme der KI sichtbar. Marvin Minsky, einer der Begründer der KI, hat als technischer Berater an dem Film mitgewirkt. Seine Kenntnisse und Empfehlungen hätten zweifellos dazu beigetragen, dass die Darstellung von HAL mit den Teilbereichen der KI, darunter Sprache, logisches Denken, optisches Sehvermögen, Spielen, Planung und Problemlösung wissenschaftlich fundiert war.
HAL wird im Interview mit dem BBC-Reporter als extrem fortschrittliches KI-System vorgestellt. Mateas führt aus, dass HAL im weiteren Verlauf der Handlung eine umfassende allgemeine Sprachkompetenz und logisches Denken innerhalb dieser Domäne zeigt. HALs künstliche Sehfähigkeit und die Erkennung von Objekten und Gesichtern ist laut den Ausführungen Mateas’ vollständig in den Rest seiner KI integriert, so dass er über das, was er sieht, sprechen kann oder sein Sehvermögen zur Verfolgung von Zielen einsetzen kann, wenn er beispielsweise die Lippen der Astronauten liest. Auch hier würden seine KI-Fähigkeiten für das Publikum plausibel dargestellt. Als HAL Bowmans Zeichnungen sehen will, sei er in der Lage, die auf den Zeichnungen abgebildeten Objekte zu erkennen, darunter das Gesicht von einem in den Dauerschlaf versetzten Besatzungsmitglied. Indem der Film dem Publikum einen Blick auf die Zeichnungen durch HALs Auge offeriert, betone er die spezielle Aufgabe der Objekterkennung, mit der HAL ausgestattet ist. In der gleichen Szene gehe HAL jedoch über die reine Objekterkennung hinaus, indem er Bowmans Zeichenstil kommentiert und seine aktuellen Zeichnungen mit früheren vergleicht.
Sprache ist eines der Kennzeichen von Intelligenz, so Mateas weiter. Die Verarbeitung natürlicher Sprache ist laut Mateas seit den Anfängen der KI-Forschung Teil der Agenda. HAL zeige Kompetenz im Bereich der natürlichen Sprache, das Verstehen von Sätzen und Gesprächen, die Erzeugung von Antworten, die Spracherkennung und die Spracherzeugung. HAL sei in der Lage, sich an Unterhaltungen zu beteiligen, die von einfachen Befehlen, wie Pooles Befehle, seine Kopfstütze zu heben und zu senken und den aufgezeichneten Geburtstagsgruß seiner Eltern in seinem Zimmer anzuzeigen, bis hin zu komplexen Gesprächen, in denen HAL innere Konflikte ausdrückt und raffinierte Lügen erzählt.
In HALs Schlussszene zeige die KI weitere menschliche Züge. Das Publikum sei hin- und hergerissen zwischen der Wahrnehmung von HAL als rein maschinelles Wesen oder als Lebewesen („Ich habe Angst, Dave…Ich kann es fühlen.“), dem gegenüber der Zuschauer eine moralische Verantwortung habe.

### Philosophische Interpretation

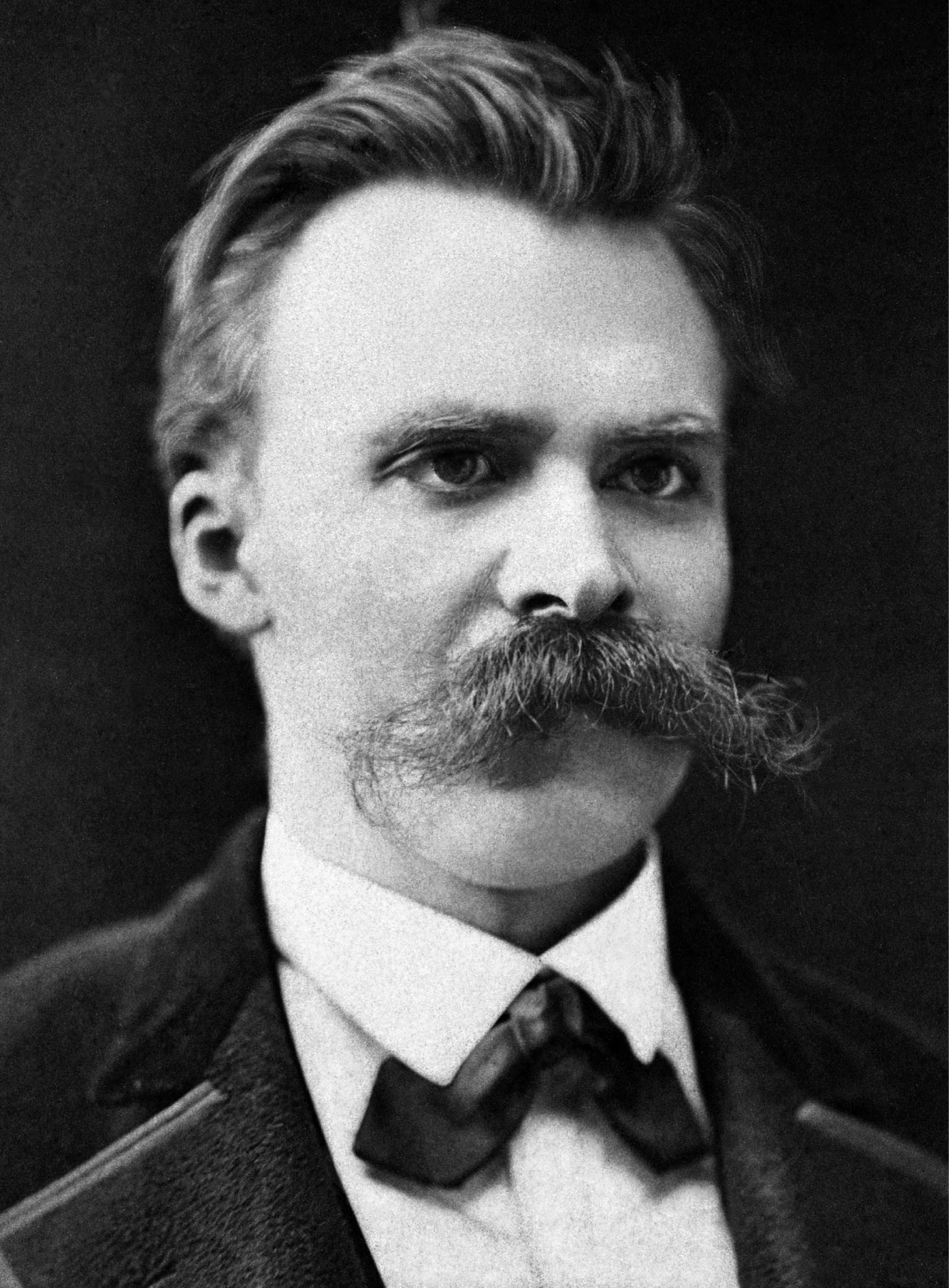
Der Philosoph F. Nietzsche

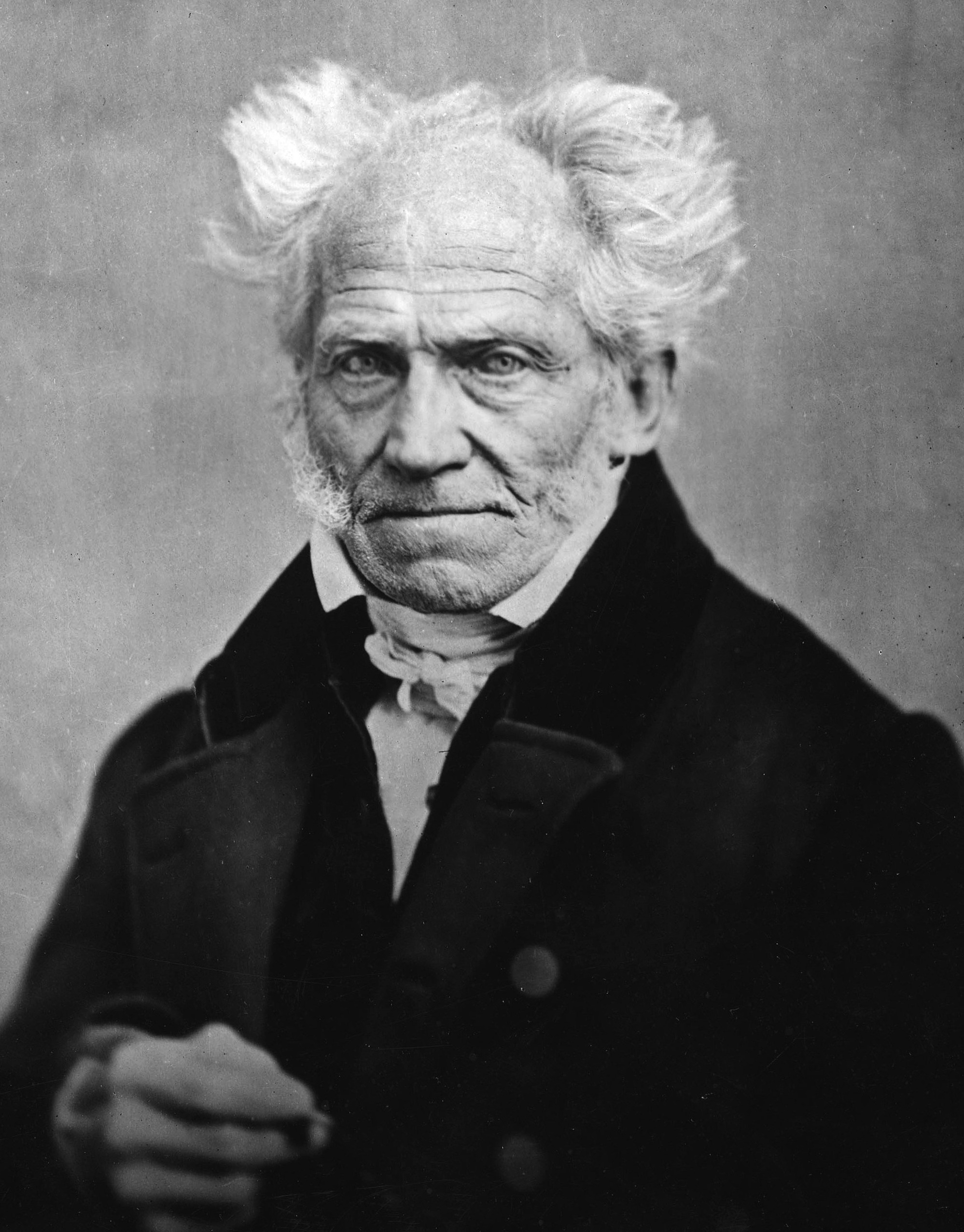
Der Philosoph A. Schopenhauer

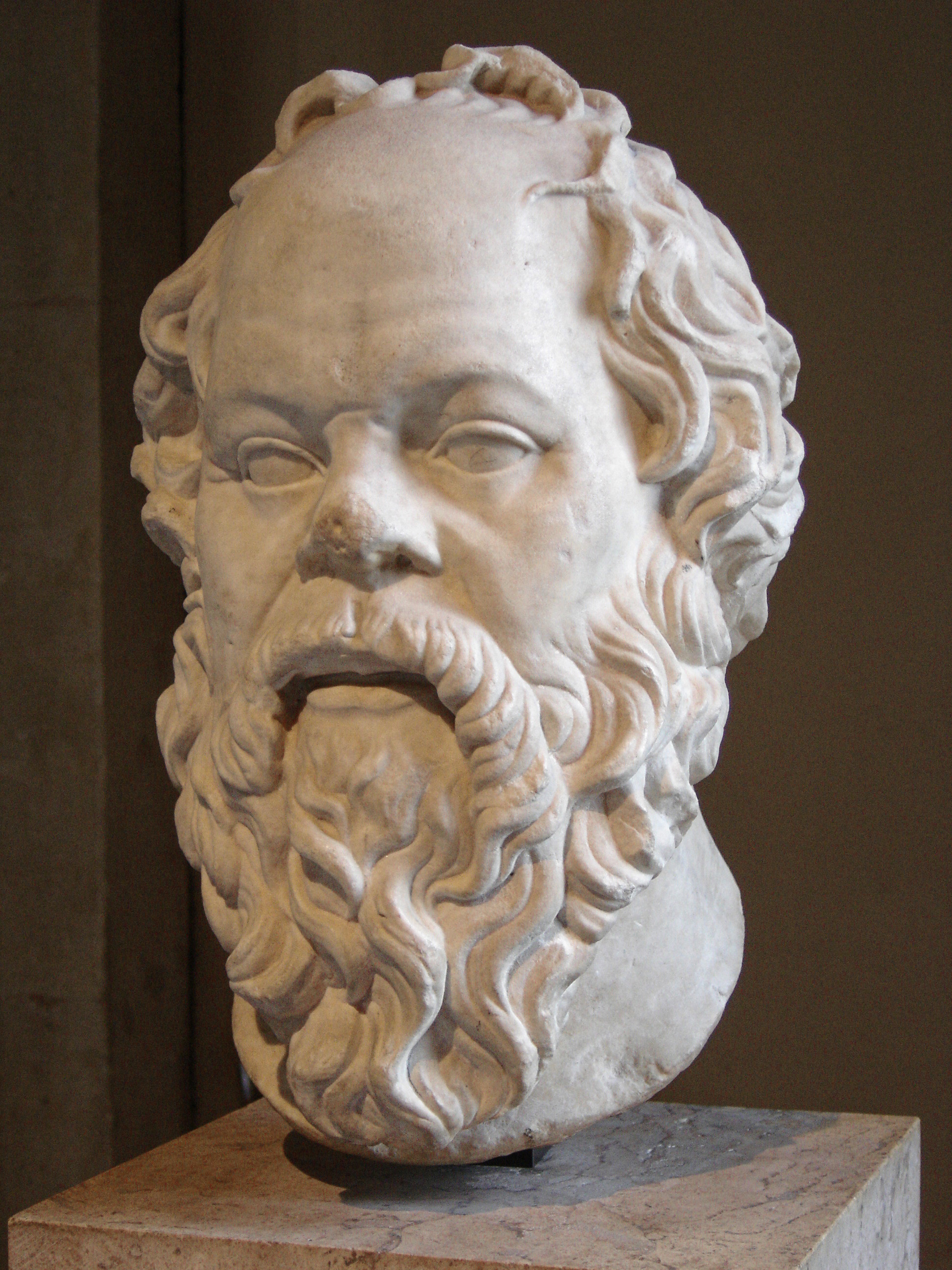
Büste des Philosophen Sokrates

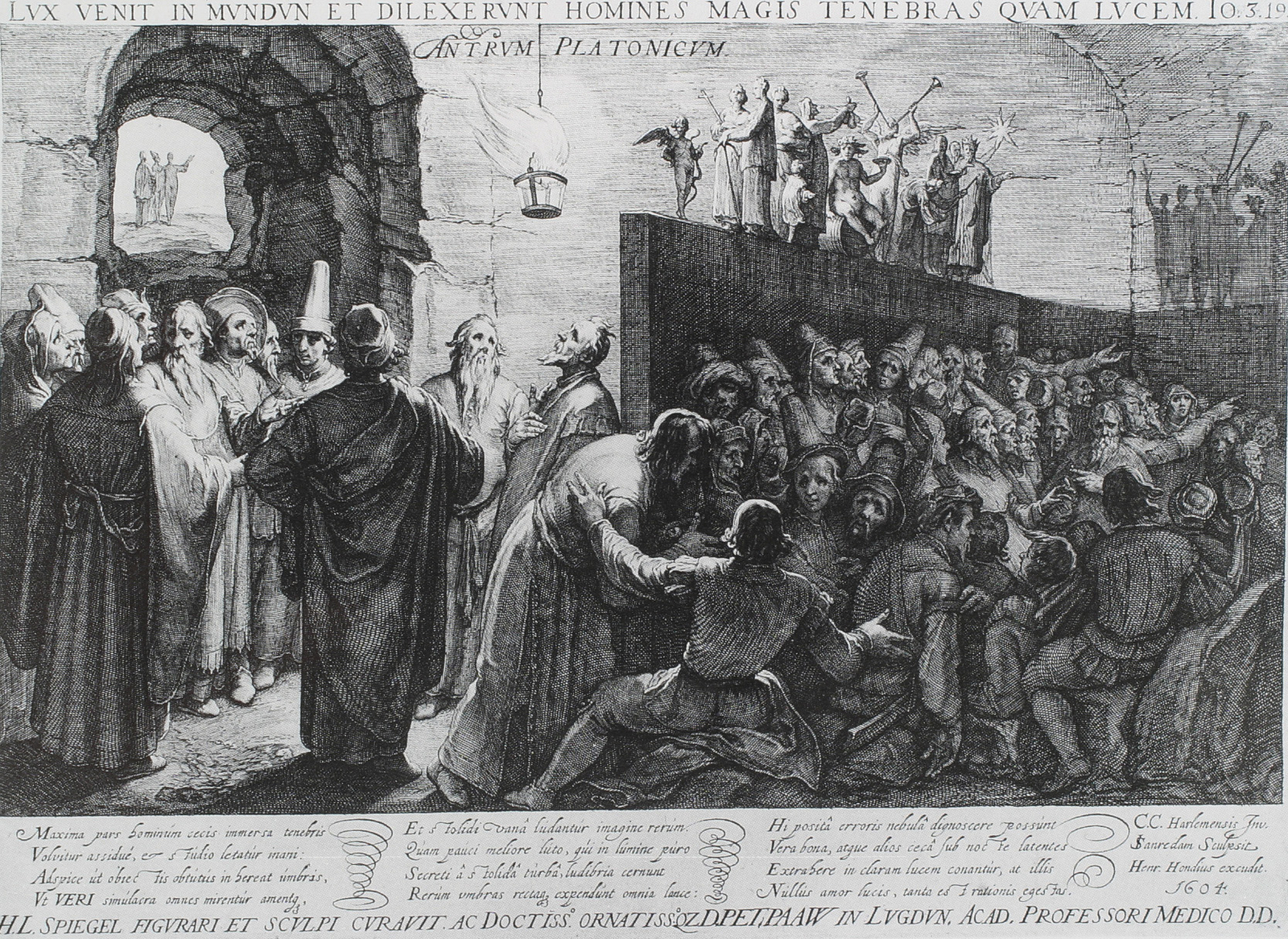
Bildliche Veranschauung von Platons Höhlengleichnis

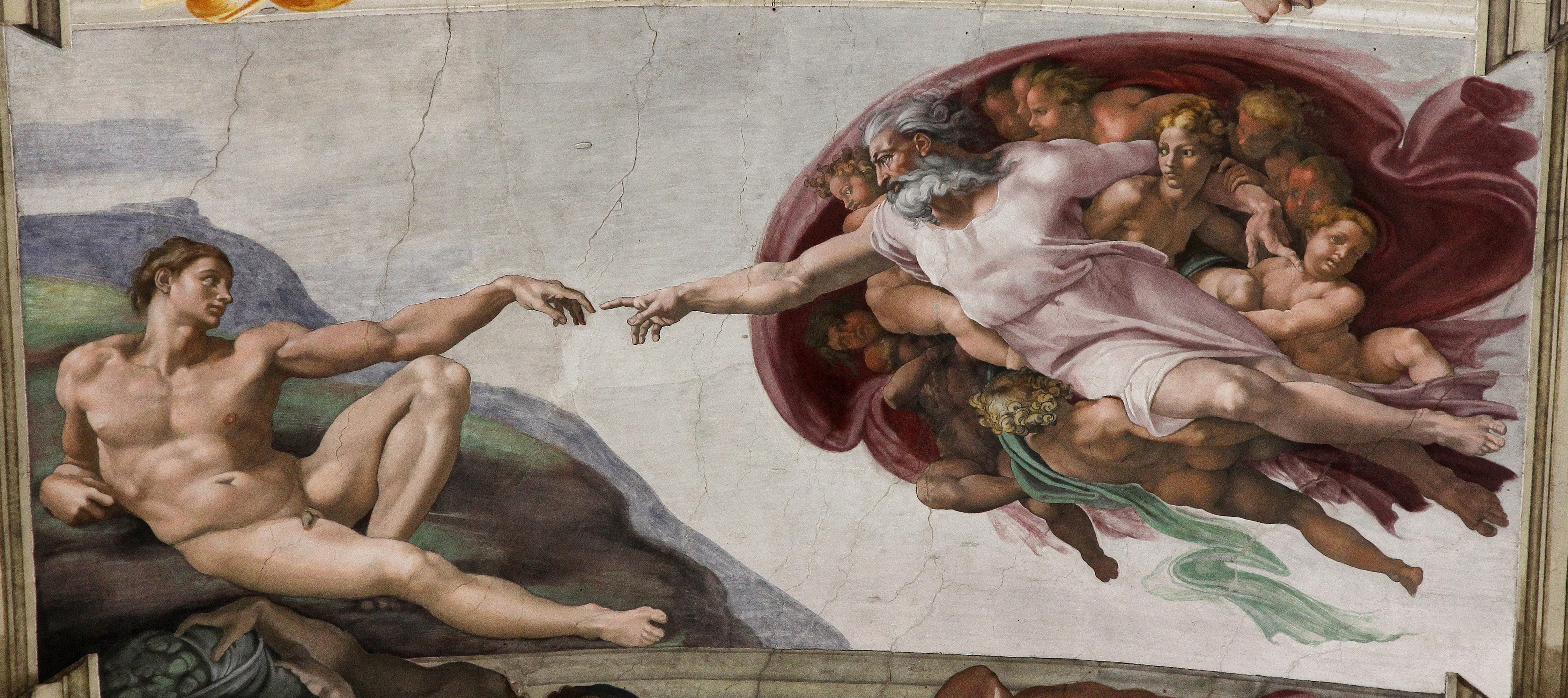
Michelangelos Schöpfungsmotiv

Laut Olaf Michaelis’ an der Philosophischen Fakultät der Universität Potsdam vorgelegten Magisterarbeit Kubricks 2001: Odyssee im Weltraum und Nietzsche: Eine Annäherung mutet 2001 aufgrund seiner unheimlichen Komplexität und offenen Struktur wie ein filmischer Rorschachtest an. Michaelis verfasste trotz dieser Vorzeichen ein kohärentes Interpretationsangebot mit philosophischen Deutungsspielräumen unter schwerpunktmäßiger Einbeziehung des Philosophen Friedrich Nietzsche und seiner Konzepte des „Übermenschen“, des „Willens zur Macht“ und der „ewigen Wiederkehr“. Kubrick wählte demzufolge das musikalische Leitmotiv Also sprach Zarathustra nach Nietzsches gleichnamigen Roman. Nietzsches philosophische Erzählung als auch Kubricks Film handeln von einem „Übermenschen“, der sich im Gegensatz zum „normalen“ Menschen durch Überwindung seiner selbst zum „Übermenschen“ transformiert. Der Protagonist Bowman erfüllt das Konzept des „Übermenschen“, indem er sich von allen anderen Motiven als den eigenen befreit. Seiner Entwicklung sind nur durch seinen eigenen „Willen“ Grenzen gesetzt, er ist niemanden Sklave. Nietzsches „ewige Wiederkehr“ verarbeitet Kubrick mit der Darstellung der Menschen im Jahre 2001, die trotz gewisser evolutionärer Veränderungen nicht besser als die Affenmenschen der Steinzeit sind.
Gemäß Michaelis bildet die streng naturwissenschaftlich begründete darwinistische Evolutionstheorie den Ausgangspunkt des Films. Die Anfänge der Menschheit kennen laut Michaelis noch keinen Begriff des Göttlichen. Es gäbe keinen Gott, keine Schöpfung, kein Paradies, keine Moral und keinen Überfluss. Kubrick konterkariere so die biblische Schöpfungsgeschichte. Und doch nehme Kubrick in seiner Bildsprache eindeutig Bezug zu zentralen Motiven der alttestamentlichen Schöpfungsgeschichte der Genesis, in der es zu Beginn äquivalent zu Kubricks Film heißt: „Im Anfang erschuf Gott Himmel und Erde. Die Erde war wüst und wirr und Finsternis lag über der Urflut und Gottes Geist schwebte über dem Wasser. Gott sprach: Es werde Licht. Und es wurde Licht.“ (Gen 1,1-3 ). Erinnert sei dabei an die dreiminütige Eröffnungssequenz in absoluter Finsternis und an die erste Kameraeinstellung, die zeigt, wie hinter der Erde die Sonne aufgeht – begleitet von Richard Strauss’ musikalischer Interpretation Also sprach Zarathustra des gleichnamigen Nietzsche-Werkes. Die ebenfalls beschriebene wüste Leere begegnet dem Zuschauer in zahlreichen Landschaftseinstellungen. In Anbetracht der Tatsache, dass Kubrick eine darwinistische Realität zeige, sei der Monolith das erste Objekt, das gänzlich aus dem Rahmen falle und dabei die bisher vorhandene spirituelle Leerstelle fülle.
Michaelis bietet eine Lesart des Monolithen an, nach jener dieser auch das symbolisiere, was der deutsche Philosoph Peter Sloterdijk „Vertikalspannung“ nenne. Kubricks Monolith sei demzufolge eine fantastische Umschreibung eines Dranges, der jedem Menschen innewohne, wobei das Bild der Vertikalen Nietzsches „Hinaufentwicklung“ entlehnt sei. Gleichzeitig weise der Monolith Parallelen zum biblischen Baum der Erkenntnis auf, von dem die Menschenaffen essen und damit den Fall des Menschen einläuten würden. Als „verbotene Frucht“ vom Baum der Erkenntnis wird dementsprechend die vom Menschenaffen erschaffene Transformation eines Tierknochens zum Mordinstrument interpretiert. Daraufhin zeige Kubrick bereits das daraus erwachsende nächste biblische Motiv: Die tödliche Auseinandersetzung zwischen den konkurrierenden Sippen an der Wasserstelle setzt Michaelis mit dem Sündenfall des Brudermordes von Kain an Abel (Gen 4,1-16 ) gleich. Der Monolith, der in diesem ersten Kapitel eindeutig mit christlicher Symbolik aufgeladen sei, deute durch sein Erscheinen vor dem mit einem Werkzeug durchgeführten Brudermord bereits die kritische Botschaft im Bezug auf das Vernünftige an. Um Werkzeuge zu gebrauchen, benötige es einigen Verstand, so Michaelis frei nach Schopenhauer, und Kubrick lasse diesen nun ausgerechnet pionierhaft zum Schrittmacher eines Tötungsdeliktes werden. Da die Idee des Christentums auf Platon zurückgeführt werden könne, handele es sich bei jenem gewissermaßen ebenso um ein Werkzeug mit zutiefst rationalem Ursprung. Und zwar um eines, das die Probleme der Existenz zu bewältigen suche, indem es ein in sich geschlossenes Glaubensgebäude anbiete, das den Schmerz des Lebens lindern solle. Kubrick mache im weiteren Verlauf des Filmes vor allem unter Regress auf Nietzsche und damit dessen Plädoyer für die Eigenverantwortung deutlich, dass er dieses Unterfangen für nicht fruchtbar hält, weshalb es nur konsequent sei, die Odyssee mit der Kritik des Christentums zu beginnen.
Im Anschluss des berühmten Match-Cuts handelt der Film folglich in der schier unendlichen Ausdehnung des Weltraums und mache sich das Vordringen in diesen zum Thema. Die Handlung verlagere sich von der beschränkten Wasserstelle in das grenzenlose All und zeige den Menschen und dessen Probleme im Weltraum. Michaelis deutet diese Handlungsverlagerung im Sinne von Nietzsches Ausspruch „Gott ist tot“ aus seinem Buch Die fröhliche Wissenschaft, dem Vorgängerwerk von Also sprach Zarathustra. Es sei mit Nietzsches Worten daran erinnert, dass der „Tod Gottes“ zum einen ein Bedeutungsvakuum hinterlassen hat, aber zum anderen die phantastische Chance biete, schöpferisch in diesen Raum vorzustoßen und eine neue nicht-religiös beeinflusste Lebensanschauung zu entwickeln. Diese neue Freiheit, die eine drückende Last mit sich bringe, verkörpere der Weltraum. Kubrick nutze diese Umgebung, um dem Betrachter schnell vor Augen zu führen, wie überfordert der Mensch der Zukunft mit dieser Freiheit sei. Besonderes Augenmerk lege der Regisseur auf die allgemeine Orientierungslosigkeit, die Lebensfeindlichkeit des Alls, sowie die annähernd gemütslose Darstellung der Protagonisten. Die Charakterisierung von Dr. David Bowman und Dr. Frank Poole, sei bemerkenswert, da die wie Stück und Gegenstück wirkenden Astronauten, sich einerseits in vielen Bildeinstellungen gar spiegelbildlich ergänzten, sich andererseits aber in einem wichtigen Detail fundamental unterschieden. Poole sei arglos, geradezu grotesk technologiegläubig und dementsprechend unkritisch im Umgang mit dem Bordcomputer HAL, der durch Omnipotenz und Omnipräsenz gewissermaßen göttliche Züge habe. Bowman hingegen sei der Kunst, dem Schöpferischen zugeneigt, verfüge über Bauchgefühl, Instinkte und Intuition, wie erkennbar werde, als er HAL nachweislich das ein oder andere Mal durchschaue. So werde er von Beginn an als Gegenspieler HALs in Stellung gebracht, was auf einen bereits erwähnten zentralen Aspekt des Films hindeutete, so Michaelis. Nämlich dem Gegensatz zwischen Wissen, Logik und Kausalität auf der einen Seite, sowie Mythos, Instinkt und Willen auf der anderen Seite. Die genannte Differenz bilde die Allegorie zum Spannungsverhältnis von Mystik und Rationalität, das Nietzsche im Hinblick auf die Naturphilosophie der Vorsokratiker und die durch Sokrates initiierte vernunftgeprägte Denkweise, die er als verhängnisvolle Fehlorientierung empfand, ausmachte. Der Konflikt zwischen Mensch und Maschine spitzt sich im Laufe der Handlung mehr und mehr zu, bis sich schließlich das Werkzeug der Kontrolle seines Konstrukteurs vollends entzieht. Michaelis deutet den Mord HALs an Poole und den an Bord befindlichen Wissenschaftlern, sowie den Niedergang des Rechners, als doppelten Widerhall des Motivs des Gottesmordes aus Nietzsches Zarathustra. Das Werkzeug beseitigt in einem Akt extremster Verweigerung seinen Schöpfer, um schließlich jedoch selbst durch Bowmans Hand zu Grunde gehen, der den technoiden Götzen mit einem hochriskanten, unerwarteten Manöver überrascht und ihn letztlich zur Strecke bringt. Unterstützung für seine These erhält Michaelis von einer filmwissenschaftlichen Analyse des Autors Nathan Abrams. Bowmans Deaktivierung von HAL sei demgemäß mit mythologischer Symbolik beladen, die zu philosophischen Schlussfolgerungen einlädt. Wenn HAL Gott ist und Bowman den Tod von Gott verursacht hat, so wird mit der Szene Friedrich Nietzsches Ausspruch „Gott ist tot“ zitiert. Wie Olaf Michaelis schlussfolgert auch Nathan Abrams, dass Kubrick das Publikum einladen wollte, sich mit der in den 1960er Jahren populären Gott-ist-tot-Theologie auseinanderzusetzen.
Bowmans „Selbstgeburtskampf“ wider das scheinbar allmächtige und allgegenwärtig technokratische Auge des Logischen, sei eine Botschaft ganz im Sinne Nietzsches, der stets das Affirmative und die Eigenverantwortung betonte und dessen philosophisches Brennglas fortwährend bemüht war, nach mehr als zweitausend Jahren vernunftgeprägter westlicher Denktradition die Debatte in Richtung des Irrationalen und Unterbewussten zu verschieben, so Michaelis. Das letzte Kapitel, das mit der Ankunft am Jupiter beginnt, bildet den vielleicht rätselhaftesten Teil des Films, den Michaelis jedoch in seine Gesamtdeutung zu integrieren vermag, indem er ihn als künstlerische Umschreibung des letzten Akts der Entwicklung Bowmans liest, in dem dieser vom irrationalen Willen zum intentionalen Akt jenseits der Unendlichkeit gelangt. Die berühmte „Stargate / Sternentor“-Sequenz sei dementsprechend eine Art bildgewaltige, non-narrative Metapher, die wesentliche Aspekte des Films komprimiert rekapituliere und Bowman aufzeige, wie dieser tiefe Einblicke in den Ursprung der Welt und des Lebens erhalte. Die Fahrt durch den Lichttunnel sei insofern bemerkenswert, da sie den Kernkonflikt des Schauspiels widerspiegele, indem sie gleichermaßen einen Prozess der Entfremdung und Selbstfindung skizziere, der durch sein Augenmerk auf Ästhetik und Künstlerisches ganz ohne Sprache auskomme, so Michaelis.
Als sich der Astronaut in der Raumkapsel in einem unwirklich zeitlosen Zimmer wiederfindet, ist er zunächst verstört. Nachdem dies jedoch überwunden ist, bezwingt er die vorherige Passivität und wird durch das Erkunden seiner Umgebung zum aktiv Handelnden. Michaelis weist auf die selbstreferentiellen Momente der Exploration hin, in denen Bowman wiederkehrend seinem eigenen Selbst begegnet, und deutet diese mit Verweis auf Schopenhausers „interessenlose Betrachtung“, die Platons Höhlengleichnis entliehen ist, welches Kubrick filmisch verarbeite, als Aufforderung ganz im Sinne Nietzsches die bloße Betrachtung zu überwinden und zum affirmativ handelnden Akteur zu werden.
Die letzte Szene des Films sei nach Michaelis als Auseinandersetzung Bowmans mit der eigenen Sterblichkeit und der schließlichen Bejahung jener zu verstehen. Bowman strecke dem Monolithen die Hand entgegen, in einem Bild, das stark an Michelangelos Schöpfungsmotiv erinnere. Indem Bowman seiner eigenen Sterblichkeit bejahend begegne, begehe er aus eigener Kraft einen Akt der Selbstschöpfung, der ihn sein Dasein transzendieren lasse. Michaelis vergleicht diese Szene mit dem Aphorismus „Das größte Schwergewicht“ aus Nietzsches Die fröhliche Wissenschaft, der einen wichtigen Kern der nietzscheanischen Philosophie bilde. Bowman werde sozusagen metaphorisch das Angebot unterbreitet, noch einmal leben zu können, welches er im Lichte der tiefen zuvor gewonnenen Einsichten bekräftigend annehme. Bowman trete schließlich in die letzte Phase der drei Verwandlungen Nietzsches ein und werde als Sternenkind wiedergeboren, dessen Unschuldigkeit Michaelis nicht nur als Absage an die christliche Erbsünde und die damit einhergehende Selbstverkleinerung des Menschen liest, sondern eben auch als einen Neuanfang, der sich zugleich in das Rad der ewigen Wiederkehr Nietzsches einfüge.
Zuletzt stellt Michaelis erneut die Unergründlichkeit von Kubricks „2001“ heraus und betont, dass der Film die aristotelische Katharsis ad absurdum führe. Der Zuschauer finde sich am Ende zurückgeworfen auf sich selbst, da mehr Fragen als Antworten blieben. Das Werk sei ein weniger aufklärerisches als realistisches und konfrontiere die sokratisch-hellenistische Kultur mit ihren Grenzen. Michaelis liest den Film aufgrund seiner klaren Referenzen zu Schopenhauer und Nietzsche als eine Aufforderung, bei Fragen der Existenz den Blickpunkt in Richtung des Selbst und somit einer tragisch-buddhistischen Kultur zu verschieben, deren höchstes Ideal darin bestehe, die Welt liebend zu bejahen und das Dasein affirmativ am Schopfe zu ergreifen.

## Adaption und weitere Nachwirkungen
Im Anschluss an die Anfang April 1968 erfolgte Filmveröffentlichung wurde im Juni 1968 der zeitgleich zu dem Drehbuch von Clarke unter Mitwirkung von Kubrick angefertigte Roman 2001: Odyssee im Weltraum veröffentlicht. Clarke erhielt 60 % aus dem Gewinn. Die restlichen 40 % des Gewinns aus dem Roman ließ sich Kubrick sichern.
1985 wurde die bisher einzige filmische Fortsetzung 2010: Das Jahr, in dem wir Kontakt aufnehmen des Regisseurs Peter Hyams veröffentlicht. Als Literaturvorlage diente der erneut von Arthur C. Clarke geschriebene Roman Odyssee 2010 – Das Jahr, in dem wir Kontakt aufnehmen. Kubrick war an der Produktion dieses Films nicht beteiligt. Clarke erachtete den Film als passende Adaption seines Romans und hatte einen kurzen Cameoauftritt. Da Kubrick angeordnet hatte, alle Modelle und Blaupausen von 2001 zu vernichten, war Hyams gezwungen, für seinen Film diese Modelle neu zu fertigen. Clarkes literarische Fortsetzungen 2061 – Odyssee III (1987) und 3001 – Die letzte Odyssee (1997) wurden bisher nicht verfilmt.
Kubrick hatte keine Fortsetzung von 2001 angedacht. Aus Sorge über eine mögliche spätere Nutzung und Wiederverwertung seines Materials in anderen Produktionen sorgte er dafür, dass alle Sets, Requisiten, Miniaturen, Produktionsblaupausen sowie Negative von ungenutzten Szenen vernichtet werden sollten. Ein Großteil dieser Materialien ging verloren, mit ein paar Ausnahmen: ein Raumanzug-Rucksack tauchte in der Folge Ziel unbekannt von Gerry Andersons Fernsehserie UFO auf, und einer von HALs roten Augensensoren ist im Besitz des Autors von HAL’s Legacy: 2001's Computer as Dream and Reality, David G. Stork. Adam Johnson, der mit dem 2001-Berater Frederick Ira Ordway III. zusammengearbeitet hatte, veröffentlichte 2012 das Buch 2001: The Lost Science, das zahlreiche Blaupausen der Raumfahrzeuge und Filmsets beinhaltete, die als verloren galten.
2001: A Space Odyssey zählt heute zu den einflussreichsten Kunstwerken überhaupt. Der Film hat seit 1968 und bis heute einen andauernden Niederschlag in den verschiedensten Bereichen hinterlassen. Er hat mittlerweile mehrere Generationen an Zuschauern darin geprägt, wie ihr Bild vom Weltraum aussieht. Er gilt bis heute als unbestrittener Meilenstein in der Entwicklung der Spezialeffekte in der Filmgeschichte. Kubrick hat Science Fiction für ein breites Publikum salonfähig gemacht, klassische Musik als Filmmusik im Genre etabliert und einen Prototyp geschaffen, an dem sich seitdem zahlreiche Zuschauer abarbeiten. Nicht zu unterschätzen ist der mannigfaltige Einfluss, den der Film auf unzählige Künstler ausgeübt hat, die 2001 in ihren eigenen Werken durch Zitate, Hommagen oder Parodien fortschreiben. So findet sich der Film in vielen anderen Filmen, Musikvideos, der Werbung, in der Poesie, dem Design, der Architektur oder der Malerei wieder.
Insbesondere die „Knochenszene“, der Monolith, HAL 9000, die Schlussszene sowie die Filmmusik wurden oft zitiert oder kopiert. David Bowie verfasste unter dem Eindruck des Films eines seiner bekanntesten Lieder, Space Oddity (1969), das zu seinem ersten Hit wurde. Der Science-Fiction-Film Dark Star – Finsterer Stern von John Carpenter aus dem Jahr 1974 gilt als Parodie auf 2001. Einige Simpsons-Folgen bieten direkte Anspielungen auf 2001, z. B. die Episoden Lisas Pony, Der vermisste Halbbruder sowie Homer, der Weltraumheld. Eine Verschwörungstheorie zur Mondlandung besagt, dass die Bilder der Apollo 11-Astronauten auf dem Mond lediglich vorgetäuscht wurden. Stattdessen soll Kubrick in Zusammenarbeit mit der NASA die entsprechenden Aufnahmen in einem Filmstudio produziert haben. Die Mockumentary Kubrick, Nixon und der Mann im Mond des Filmemachers William Karel und die zweiteilige Dokumentation Kubrick’s Odyssey: Secrets Hidden in the Films of Stanley Kubrick von Jay Weidner basieren auf dieser Verschwörungstheorie.
Zahlreiche Erfindungen, die zur Entstehungszeit des Films Mitte bis Ende der 1960er-Jahre noch reine Zukunftsmusik waren, sind mittlerweile fester Bestandteil unseres Alltags und damit Wirklichkeit geworden. Kubrick sagte im Film beispielsweise die kommerzielle Weltraumfahrt, eine dauerhaft um die Erde kreisende bemannte Raumstation, Flachbildschirme, Tablets, Videotelefonie, allgemein verbreitete Kreditkartenzahlung, Stimmenerkennung, Filmprogramme an Bord von Flugzeugen und einen sprechenden Computer mit künstlicher Intelligenz voraus. Im Gegensatz dazu gibt es weder eine bemannte Mondbasis noch die Möglichkeit, in tiefgekühlten Dauerschlaf versetzt und wieder aufgeweckt zu werden. Auch ist der Mensch in bemannten Missionen bislang weiterhin nicht weiter in den Weltraum vorgedrungen als bis zum Mond.